# Volkach (Volkach)
Volkach ist der Hauptort der Stadt Volkach im unterfränkischen Landkreis Kitzingen in Bayern. Er bildet heute, als einwohnerreichster und größter Gemeindeteil, den Mittelpunkt der politischen Gemeinde Volkach. Zur Stadt wurde Volkach bereits im 13. Jahrhundert. Zunächst war die Ansiedlung der wichtigste Ort in der mittelalterlichen Grafschaft Castell, ehe sie ein Teil des Hochstifts Würzburg wurde. Bereits in der Vergangenheit war Volkach einer der Verwaltungsmittelpunkte am Maindreieck.
Die Stadt liegt an der sogenannten Volkacher Mainschleife, die als größte Flussmäanderlandschaft Bayerns zum Landschafts- und Naturschutzgebiet erklärt wurde. Kulturhistorisch ist die Mainschleife vom Weinbau geprägt. Volkach war im Mittelalter ein wichtiger Weinhandelsort im Anbaugebiet Franken und die Bevölkerung betrieb Weinanbau. Heute werden die Volkacher Erzeugnisse unter dem Lagenamen Volkacher Ratsherr vermarktet.
Neben dem Weinbau zieht heute vor allem die erhaltene Altstadt Touristen an. Die Stadt wurde bereits in den 1970er Jahren von der bayerischen Regierung zum staatlich anerkannten Erholungsort erklärt. In Volkach ist die Deutsche Akademie für Kinder- und Jugendliteratur angesiedelt, die Stadt ist Sitz der Verwaltungsgemeinschaft Volkach. Die Stadt Volkach ist die zweitgrößte Gemeinde im Landkreis Kitzingen. In den 1980er Jahren entstand die Mainfrankenkaserne und machte Volkach zum Bundeswehrstandort.

## Geografische Lage

### Geografie und naturräumliche Lage
Volkach liegt zentral im Gebiet der politischen Gemeinde. Die Gemeindeteile ordnen sich sternförmig um die Stadt an. Im Norden befindet sich Gaibach, im Nordosten liegt Obervolkach. In einiger Entfernung beginnt die Gemarkung von Rimbach im Osten. Südöstlich erhebt sich das Pfarrdorf Eichfeld. Im Süden beginnt mit dem Gebiet des Dorfes Gerlachshausen die Gemeinde Schwarzach am Main, im Südwesten beginnen die Orte Nordheim am Main und Sommerach nahe der Hallburg. Getrennt durch den Main liegt im Westen Astheim. Entlang des Maines zieht sich die Straße nach Fahr im Westen.
Nächstgelegene, größere Städte sind Kitzingen, mit einer Distanz von etwa 15 Kilometern und Schweinfurt, das ungefähr 20 Kilometer entfernt ist. Die nächste Großstadt ist das 23 Kilometer entfernte Würzburg.

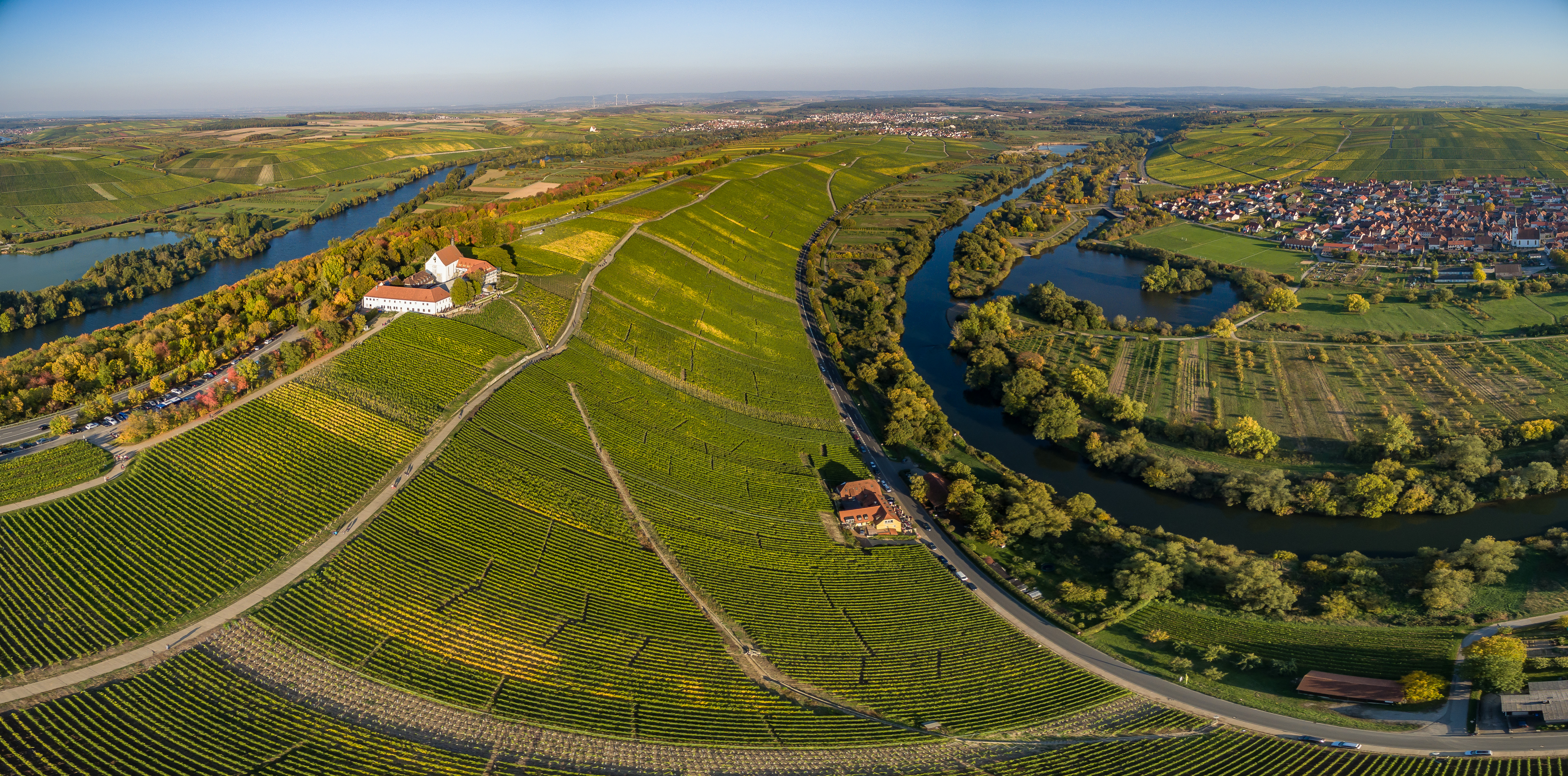
Die Volkacher Mainschleife mit der Vogelsburg, Volkach im Hintergrund

Naturräumlich liegt Volkach im Gebiet der Volkacher Mainschleife, die als Untereinheit zum Mittleren Maintal der Mainfränkischen Platten gezählt wird.
Die Stadt liegt in der Maingauklimazone, die zu den trockensten und wärmsten Klimazonen in Deutschland zählt. Das erklärt auch den Weinbau im Ort. Geologisch lagerte der Main an der Stelle der Stadt eiszeitliche Mainsande und -schotter ab. Um Volkach sind außerdem die Gesteine des Oberen Muschelkalks zu finden, die zum sogenannten Volkacher Sattel aufgewölbt wurden. Sie tragen, zusammen mit denen im äußersten Norden der Gemarkung vorkommenden Steinen des Lettenkeupers, überwiegend die typischen Rebhänge um die Stadt.
Charakteristisch für die Stadt ist die Lage am Scheitelpunkt der sogenannten Volkacher Mainschleife. Diese Flussmäanderlandschaft ist die größte ihrer Art in Bayern. Sie entstand nach der Bildung erster Täler während des Pleistozäns, als der Obermain an das heute noch bestehende Mainsystem angeschlossen wurde. Das zweitwichtigste Gewässer in der Volkacher Gemarkung ist der Bach Volkach selbst, der einen Teil der Stadtmauer begleitet und aus dem Steigerwald kommend in den Main mündet.
Daneben fließen der Eschbachgraben, der Heiligenbach, der Ölberggraben, der Rotenbach, der Rothenbühlgraben, die Sommerach und einige unbenannte Gräben um Volkach zumeist auf den Main zu, wobei viele der Flüsse verlegt und kanalisiert wurden. In den 1950er Jahren entstand der Volkacher Mainkanal, der die enge Flussschlinge der Mainschleife umgeht und nach der Staustufe Astheim, gegenüber der Stadt, bis Gerlachshausen geführt wird. Der Volkachbach wird kurz vor seiner Mündung durch einen Düker unter dem Kanal entlanggeführt.

### Ortsgliederung

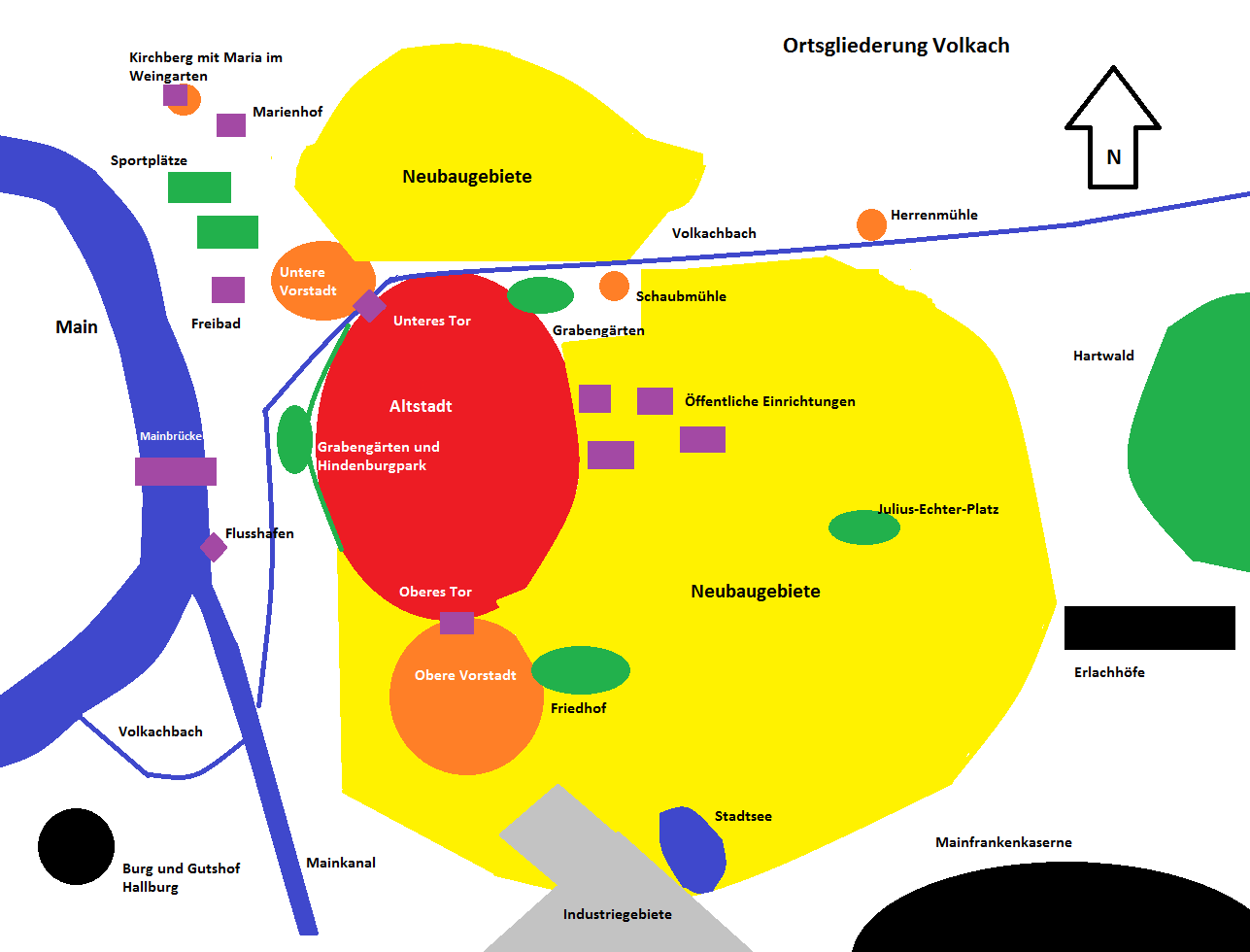
Gliederung der Volkacher Kernstadt und ihrer Gemarkung

Zentral in der Volkacher Gemarkung liegt die mittelalterliche Altstadt, die als Zweitorestadt in Richtung Nordwesten bzw. Süden ausgerichtet ist. Außerhalb der ummauerten Kernstadt schließen sich die Untere Vorstadt im Nordwesten und die Obere Vorstadt im Süden an die alte Bebauung an. Der Obere Markt bildete neben dem Marktplatz und dem Gänsemarkt in der Altstadt eines der Handelszentren Volkachs. Insbesondere im Norden und Westen haben sich die Überreste der alten Gräben erhalten, die von Privatleuten als Gärten genutzt werden.
Östlich der alten Stadt schließt sich ein Areal an, in dem sich das Krankenhaus, die Grund- und Hauptschule (mit dem Hallenbad), eine große Mehrzweckhalle, ein Kindergarten und das Bürgerspital befinden. Von Osten nähert sich die Volkach der Stadt, an ihr liegen die Schaub- und die Herrenmühle. Beide waren im 19. Jahrhundert Ortsteile von Volkach und sind heute weitgehend mit der Stadt verwachsen. Im Osten der Oberen Vorstadt erstreckt sich seit dem 16. Jahrhundert der städtische Friedhof.

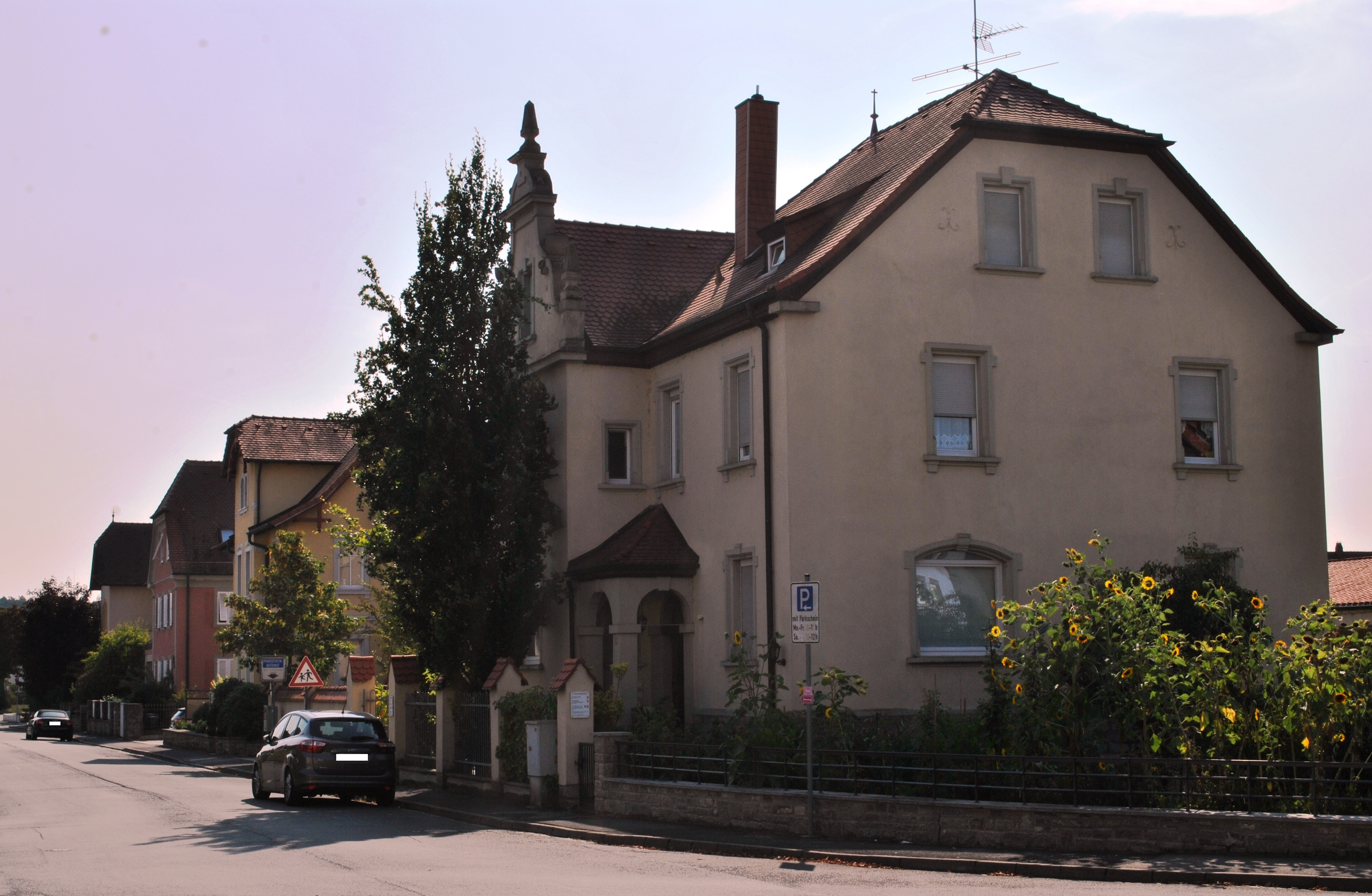
Die Villen an der Gartenstraße am Rande der Altstadt

Ein weiteres Areal entstand zu Beginn des 20. Jahrhunderts mit dem Bahnhof im Nordwesten der Altstadt bzw. westlich der Oberen Vorstadt. Neben dem inzwischen zu einem Jugendhaus umgewandelten Bahnhof und der ehemaligen Post entstanden dort erste Industrieansiedlungen, die sich heute in südlicher Richtung bis zur ehemaligen Gerichtsstätte am Galgenberg,  das Industriegebiet Sonnenberg, ziehen. Dort befindet sich der etwa 5 ha große Stadtsee, auch Berzgrube, am Rande der bebauten Fläche. Der See bietet insbesondere vielen Insektenarten einen Lebensraum.
Im Westen der Altstadt in Richtung des Maines liegt der sogenannte Hindenburgpark, der vor allem als Weinfestplatz genutzt wird. Weiter im Nordwesten entstand das Volkacher Freibad. Dort siedelten sich mehrere Sportvereine mit ihren Plätzen sowie ein Campingplatz an. Die Orientierung in Richtung des Maines wird durch den Flusshafen Volkach an Flusskilometer 306 mit der Einmündung des Schleusenkanals und einer Anlegestelle für Fahrgastschiffe ebenso wie durch die Mainbrücke an dieser Stelle verdeutlicht. Kontrovers diskutiert wird die künftige Anlage einer Mainpromenade (siehe auch Schiffsverkehr).
| Ehemalige Ortsteile |
| ------------------- |
| Herrenmühle         |
| Kirchberg           |
| Schaubmühle         |

Die Altstadt ist fast vollständig von Wohngebieten umschlossen, lediglich entlang des Volkachbachs verzichtete man bisher auf eine geschlossene Bebauung. Bereits im 19. Jahrhundert entstanden Villen an den Ausfallstraßen, insbesondere in Richtung Obervolkach. 1929 und 1937 wurden weitere Straßenränder mit Zweifamilienhäusern bebaut, die sogenannte Neue Siedlung. Im Jahr 1957 entstanden Gebiete im Südosten zwischen Eichfelder Straße und dem Erlachweg mit dem Julius-Echter-Platz als Mittelpunkt. Um 1970 errichtete man das Wohngebiet um die Sonnenstraße, während in den 1980er Jahren begonnen wurde, das Areal nördlich der Altstadt zu bebauen (sogenanntes Nordgebiet). Neueste Wohngebiete entstanden nördlich der Schaubmühle im 21. Jahrhundert.
Um die heutige Stadt existieren auch landwirtschaftlich genutzte Gebiete. Nördlich befindet sich die Flur Sambühl, die überwiegend mit Weinreben bestockt ist. An die bebaute Fläche schließen sich im Südosten die sogenannten Erlachhöfe, mehrere Aussiedlerhöfe, an. Weiter südöstlich beginnt der Hartwald als Stadtforst. Im Süden wurde in den 1980er Jahren die Mainfrankenkaserne gebaut. Südlich der Kaserne befand sich bis ins 17. Jahrhundert das Dorf Ulberg, das als totale Ortswüstung Teil der Gemarkung Volkach ist.
Heute getrennt durch den Mainkanal liegt die Hallburg, Schloss und Gutshof, im Südwesten. Sie gelangte 1955 als Gemeindeteil zur Stadt. Historisch besonders bedeutsam ist das Areal im Nordwesten der Altstadt. Auf dem Kirch- oder Marienberg liegt die Wallfahrtskirche Maria im Weingarten, ein alter Kreuzweg verbindet die Stadt mit dem Gotteshaus. Der Kirchberg war im 19. Jahrhundert ebenfalls ein eigenständiger Ortsteil Volkachs. In späterer Zeit entstand unterhalb ein Aussiedlerhof, der Marienhof.
Siehe auch: Altstadt (Volkach), Obere Vorstadt (Volkach), Untere Vorstadt (Volkach), Ulberg und Hallburg (Volkach)

### Schutzgebiete

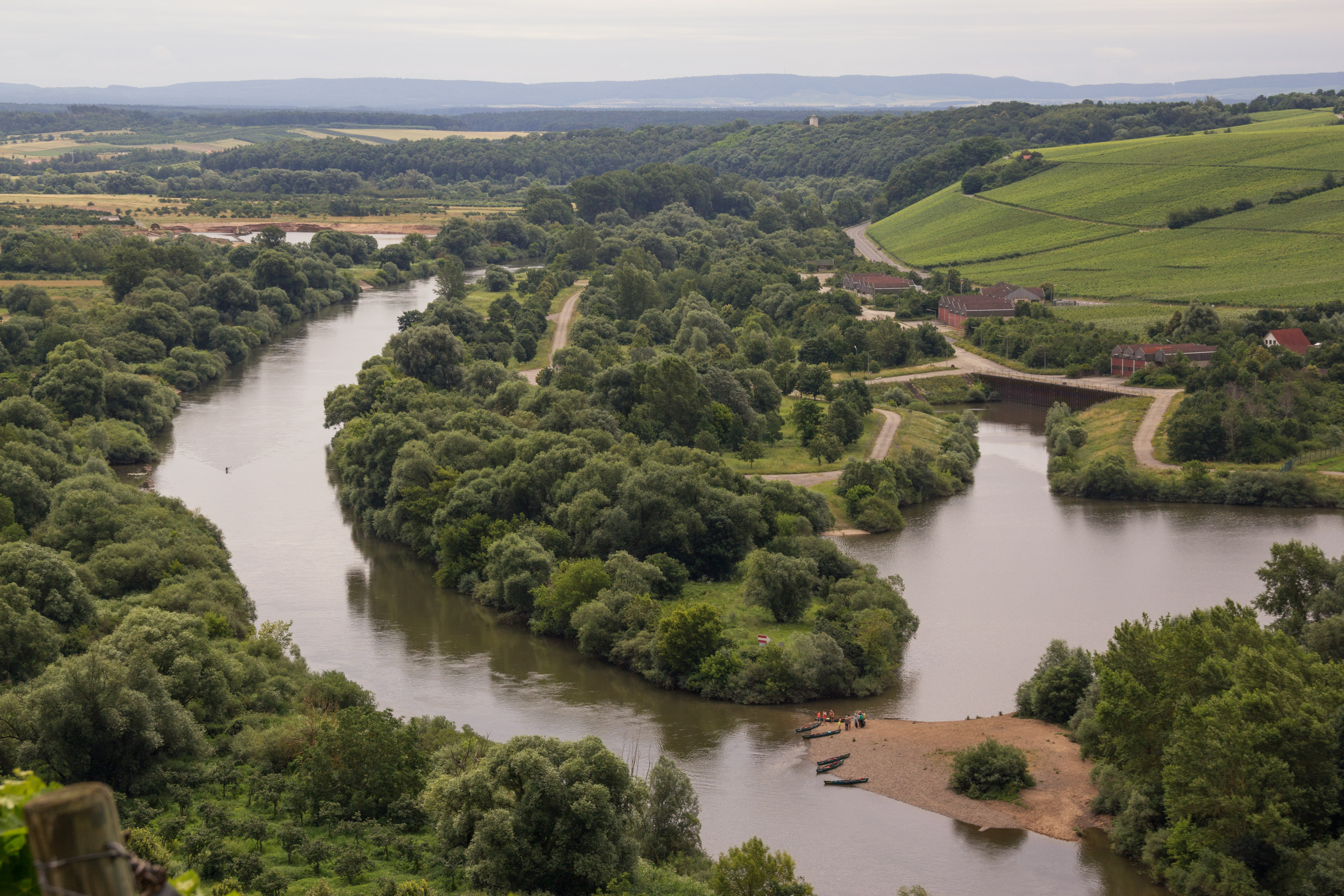
Das Schutzgebiet Alter Main bei Volkach, im Hintergrund der Wald an der Hallburg

Die Stadt ist von mehreren Schutzgebieten umgeben. So wurde die Volkacher Mainschleife bereits am 1. August 1955 zum Landschaftsschutzgebiet erklärt. Im Schutzgebiet liegen heute sowohl die Kirche Maria im Weingarten, als auch Wohngebiete der Stadt nordwestlich des Altortes und die Fluren um die Hallburg. Ebenso ist die Mainschleife Fauna-Flora-Habitat (FFH). Weite Teile der Mainschleife sind außerdem als Abschnitt des Maintales zwischen Dettelbach und Schweinfurt zum Vogelschutzgebiet erklärt worden. Hierzu zählen auch Areale im Süden der Kasernenanlagen. Die Mainschleife genießt zusätzlich den Status eines Geotopes.
Besonderen Schutz genießen die Naturschutzgebiete um Volkach. So wird die weitgehend erhaltene Auelandschaft an der Mainschleife in einem schmalen Streifen entlang des Flusses unmittelbar westlich des Mainkanals unter der Bezeichnung Alter Main bei Volkach geschützt. Oberhalb dieses Schutzgebietes liegt der Wald an der Hallburg, der ebenfalls zum Naturschutzgebiet erklärt wurde. Hier gilt die besondere Aufmerksamkeit dem artenreichen Hangwald. Im Osten des Mainkanals beginnen die Sandfluren bei Volkach, Schwarzach am Main und Sommerach. Schutzziel sind die Sandgrasheiden mit ihren Dünen und Flugsandflächen.
Ebenfalls erhalten mehrere Biotope in der Gemarkung von Volkach besonderen Schutz. Sie sind überwiegend in der Nähe des Maines anzutreffen, ziehen sich allerdings auch entlang der kleineren Bäche und insbesondere der Volkach. Ein weiterer Schwerpunkt ist am Marien- oder Kirchberg zu finden. Nordwestlich der Altstadt um die Kirche Maria im Weingarten erstreckt sich außerdem ein ausgedehntes Trinkwasserschutzgebiet auf beiden Seiten des Maines.

## Geschichte

### Vor- und Frühgeschichte (bis 906)
Die Besiedlung der Mainschleife und ihres Umfeldes erfolgte bereits sehr früh, dies belegen Lesefunde und systematische Ausgrabungen in der näheren Umgebung der Stadt. Erste Spuren menschlicher Besiedlung im Bereich der Mainschleife stammen aus dem Paläolithikum. Mehrere Gerätefunde belegen die Anwesenheit des Menschen in dieser damals von Tundra bedeckten Region. Kultisches Zentrum blieb während der gesamten vor- und frühgeschichtlichen Zeit der Vogelsberg, der heute noch immer die Mainschleife überragt.

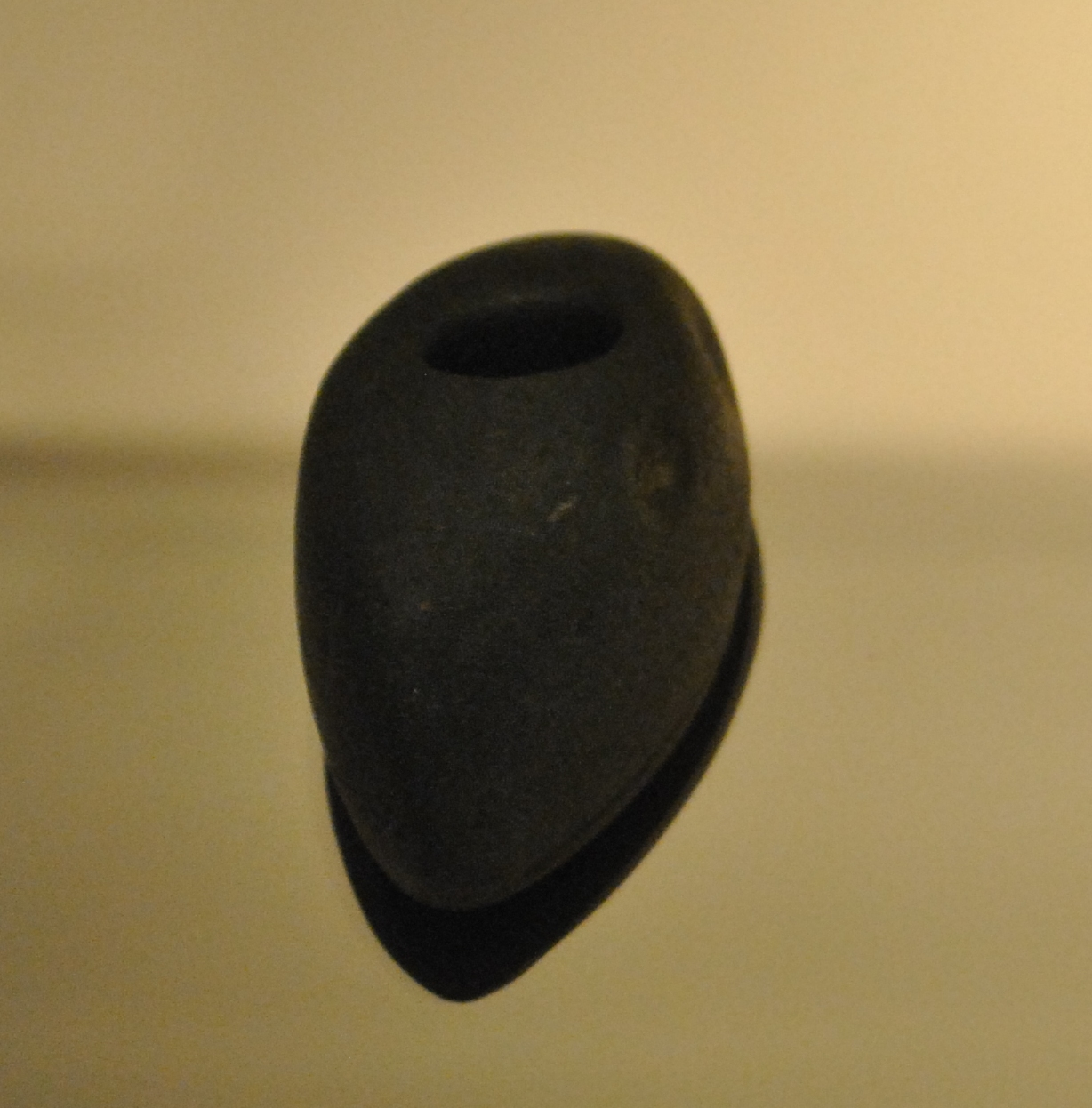
Streitaxt der Bronzezeit aus dem Main bei Volkach

In der Jungsteinzeit besiedelten die Bandkeramiker die Mainschleife. Wiederum bildete der vom Main umflossene Berg den Mittelpunkt der Besiedlung: Die typischen Schalen aus Ton wurden auf dem Vogelsberg gefunden. Siedlungen entstanden vor allem an den leicht überquerbaren Furten des Maines. Wie in den Jahrtausenden zuvor blieb die Mainschleife auch während der Bronzezeit besiedelt, auch wenn die Siedlungsstelle Volkach selbst nicht durch Funde belegt ist.
Im 7. Jahrhundert vor Christus stießen keltische Stämme der Latènekultur an den Main vor. Sie mischten sich mit der einheimischen Bevölkerung und bauten den Vogelsberg zu einem befestigten Herrschaftssitz um. Nach der Zeitenwende drangen im 2. Jahrhundert vermehrt germanische Stammesverbände nach Westen vor. Die Kelten zogen sich in dieser Situation vielleicht auf den Kirchberg nordwestlich von Volkach zurück. Die germanischen Stämme der Markomannen, der Alemannen und der Thüringer prägten dagegen die zukünftige Entwicklung. Auf sie geht wohl auch der Ortsname der kleinen Siedlung unterhalb der Vogelsburg, Volkach, zurück.
Diese germanischen Bevölkerungsteile mussten im 6. und 7. Jahrhundert den Franken weichen. Mit den fränkischen Kolonisten setzte eine, von einer kleinen Oberschicht aus König und Adel getragene, staatliche Entwicklung ein. Die Franken brachten erste Verwaltungsstrukturen, das Christentum und die Weinrebe an die Mainschleife. Um das ursprünglich germanische Dorf Volkach bildete sich ein fränkischer Bezirk, das sogenannte Volkfeld. Zugleich etablierte sich im nahen Prosselsheim ein neuer, fränkischer Königshof. Die Vogelsburg verlor an Einfluss.
Das homogene, fränkisch-karolingische Krongut wurde im Laufe des 8. und 9. Jahrhunderts zerschlagen. Zunächst verlor bis spätestens 742 die Vogelsburg ihre pfarrlichen Funktionen an der Mainschleife gegen den, auf der anderen Mainseite gelegenen Kirchberg, auf dem sich heute die Kirche Maria im Weingarten befindet. Zum anderen vergaben die fränkischen Könige mehr und mehr Besitzungen an Adelige und Klöster der näheren und weiteren Umgebung, um sich hierdurch deren Loyalität zu versichern.

### Von der Siedlung zur Stadt Volkach (bis 1258)
Die erste urkundliche Erwähnung der Stadt fiel dann auch mit der Auflösung des Königsgutes zusammen. In einer Urkunde aus dem Jahr 906, die der letzte Karolingerkönig Ludwig das Kind ausstellte, wurden Schenkungen an das Kloster Fulda bestätigt. „Folchaa superior et inferior, Fugalespurc“ und mehrere weitere Orte kamen unter die Klosterherrschaft. Bereits im Jahr 889 hatte Kaiser Arnulf von Kärnten die Schenkung vollzogen.

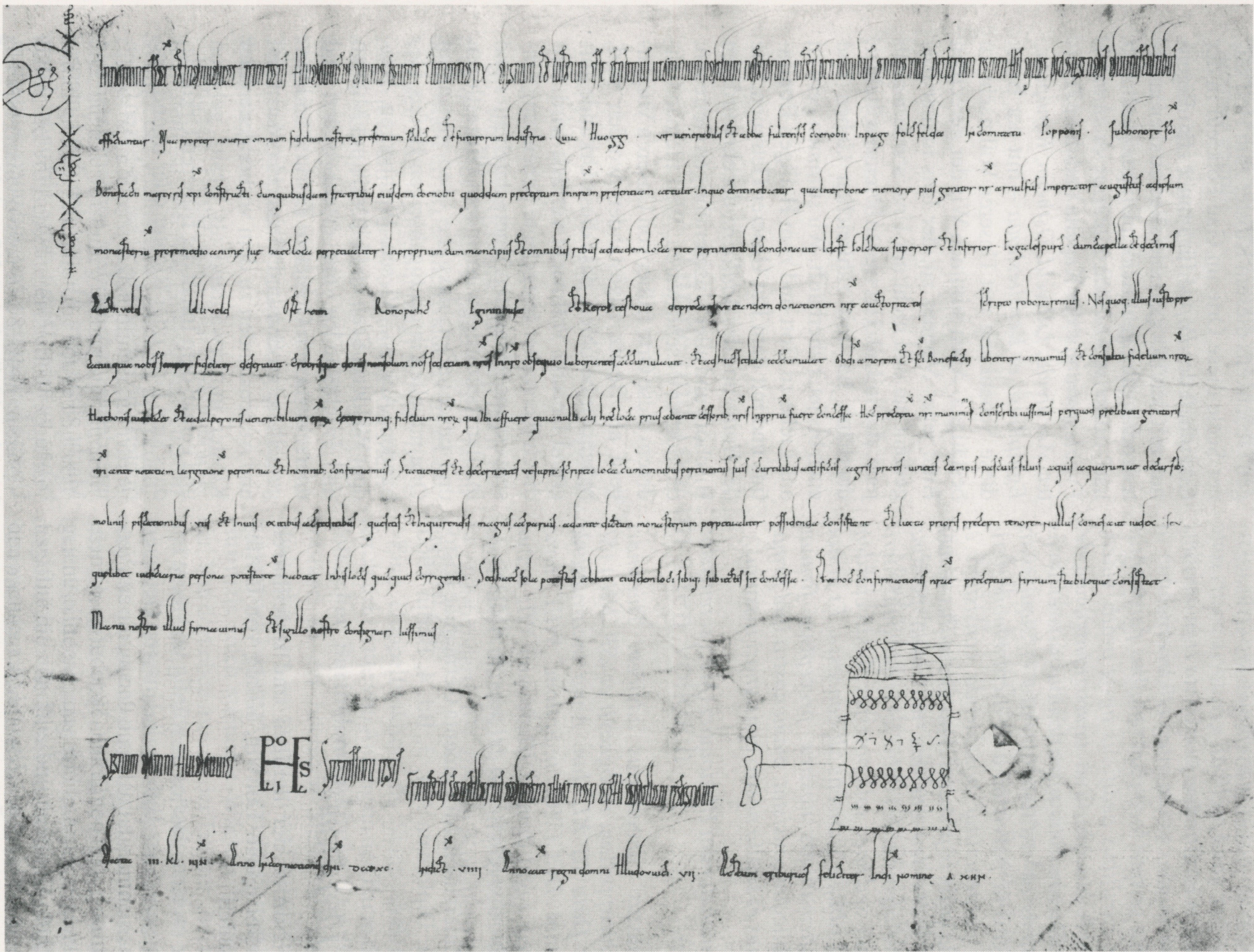
Die Urkunde von 906

Bemerkenswert ist die Tatsache, dass statt einem Dorf Volkach zwei, ein oberes (lat. inferior) und ein unteres (lat. superior), genannt werden. Es ist davon auszugehen, dass sich die zwei Siedlungszellen, die in frühgermanischer Zeit auf einer gemeinsamen Mark lagen, auseinanderentwickelt hatten. Zum Siedlungskern an der Flussmündung war eine Hörigensiedlung hinzugekommen, die durch einen frühen Marktort am heutigen Oberen Markt ergänzt wurde. Aus „Folchaa inferior“ wurde Obervolkach.
Im 11. und 12. Jahrhundert fließen die Quellen über die gerade erst etablierte Doppelsiedlung Volkach spärlich. Wahrscheinlich ist, dass sich das Kloster Fulda von diesen, vom Kernbereich der Abtei weit entfernten, Hörigensiedlungen bald zurückzog. Stattdessen stiegen im Schatten des immer mächtiger werdenden Bistums Würzburg an der Mainschleife die Grafen zu Castell als ursprünglich fuldische Vögte zu neuen Grundherren auf.
Zwischen den Jahren 1190 und 1213 tauchte ein „Heroldus de Volcaha“, ein Herold in castellischen Diensten als Zeuge in einer Urkunde auf. Ab diesem Zeitpunkt sind Quellen über die Siedlung wieder häufiger überliefert. Die Grafen versuchten ihren Vorposten am Main auszubauen und zu sichern. Volkach wurde Sitz eines Notars und eines Vogtes, die beide im Jahr 1244 überliefert sind. Gleichzeitig hatte auch das Würzburger Bistum Einfluss im Dorf, ein Ministerialer, Albert, wurde 1231 erstmals genannt.
Schnell war das Dorf wichtigster Ort des gräflichen Besitzes geworden und man umgab es mit einer Ringmauer. Diese erneute Aufwertung führte im Laufe des 13. Jahrhunderts zu einer „schleichenden“ Stadtwerdung Volkachs, die sich vor allem in den Bezeichnungen in Urkunden niederschlug. Tauchte 1230 noch „villa“, also Dorf, in den Ortsbezeichnungen auf, wurde 1258 von der „civitas“, der Stadt Volkach, gesprochen. Eine offizielle Stadterhebung Volkachs erfolgte allerdings wohl nie.

### Von Castell nach Würzburg (bis 1520)
Die Befestigung der jungen Stadt zementierte auch eine handelspolitische Umorientierung, die bereits in den Jahrhunderten zuvor die Siedlung ergriffen hatte. Die Ost-West-Achse von Prosselsheim über die Vogelsburg und weiter nach Volkach und Bamberg verlor ihre verkehrswichtige Bedeutung, stattdessen verlagerten sich die Handelswege auf die Nord-Süd-Straße von Ansbach nach Schweinfurt. Der Obere Markt büßte seine Zentralität gegenüber dem Volkacher Marktplatz ein.
Durch diese Neuausrichtung blühte Volkach weiter auf. Als einzige Stadt der Grafschaft Castell wurde der Ort Verwaltungssitz und Schreibstätte, als wichtiger Übergangsort am Main konnte hier außerdem Zoll auf verschiedene Handelswaren erhoben werden. Innerhalb der Grafenfamilie von Castell kam es Mitte des 13. Jahrhunderts, nach dem Tod des Friedrich I., allerdings zu Spaltungen, die auch die Stadt Volkach betrafen.
Die Söhne des Friedrich, Heinrich und Hermann von Castell, gehörten unterschiedlichen Lagern an. Während Hermann den Interessen des Würzburger Hochstifts näherstand, gehörte Heinrich den mit Würzburg verfeindeten Hennebergern an. Diese Kluft führte in den Jahren 1265/1267 zur Linienspaltung des Hauses Castell und zur Aufteilung des Besitzes der Brüder. Auch die Stadt Volkach war hiervon betroffen, ein Teil wurde Heinrich zugesprochen, der andere kam an Hermann.
Die Spaltung schränkte die Macht der Casteller stark ein und ermöglichte dem Würzburger Fürstbischof die Lücke auszufüllen. Gleichzeitig splitteten die Grafen die Stadt immer weiter auf. Als Hermann I. zu Castell seinen Anteil aus finanziellen Gründen an die Herren von Hohenlohe versetzte, griff der Würzburger Fürstbischof Wolfram Wolfskeel von Grumbach am 27. Oktober 1328 zu und erwarb die eine Hälfte der Stadt für das Hochstift.
Fortan war die Stadtherrschaft aufgeteilt, eine Hälfte hatte der Würzburger Fürstbischof inne, die andere Hälfte wurde nach dem kinderlosen Tod der Grafen Rupert und Hermann II. in den Jahren 1314 und 1331 dem Sohn Hermanns I. übergeben. Obwohl also ständige Herrschaftswechsel die Stadt belasteten, stieg Volkach auch in der zweiten Hälfte des 14. Jahrhunderts weiter auf. Die beiden Stadtherren setzten sich für die Verleihung eines Münzrechts ein, welches Volkach am 24. Juli 1398 von König Wenzel von Luxemburg auch verliehen wurde.
Bisher wurden todeswürdige Delikte vor dem Würzburger Zentgericht in der Amtsstadt Stadtschwarzach abgeurteilt. Im Jahr 1432 erteilte Bischof Johann III. von Grumbach das Recht, in der Stadt Volkach ebenso ein solches Halsgericht abzuhalten. Wenige Jahre zuvor war das Stadtrecht erstmals schriftlich festgehalten worden. Inzwischen war die Grafschaft Castell jedoch rapide verschuldet und die Grafen versetzten ihren Anteil an Volkach an drei andere Geschlechter, die Limpurg, die Henneberg und die Weinsberg.
Die Würzburger Bischöfe konnten diesen Geschlechtern Stück für Stück ihre Anteile an der Stadt abkaufen, dies gelang ihnen in den Jahren 1479, 1505 und 1510. Am 9. Oktober 1514 verzichtete Johann II. von Castell endgültig auf seinen Anteil an der Stadt. Als am 20. Februar 1520 sein Bruder Wolfgang folgte, war Volkach für den Preis von 10248 Gulden würzburgische Amtsstadt geworden, eine Stellung, die der Ort bis ins 19. Jahrhundert innehaben sollte.

### Volkach als fürstbischöfliche Amtsstadt (bis 1814)
Als 1520 die Stadt dann unter der Herrschaft der Fürstbischöfe vereinigt worden war, ging dies auch mit einer Vereinheitlichung des Rechtsweges in Volkach einher (siehe auch Volkacher Salbuch). Zunächst jedoch hatten die neuen Stadtherren mit anderen Problemen zu kämpfen. Durch mehrere Teuerungen war der Unmut der bäuerlichen Bevölkerung in Gewalt umgeschlagen, die auch das Hochstift Würzburg erschütterte. Im Frühjahr 1525 erfasste die Erhebung, die als Deutscher Bauernkrieg in die Geschichte eingehen sollte, die Stadt Volkach. Die Adelssitze der Umgebung wurden geplündert.
Trotz dieser Aufstände gegen den Stadtherren verlegte man in den nächsten Jahren mehr und mehr Verwaltungselemente nach Volkach. Das fürstbischöfliche Amt Hallburg, nach der Zollburg benannt, wurde im 16. Jahrhundert nach Volkach verlegt. Kurz nach 1540 benannte das Hochstift das Amt auch nach der Stadt. Volkach erhielt einen eigenen Amtskeller und mehrere Beamte. Außerdem wurde der Ort zentraler Huldigungsort für die Ämter der Umgebung.

Das Sommeracher Tor entstand unter Julius Echter von Mespelbrunn, Zeichnung von 1871

Im 16. Jahrhundert fasste auch die Reformation und die Lehren Luthers an der Mainschleife Fuß. Allerdings blieb die Volkacher Bevölkerung zu allen Zeiten zum großen Teil katholisch. Mit der Ernennung des Julius Echter von Mespelbrunn zum Würzburger Bischof wurde im gesamten Fürstbistum die Gegenreformation forciert. Hierzu ließ der junge Prälat viele heruntergekommene Kirchen in seinem Machtbereich erneuern und die Anhänger des lutherischen Glaubens unterdrücken. Volkach wurde für seine Treue mit dem Bau eines prächtigen Amtshauses entlohnt.
Nachdem im Norden Deutschlands der konfessionelle Gegensatz im Jahr 1618 den Dreißigjährigen Krieg ausgelöst hatte, wurde auch in Volkach wiederum die Bevölkerung für den Ernstfall gemustert. Im Jahr 1619 stattete man die waffenfähigen Männer der Stadt mit Büchsen aus. Erst zu Beginn des Jahres 1631 erreichten die Kriegshandlungen die Mainschleife. Im Oktober desselben Jahres eroberten die Schweden Würzburg und Volkach kapitulierte vor der lutherischen Übermacht.
Die Schweden versuchten mit ihrer „Konterreformation“ die katholische Stadtkirche zu einem lutherischen Gotteshaus umzuwandeln und setzten einen evangelischen Pfarrer ein. Erst mit der Rückeroberung Würzburgs durch Truppen der Katholischen Liga am 14. Oktober 1634 ging die schwedische Besatzungszeit in Volkach zu Ende. Am 24. Oktober 1648 beendete der Westfälische Frieden den langen Krieg. Bis Dezember dieses Jahres zahlten die Volkacher weiterhin Kriegskontributionen.
Im Dreißigjährigen Krieg hatte die Stadt einen umfassenden Niedergang erlebt. Durch die immer wieder durchziehenden Truppen waren Seuchen nach Volkach gekommen. Es herrschte eine katastrophale medizinische Versorgungslage, denn in Volkach war kein Arzt oder Apotheker vorhanden, der die Erkrankten behandeln konnte. Die Untere Vorstadt vor dem Gaibacher Tor war vollkommen menschenleer, die Häuser verfielen. Zugleich waren die Bewohner des Dorfes Ulberg hinter vermeintlich sicheren Mauern der Stadt geflohen.
Erst am Ende des 17. Jahrhunderts waren die gröbsten Zerstörungen behoben und die Stadt blühte erneut auf. Grund hierfür war auch der boomende Weinbau, weil insbesondere die Klöster der Umgebung für reißenden Absatz sorgten. Zur gleichen Zeit begann auch der Aufstieg einiger reicher Familien, die durch den Weinhandel reich geworden waren. Ab 1700 suchten diese Ackerbürger ihr neugewonnenes Selbstbewusstsein auch durch Repräsentationsbauten im Stil des Barock nach außen zu tragen.
Im Jahr 1770 erhielt Volkach ein eigenes Korn- und Hafermaß. Gleichzeitig wurde die mittelalterliche Stadtbefestigung endgültig aufgelöst, als man in den alten Gräben Gärten für den Gemüseanbau anlegte. Die Etablierung weiterer städtischer Ämter folgte im Jahr 1796. Während der Koalitionskriege kam es zu mehreren Durchzügen durch die Stadt. Mit dem Reichsdeputationshauptschluss des Jahres 1803 wurde das Hochstift Würzburg aufgelöst und Volkach ein Teil Bayerns.

### In Bayern (bis 1945)
Nachdem Napoleon Bonaparte im Jahr 1802 die linksrheinischen Gebiete, die zu Bayern gehörten, seinem neuen Kaiserreich zugeschlagen hatte, musste er die Verbündeten Bayern irgendwie entschädigen. Dies gelang ihm, indem er die seit dem Mittelalter existierenden geistlichen Territorien 1803 säkularisierte und in Kurpfalzbayern eingliederte. Volkach, Teil des alten Hochstifts Würzburg, wurde bayerische Stadt. Im Juni 1804 verwüstete ein Großbrand ein Viertel der Altstadt, woraufhin man die Stadtmauer noch durchlässiger machte.
Mit dem Frieden von Preßburg erhielt am 26. Dezember 1805 Ferdinand, Großherzog von Toskana, Würzburg. Er errichtete das Großherzogtum Würzburg, das allerdings nur wenige Jahre Bestand hatte. Nach Absprachen zwischen Österreich und dem jungen bayerischen Königreich verließ Ferdinand 1814 Würzburg. Am 21. Juni 1814 wurde die Stadt und damit ihr Umland endgültig Teil des Königreichs Bayern. Trotz der Zwischenzeit im Würzburger Großherzogtum erhielt Volkach ein Landgericht und ein Rentamt. 1811 war Volkach Sitz eines Dekanats geworden.
Trotz dieser zentralen Funktionen, die die Stadt fortan ausfüllte, war die Stadtordnung selbst bedroht. Mit dem bayerischen Gemeindeedikt des Jahres 1818 war Volkach aufgrund seiner Einwohner zur Stadt III. Klasse ernannt worden, die damit verbundenen Stadtämter überforderten Volkach jedoch finanziell. Die Verwaltung stellte mehrfach das Gesuch, in den Rang einer Landgemeinde abgestuft zu werden, was 1836 auch gelang. Erst 1848, nachdem sich die finanzielle Lage verbessert hatte, konnte Volkach zur Stadtverfassung zurückkehren.
Mit dem 1. Oktober 1872, kurz nach der Gründung des Deutschen Kaiserreichs, zentralisierte die Regierung in München die inzwischen zu Bezirksämtern umgewandelten Landgerichte erneut. Fortan war Volkach nicht länger Bezirksamtsstadt, sondern wurde von Gerolzhofen aus mitverwaltet. Dieser Verlust von Verwaltungsinstitutionen setzte sich in den nächsten Jahren fort. Gleichzeitig begann aus mehreren Gründen auch der Niedergang des Weinbaus, der jahrhundertelang das wirtschaftliche Rückgrat der Region gebildet hatte.

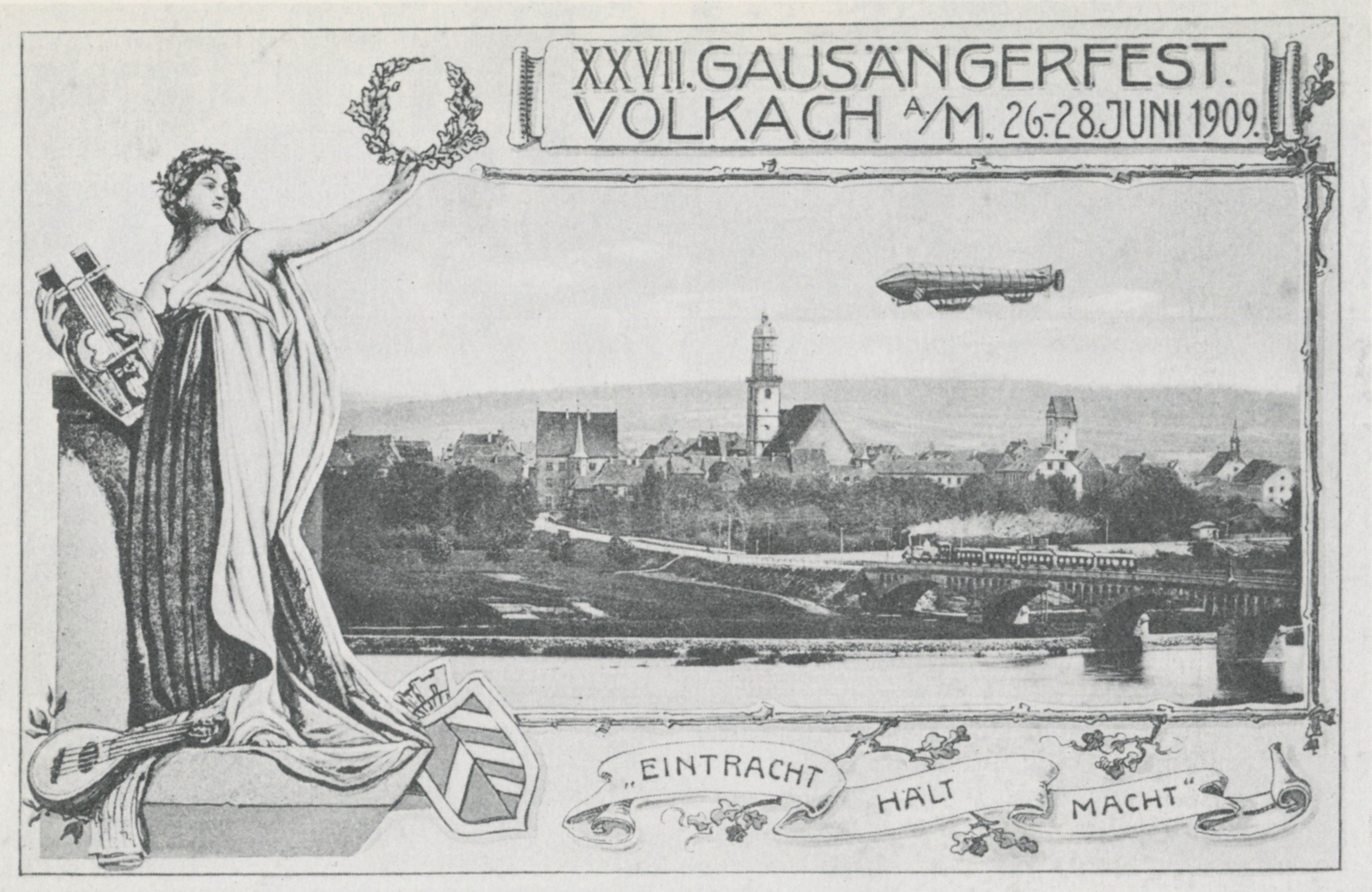
Postkarte zum XXVII. Gausängerfest von 1909

Eine Wiederbelebung des Handels insbesondere in Richtung Würzburg erfolgte erst mit der Errichtung der Mainbrücke am 30. August 1892. Nun forcierte der Stadtrat einen Bahnhof und eine Eisenbahnlinie, die in der Stadt Station machen sollte. Am 14. Februar 1909 wurde die sogenannte Mainschleifenbahn fertiggestellt, die Volkach mit dem Dorf Seligenstadt bei Würzburg verband. Die Bahn führte zu einer Belebung des Ausflugsverkehrs, und die Mainschleife wurde beliebtes Ziel von frühen „Tagestouristen“.
Der Beginn des Ersten Weltkriegs wurde auch in Volkach 1914 zunächst gefeiert. In den letzten Kriegsjahren sah sich die Stadt allerdings genötigt, sogenannte Notgeldmünzen zu pressen, die mit dem Stadtwappen verziert waren. Um die Folgen der Weltwirtschaftskrise abzumildern, errichtete man in Volkach im Jahr 1929 einen Obstgroßmarkt, weil inzwischen Birnen, Zwetschgen und Äpfel, neben dem immer noch darbenden Weinbau, zum eigentlichen Exportgut der Stadt aufgestiegen waren (siehe auch Wirtschaft).
Bereits in den 1930er Jahren organisierten sich die Nationalsozialisten der Stadt. Zunächst wurde Volkach von den Luftangriffen der Alliierten im Zweiten Weltkrieg verschont, da die Stadt keine kriegswichtige Industrie aufwies. Mit der Ausweitung des Bombenkrieges im Jahr 1944 kam es am 6. Februar 1945 zu einem ersten Tieffliegerangriff auf die Stadt, der insgesamt vier Tote forderte. In den letzten Kriegstagen sprengte die Wehrmacht die Brücke über den Main. Volkach wurde am 7. April 1945 kampflos den Amerikaner übergeben.

### Nach dem Zweiten Weltkrieg (bis heute)

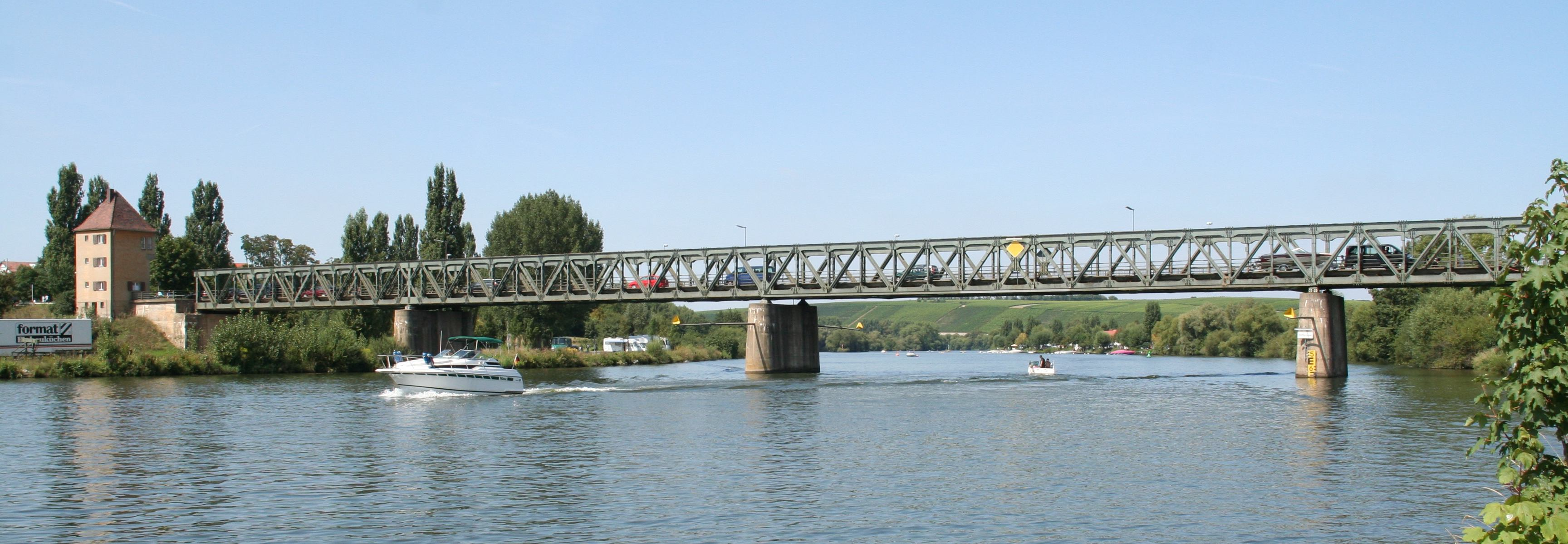
Die 1947 errichtete Behelfsbrücke über den Main wurde erst 2010 ersetzt

Die Zerstörung der Mainbrücke bestimmte die Politik der unmittelbaren Nachkriegszeit in Volkach. Bereits 1947 erfolgte die Grundsteinlegung für eine neue Brücke, nachdem zuvor der bayerische Ministerpräsident Hans Ehard die Situation besichtigt hatte. Ein weiteres Problem der Stadt war die Versorgung der zahlreichen Flüchtlinge und Evakuierten. Neue Siedlungen entstanden, um den neuen Bewohnern Wohnraum zu verschaffen.
Die Madonna im Rosenkranz von Tilman Riemenschneider in der Wallfahrtskirche Maria im Weingarten auf dem Volkacher Kirchberg wurde 1962 geraubt, konnte aber 1963 zurückgeführt werden. Nach einer Restaurierung befindet sich die Madonna heute wieder in der Kirche oberhalb Volkachs. Der sogenannte Madonnenraub gilt als einer der spektakulärsten Kunstdiebstähle der deutschen Nachkriegszeit. 1971 forderte ein Gewittersturm während des Volkacher Weinfests zwei Todesopfer und mehrere Verletzte.
Ein weiterer politischer Neuanfang wurde durch die bayerische Gebietsreform nötig. Ab 1972 wurden zehn Ortschaften nach Volkach eingemeindet. Außerdem wurde die jahrhundertealte Verbindung mit Gerolzhofen durch die Auflösung des Landkreises zerstört. Volkach wurde dem Landkreis Kitzingen zugeschlagen. Die Stadt ist seit 1986 Bundeswehrstandort, als das mittlerweile aufgelöste Pionierbataillon 12 in die Mainfranken-Kaserne einzog; heute befindet sich dort das Logistikbataillon 467.
Wirtschaftlich entwickelte sich Volkach auch in der Nachkriegszeit weiter. Die Kanalisierung des Mains 1958 und die Anlage eines Hafens trugen dazu ebenso dazu bei wie die Ansiedlung einer Kugellagerfabrik. Gleichzeitig übernahm die Stadt Anstrengungen zur Förderung des Fremdenverkehrs, wie die Ausrichtung des Fränkischen Weinfests ab 1949. Heute ist der Tourismus eine der wirtschaftlichen Säulen Volkachs und der Mainschleife. Der Aufstieg zu einem Mittelzentrum gelang der Gemeinde 2018.

### Ortsname
Der Ortsname Volkach verweist auf die natürlichen Begebenheiten in der Umgebung der Siedlung. Die Endung -ach entstammt als -aha dem Germanischen und verweist auf ein fließendes Gewässer. Wahrscheinlich benannte man im 5. Jahrhundert zunächst den Volkachbach, ehe die an seiner Mündung entstandene Doppelsiedlung Ober- und Untervolkach den Namen übernahm. Im Zuge der planmäßigen Besiedlung durch die Franken bildete sich das Volkachfeld als Verwaltungsbezirk, es verweist ebenfalls auf den Bach.
Das Präfix Volk- ist ebenfalls germanischen Ursprungs. Das germanische Wort fulka meint, ähnlich wie das althochdeutsche folc(h) und das mittelhochdeutsche volc, eine Kriegsschar, einen Heerhaufen oder ganz allgemein eine Volksansammlung. Wahrscheinlich siedelten hier zunächst lediglich Militärangehörige. Der Ort diente wohl den elbgermanisch-alemannischen Anführern als Operationsbasis für die Feldzüge in Richtung Osten.
Die neuere Literatur vermutet einen anderen Ursprung des Ortsnamens und macht die im 6. und 7. Jahrhundert im Maingebiet siedelnden slawischen Wenden für den Ortsnamen verantwortlich. So leitet sich der Name vom wendischen Wort volk (sprich: wolk) ab, was Wolf bedeutet (vgl. tschechisch vlk, slowenisch volk). Das häufige Vorkommen von Wölfen auch im Maintal hat seinen Niederschlag in den noch heute gebräuchlichen Flurnamen Wolfsberg, Wolfsgfräss und Wolfsgrube gefunden. In späterer Zeit wandelte man Wolfach ins heute noch gebräuchliche Volkach um.
In der ersten Nennung des Ortes tauchte die Bezeichnung „Folchaa superior et inferior“ auf. Die Doppelsiedlung auf gemeinsamer Mark bestand aus einem Oberen und einem Unteren Volkach. Der Mündungsort legte später den Namenszusatz ab. Im Jahr 1190 wurde das aufsteigende Dorf mit „Uolcaha“ bezeichnet. Erstmals als Stadt genannt wurde „Volka“ 1258. Zur gleichen Zeit tauchte auch der Name „Volcka“ auf. Noch 1432 nannte man die Siedlung „Volckach“, ehe sich im 16. Jahrhundert der heutige Name „Volkach“ durchsetzte.
Die Bewohner der Stadt werden von den Menschen der Umgebung auch mit sogenannten Necknamen belegt. Ähnlich wie bei einigen anderen Orten entlang des Maines werden die Volkacher auch Mainbrunzer (bzw. mainfränkisch Mee'brunsər) genannt. Es spielt auf die Nähe zum Fluss und das vermeintliche Urinieren in diesen an. Von den Sommerachern werden die Volkacher mit dem Necknamen Damen (bzw. mainfränkisch Dooma) belegt. Die Herkunft dieses Namens ist unklar.

### Verwaltung und Gerichte
| Die folgenden Verwaltungseinheiten waren der Stadt Volkach übergeordnet. - bis etwa 1540: Amt Hallburg im Hochstift Würzburg - bis 1803: Amt Volkach im Hochstift Würzburg - bis 1862: Landgericht älterer Ordnung Volkach im Untermainkreis, ab 1837 Unterfranken - bis 1872: Bezirksamt Volkach in Unterfranken - bis 1972: Bezirksamt Gerolzhofen, ab 1939 Landkreis Gerolzhofen in Unterfranken - bis 1978: Landkreis Kitzingen in Unterfranken - ab 1978: Hauptort der Stadt Volkach im Landkreis Kitzingen | Gerichtlich unterstand Volkach folgenden Instanzen. - bis 1432: Zentgericht Stadtschwarzach im Hochstift Würzburg - bis 1803: Zentgericht Volkach im Hochstift Würzburg - bis 1862: Landgericht älterer Ordnung Volkach - bis 1879: Landgericht Volkach - bis 1966: Amtsgericht Volkach im Landgerichtsbezirk Schweinfurt - bis 1973: Amtsgericht Gerolzhofen im Landgerichtsbezirk Schweinfurt - ab 1973: Amtsgericht Kitzingen im Landgerichtsbezirk Würzburg |

### Wappen
| Wappen von Volkach | Blasonierung: „Gespalten; vorne in Rot drei silberne Spitzen, hinten in Gold ein blauer Schrägwellenbalken.“ |
| Wappen von Volkach | Wappenbegründung: Ein Wappen tauchte für die Stadt bereits im 14. Jahrhundert auf. Anstelle des Schrägwellenbalkens, der wohl den Volkachbach darstellen soll, fand sich jedoch das Wappen der Grafen von Castell. 1544 verlieh der Würzburger Fürstbischof Melchior Zobel von Giebelstadt der Stadt ihr heutiges Wappen (zuvor war Volkach endgültig ans Fürstbistum gekommen). Lediglich von 1819 bis 1952 änderten sich die Wappenfarben: Der Rechen wurde nach der bayerischen Flagge blau-weiß gefärbt. |

## Politik

### Von der Stadt zum Hauptort
Volkach nahm seit seiner Stadtgründung eine Sonderrolle unter den Gemeinden an der Mainschleife ein, die sich auch in der Verwaltung der Stadt niederschlug. Die jeweiligen Dorfherren, die Grafen zu Castell, der Würzburger Fürstbischof oder fränkische Adelsgeschlechter, ernannten einen Schultheißen, der ihre Interessen im Ort vertreten sollte. Die Volkacher Bürger stellten diesem ihre gewählten Bürgermeister und den Stadtrat entgegen. Um Bürger zu werden, musste vor Schultheiß und Bürgermeister ein Eid geschworen und eine Gebühr gezahlt werden.
Das Verhältnis zwischen Schultheiß und den Bürgermeistern war seit der Stadtordnung von 1484 klar geregelt, allerdings blieb es weiterhin Veränderungen unterworfen. Erst durch das Volkacher Salbuch gelang es, einen Überblick über die jeweiligen Rechte der Amtspersonen in der Stadt zu schaffen. Seit dem 16. Jahrhundert saß außerdem ein bischöflicher Amtmann in Volkach, der ebenfalls hoheitliche Aufgaben des Stadtherren wahrnahm. Die frühneuzeitliche Verwaltung und ihre Durchsetzung war aber stark von den jeweils eingesetzten Personen abhängig.
| Johann Baptist Schmitt | 1900–1905 | * 1845 in Volkach, auch Landtagsabgeordneter im bayerischen Landtag; † 1906 in Volkach                             |
| Josef Wächter          | 1906–1935 | * 1870 in Volkach, „Ehrenbürgermeister“ und Ehrenbürger; † 1947 in Volkach                                         |
| Josef Dittmann         | 1935–1945 | Von der nationalsozialistischen Regierung eingesetzt                                                               |
| Georg Berz             | 1945      | * 1897 in Volkach, 1. Amtszeit, von der amerikanischen Militärregierung eingesetzt, Ehrenbürger; † 1973 in Volkach |
| Josef M. Erb           | 1945–1948 | |
| Georg Berz             | 1948–1970 | * 1897 in Volkach, CSU/Wählergemeinschaft, 2. Amtszeit, Ehrenbürger; † 1973 in Volkach                             |
| Friedrich Ruß          | 1970–1990 | * 1927, FWG Bayern, Mitglied des Kreistages des Landkreises Kitzingen, Ehrenbürger                                 |

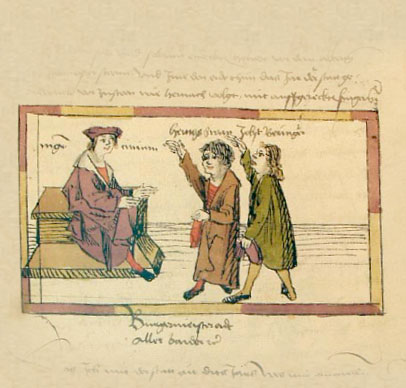
Bürgermeistereid vor dem Schultheißen, Volkacher Salbuch folio 404r

Mit dem Übergang an das Königreich Bayern zu Beginn des 19. Jahrhunderts wurde die Amtsteilung in Ober- und Unterbürgermeister abgeschafft. Fortan wurden auch die Amtszeiten der Bürgermeister länger, während in der mittelalterlichen und frühneuzeitlichen Stadt zumeist nach einem Jahr bereits eine neue Wahl stattfand. Durch den Aufstieg zu Staatsbürgern erhielten Volkachs Bewohner nun Rechte und Pflichten und waren nicht mehr als Untertanen der jeweiligen Herrschaft unterstellt.
Zu Beginn des 20. Jahrhunderts hatten sich die neuen Strukturen längst etabliert und Bürgermeister Johann Baptist Schmitt wurde sogar zum bayerischen Landtagsabgeordneten gewählt. Nach dem Zweiten Weltkrieg wurde die Parteizugehörigkeit der jeweiligen Kandidaten wichtiger, die Stadt wählte zumeist Männer zum Bürgermeister, die sich aus den Freien Wählern rekrutierten. Mit den Eingemeindungen der 1970er Jahre gewann Volkach entscheidend an Zentralität. Das Rathaus verwaltet neben der Stadt auch die 18 Ortsteile. Außerdem haben die Gemeinden Sommerach und Nordheim am Main zusammen mit Volkach eine Verwaltungsgemeinschaft zur Erledigung ihrer Amtsgeschäfte gegründet.

### Einwohnerentwicklung
Die Einwohner der Stadt Volkach wurden erstmals im Jahr 1574 eher zufällig erfasst. Damals war Volkach Anlaufpunkt der fürstbischöflichen Huldigung, bei der sich alle Männer (Einzelbürger und Familienväter) auf dem Marktplatz versammeln mussten. Hochrechnungen lassen auf eine Bevölkerungszahl von etwa 1150 Personen schließen. In den 1630er Jahren wurde die Stadt von den protestantischen Schweden besetzt, deren Truppen die Pest mit an den Main brachten. So starben 1632 insgesamt 239 Menschen durch Pest oder den Krieg, 1634 waren es 258 Tote.
Bis zum Ende des Jahrhunderts erholte sich die Bevölkerung wiederum. Durch die örtliche Beschränkung, außerhalb der mittelalterlichen Stadtmauern lebten immer noch sehr wenige Menschen, lebten noch 1814 lediglich 1263 Personen in der Stadt. Die überwiegende Mehrzahl war katholischen Glaubens, allerdings wohnten auch fünf Juden in Volkach. Bis zum Ende des 19. Jahrhunderts stieg die Bevölkerung auf etwa 2000 Menschen an.
Die Zahlen veränderten sich in der ersten Hälfte des 20. Jahrhunderts nur unwesentlich. Erst durch den Zuzug vieler Vertriebener am Ende des Zweiten Weltkriegs wuchs Volkach um ein Drittel auf 1950 3302 Einwohner. Seitdem wächst die Bevölkerung der Stadt stetig. Mit der Steigerung der Zentralität der Stadt durch die Eingemeindung mehrerer, vormals selbstständiger Gemeinden, erlebte Volkach neuerlichen Zuzug. Heute leben in der Kernstadt etwa 5000 Menschen.
| Jahr | Einwohner | Jahr | Einwohner | Jahr | Einwohner |
| ---- | --------- | ---- | --------- | ---- | --------- |
| 1574 | um 1150   | 1867 | 1929      | 1939 | 2255      |
| 1631 | um 1000   | 1875 | 1906      | 1950 | 3302      |
| 1698 | um 1200   | 1888 | 1968      | 1961 | 3606      |
| 1814 | 1263      | 1904 | 1899      | 1973 | 4043      |
| 1840 | 1895      | 1925 | 2098      | 1987 | 4336      |

## Kultur und Sehenswürdigkeiten

### Baudenkmäler

#### Ensemble Altstadt Volkach
Das Bayerische Landesamt für Denkmalpflege stellt die gesamte Volkacher Altstadt unter Ensembleschutz. Das Ensemble umfasst das Gebiet der Stadt innerhalb ihrer aus dem 13. Jahrhundert stammenden Ummauerungslinie sowie Teile des Mauervorgeländes im Westen (Hindenburgallee) und Norden (Gärten der Anwesen Storchgasse am Volkachbach), soweit dort die frühbiedermeierliche Auflösung des Befestigungsgürtels in Gartenanlagen noch ablesbar ist (siehe auch Wälder und Grünanlagen).
Das durch die Befestigungslinie des 13. Jahrhunderts längsoval eingefasste Stadtgebiet entwickelt sich entlang der mainparallelen Hauptstraße; Quer- und Nebenachsen sind nicht ausgebildet (die Querverbindung Brücken-/Spitalstraße entstand erst im Zuge des Brückenbaus 1892) was damit zusammenhängt, dass sich die historisch wichtigen Flussübergänge nicht in Volkach, sondern in Fahr-Kaltenhausen und Escherndorf-Nordheim befanden.
Volkach präsentiert sich als Zweitorestadt. Die Aufgabe der Wegeverteilung übernehmen die sich vor den Toren ausbreitenden Vorstädte. Urzelle der Siedlung ist der von der Stadtmauer, der Oberen Hauptstraße und dem Marktplatz eingegrenzte Bezirk, in dem sich die Stadtpfarrkirche befindet; hier wird der fränkische Fronhof der Frühzeit (heute das Kloster und die Mädchenrealschule) angenommen und hier residierten die Stadtherren.

#### Maria im Weingarten und Kirchberg

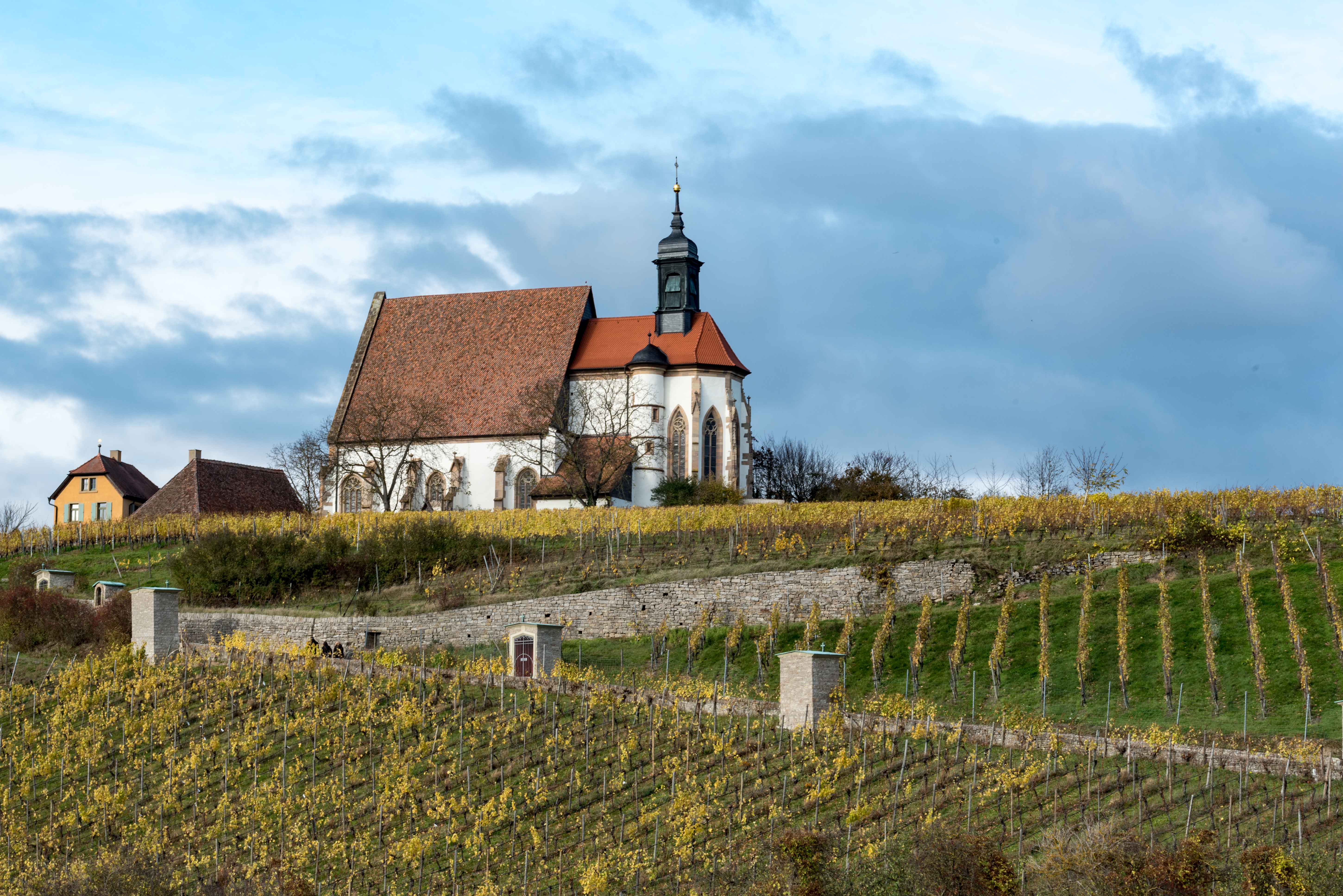
Maria im Weingarten auf dem Kirchberg

Nordwestlich der Volkacher Altstadt liegt die Kirche Maria im Weingarten auf dem sogenannten Kirchberg. Das Gotteshaus bestand bereits in karolingischer Zeit, war damals dem heiligen Bartholomäus geweiht und beherbergte zu diesem frühen Zeitpunkt die Urpfarrei für die Gemeinden der Umgebung (→ siehe auch: Sakralbauten in Volkach). Zwischen 1332 und 1442 errichtete man eine Beginenklause neben der Bergkirche. Um 1370 verlor die Kirche ihre pfarrlichen Aufgaben, stattdessen etablierte sich eine Wallfahrt zum Berg.
Noch im 15. Jahrhundert wurde die jetzige Kirche erbaut und der heiligen Muttergottes Maria unterstellt. Allerdings verlor zu dieser Zeit die Kirche ihre Bedeutung als Wallfahrtsort gegen ihr Dettelbacher Pendant Maria im Sand. Erst der Dreißigjährige Krieg revitalisierte die Wallfahrt. Die wertvolle Ausstattung der Kirche lockte in der Nacht vom 6. auf den 7. August 1962 Diebe an. Nach einem Aufruf im Nachrichtenmagazin Stern und einer kontrovers geführten Diskussion im Feuilleton wurden die Beutestücke gegen Bezahlung herausgegeben.

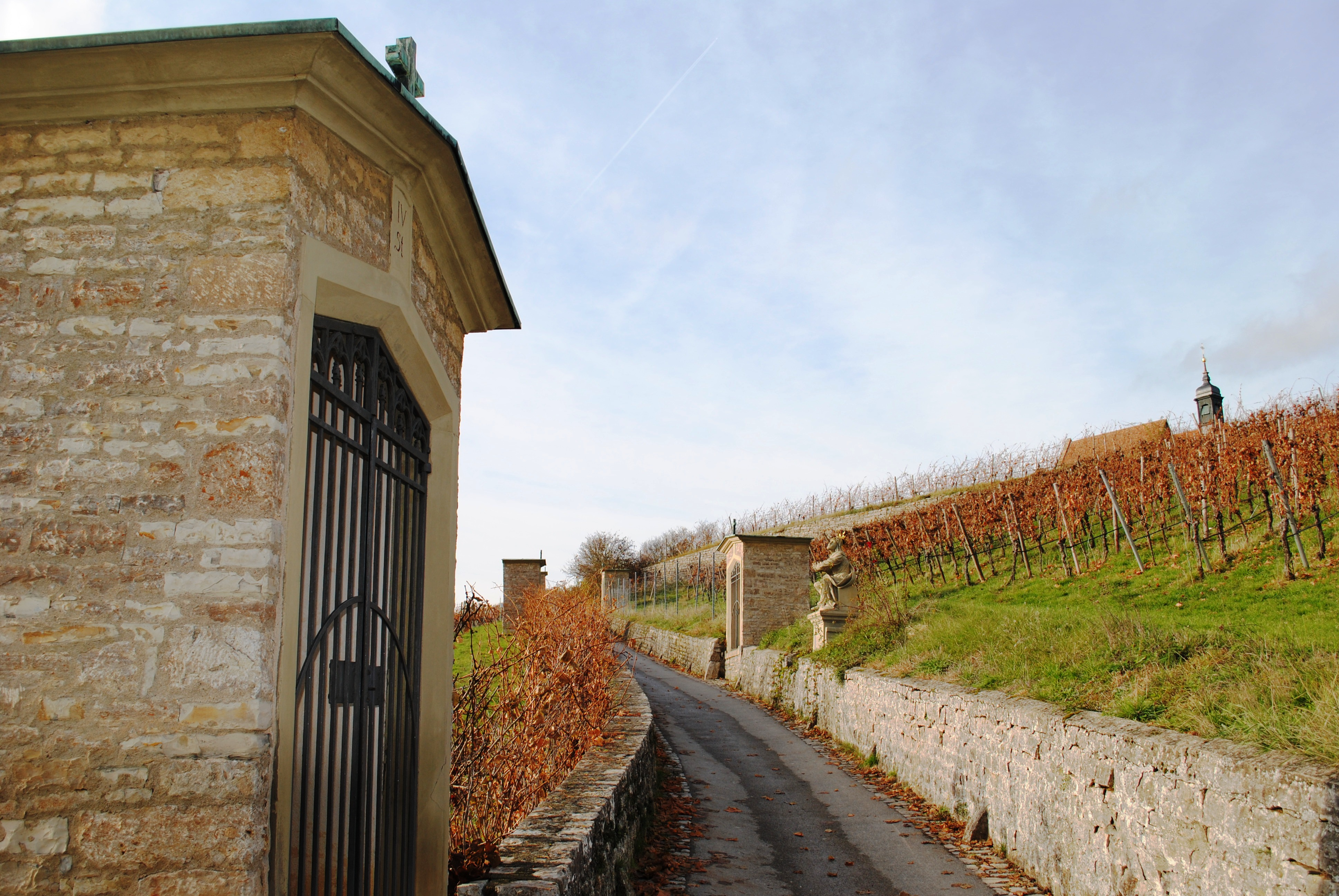
Der jüngere Kreuzweg am Aufgang zu Kirche

Maria im Weingarten ist geostet und präsentiert sich heute als einschiffige Hallenkirche aus der Spätgotik. Ein hohes Satteldach überragt das Langhaus, während der Chor von einem weit niedrigeren Walmdach bekrönt ist. Ein barocker Dachreiter aus dem Jahr 1750 ist auf dem Dach des Chores angebracht. Das Südportal ist der Haupteingang der Kirche. Hierauf weisen eine Portalvorhalle und die Giebelbekrönung durch eine Kreuzblume hin.
Die Ausstattung kam zu unterschiedlichen Zeiten ins Innere und besteht aus teilweise sehr wertvollen Objekten. Ältestes Stück ist die Pietà aus dem 14. Jahrhundert, die ursprünglich das Ziel der Wallfahrer war. Zwischen 1521 und 1524 schuf Tilman Riemenschneider dann sein letztes Madonnenbildnis für das Gotteshaus. Zentrum der Figur ist die große Madonna mit dem Kind im Arm. Sie ist von einem geschnitzten Rosenkranz mit fünf Medaillons umgeben. Mehrere Epitaphe prägen das Kircheninnere.
Die Kirche ist von einem Ensemble weiterer Baudenkmäler umgeben. Im von einer Mauer umgebenen Bezirk befinden sich Überreste einer steinernen Ölberggruppe, die früher am Kirchengebäude angebracht war. Im Westen und Süden der Anlage befinden sich Gebäude aus dem Jahr 1732. Zur Wallfahrtskirche führte früher von der Stadt aus ein Kreuzweg. Stationen aus dem Jahr 1521 sind erhalten. Mittlerweile gelangt man entlang eines weiteren Kreuzwegs mit Stationsbildnissen aus dem 19. Jahrhundert den Kirchberg herauf. Hier steht auch die Figur der Schmerzhaften Gottesmutter (Mater dolorosa) aus dem 18. Jahrhundert.

#### St. Bartholomäus und St. Georg, Nikolauskapelle

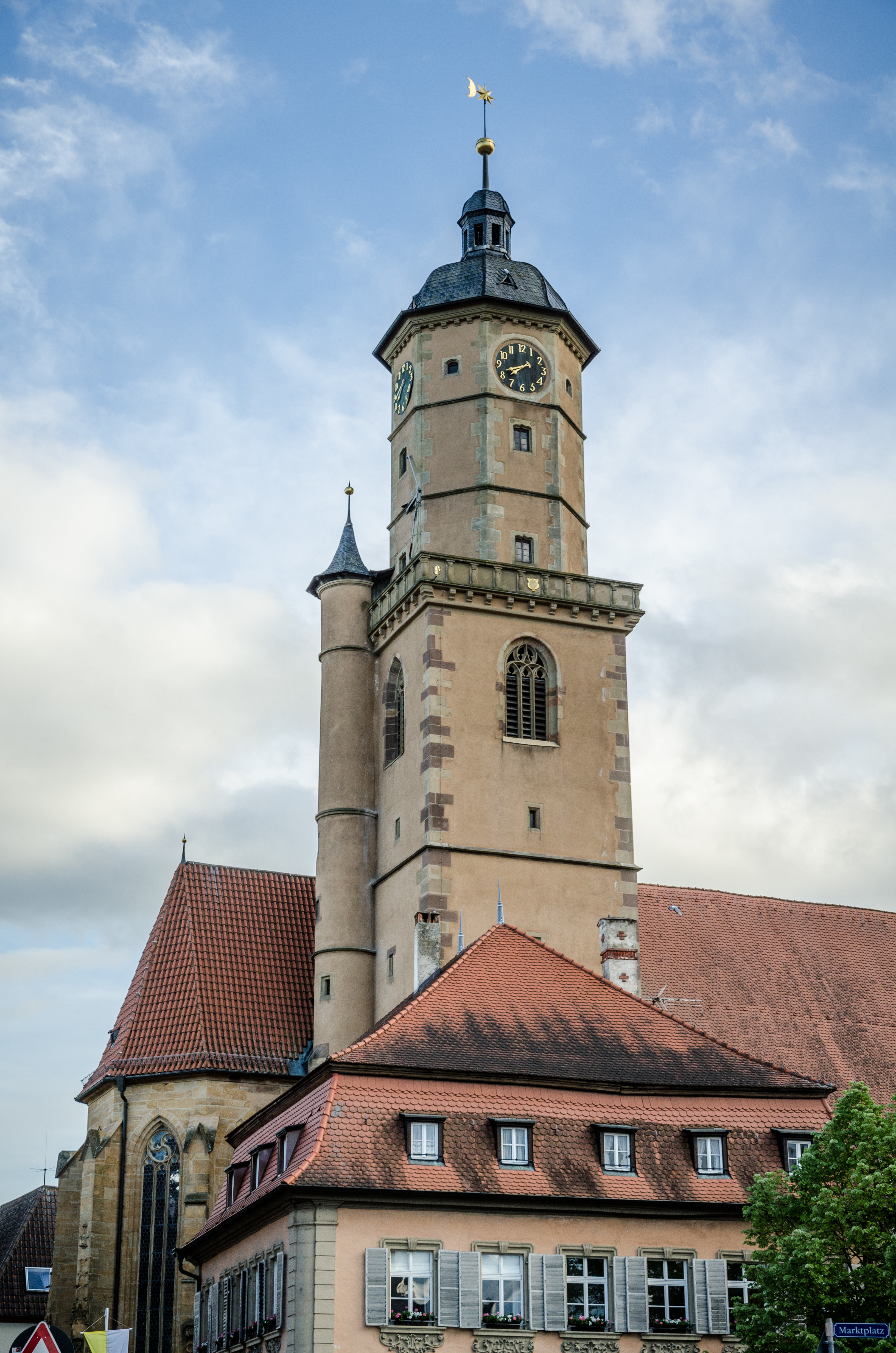
Die Kirche St. Bartholomäus und St. Georg

Die Stadtpfarrkirche St. Bartholomäus und St. Georg bildet das katholische Zentrum der Volkacher Altstadt. Ein Vorgängerbau, eine Kapelle, war im 12. Jahrhundert dem heiligen Georg geweiht. Erst im 14. Jahrhundert wurde das Gotteshaus zur Pfarrkirche erhoben. Ab 1413 begann man mit dem Neubau. Die Neuerungen zogen sich bis ins Jahr 1597 hin und wurden mit der Errichtung des Kirchturms abgeschlossen. Im 18. Jahrhundert barockisierte die Gemeinde die Kirche. Nach dem Zweiten Weltkrieg mussten kleinere Schäden ausgebessert werden.
Die Kirche wurde als Saalkirche ausgeführt. Sie ist geostet und weist einen polygonalen Chor auf. Insgesamt ist die Kirche auf drei Seiten von Häusern umgeben und öffnet sich im Osten zur Hauptstraße hin. Damit ist die Chorseite gleichzeitig die Schauseite der Kirche und sticht durch ihre reichhaltige Gliederung hervor. Das prägende Element der Kirche ist jedoch der Turm, der nördlich des Chores gebaut wurde. Er weist sieben Geschosse auf und ist 45 m hoch.
Die Ausstattung der Kirche ist vor allem von der barocken Umgestaltung im 18. Jahrhundert geprägt. So wurde das große Deckengemälde mit der Darstellung der heiligsten Dreifaltigkeit von Johann Michael Wolcker geschaffen. Der Hochaltar wurde von den Künstlern Johann Georg Neßtfell (Aufbau) und Georg Sebastian Urlaub (Blatt) gearbeitet. Weitere Künstler, die in der Kirche wirkten, waren Georg Anton Urlaub, Johann Peter Wagner, Reiner Wierl und Oswald Onghers. Eine Pietà aus dem 15. Jahrhundert stammt aus Niederbayern.
Die westlich ans Langhaus der Kirche angebaute doppelgeschossige Kapelle St. Nikolaus wurde im Jahr 1447 erstmals genannt. Zunächst war sie dem heiligen Michael geweiht und wurde wohl als Beinhaus genutzt. Sie ist durch einen Zugang unter der Empore der Pfarrkirche erreichbar. Die Krypta wurde 1972 wieder als Kirchenraum geweiht. Innen wurden eine Balkendecke und Apostelkreuze des 15. Jahrhunderts freigelegt. Die Ausstattung besteht aus einer Kopie eines Bildes von Lucas Cranach und einer Ikone des heiligen Nikolaus.

#### St. Michael

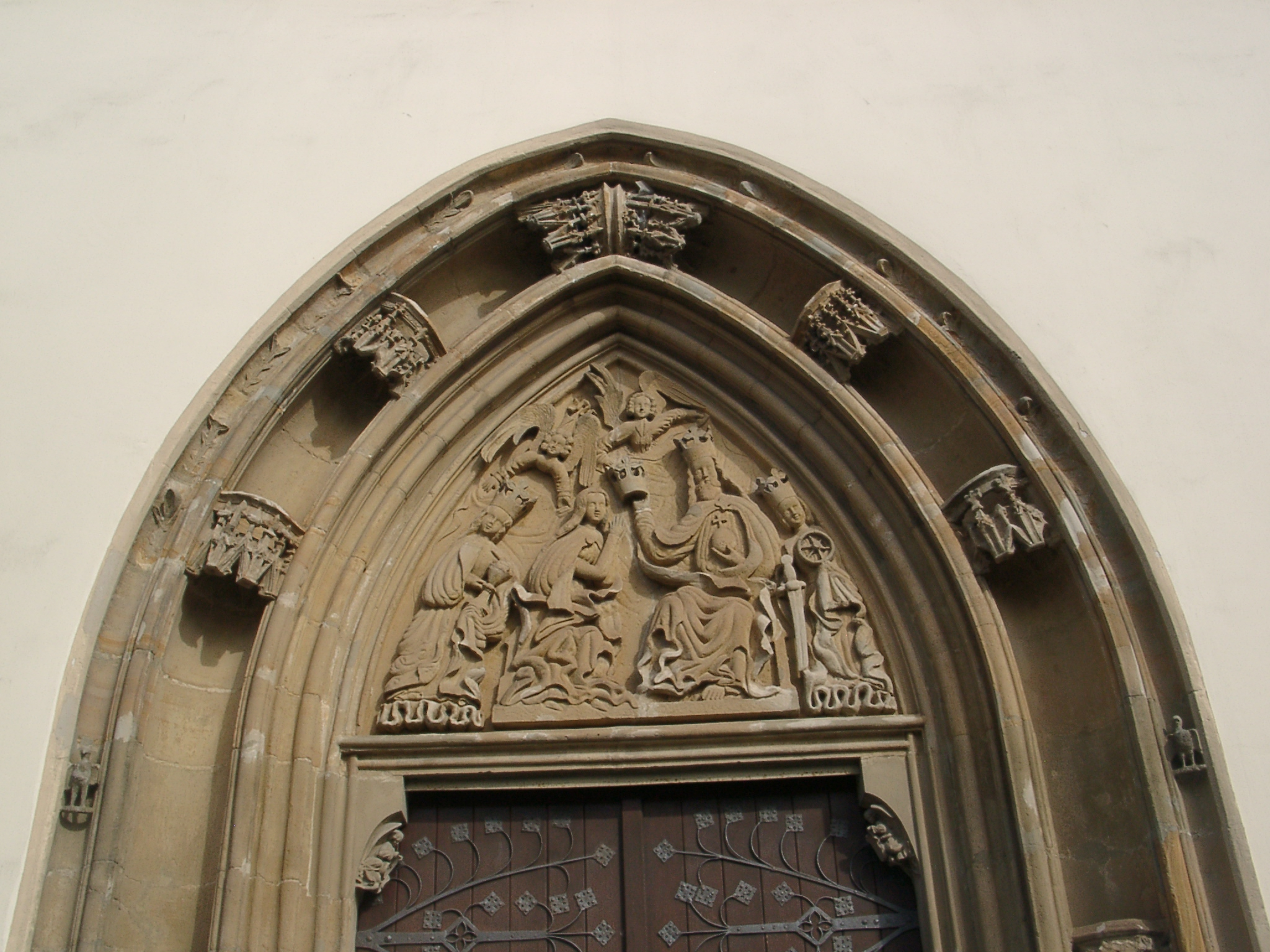
Das Portaltympanon der Michaelskirche

Die evangelisch-lutherische Pfarrkirche St. Michael befindet sich am Oberen Markt im Süden der Altstadt. Sie wurde im Jahr 1404 erstmals als Stiftung der Grafen zu Castell erwähnt und war zu diesem Zeitpunkt der heiligen Maria unterstellt. Im 16. Jahrhundert war die Kapelle der seelsorgerische Mittelpunkt des benachbarten Bürgerspitals und zugleich Friedhofskapelle, nachdem die Grablegen hierher verlegt worden waren. Seit 1977 stand die Kapelle der wachsenden lutherischen Gemeinde zur Verfügung, die sie heute für 99 Jahre gepachtet hat.
Heute weist die Kirche einen eingezogenen Polygonchor im Osten auf. Bekrönt ist das Gotteshaus von einem Dachreiter an der Straßenseite. Der heutige Bau entstand erst zwischen 1862 und 1864, zwei Vorgängerbauten verschwanden im Laufe der Zeit. Von der mittelalterlichen Kirche hat sich lediglich das Portaltympanon erhalten. Es zeigt die Bekrönung Mariens und ist wohl die Nachbildung eines ähnlichen Reliefs an der Marienkapelle in Würzburg.
Wertvollstes Element der Innenausstattung war jahrhundertelang ein Vesperbild aus der Zeit um 1410. Es entstammt dem sogenannten Schönen Stil und wurde im Jahr 1927 an das Luitpoldmuseum in Würzburg, dem heutigen Museum für Franken, übergeben. Heute befinden sich in der Kirche mehrere neugotische Altäre und eine Kanzel aus der gleichen Zeit. Über dem Altar hängt eine Darstellung der Kreuzigung aus dem 20. Jahrhundert. Über dem Friedhofsportal von 1604 thront eine Figur des heiligen Michael von 1737, die dort 1865 aufgestellt wurde.

#### Rathaus und Amtshaus
Die ehemaligen Verwaltungsgebäude verteilen sich über das Gebiet der Altstadt. Lediglich das Rathaus an der Stirnseite des Marktplatzes wird heute noch von der Stadtverwaltung genutzt. Ein Rathaus in Volkach ist bereits seit dem Jahr 1484 belegt, bestand aber nicht an der Stelle des heutigen. Im Jahr 1544 begann man den heutigen Bau zu errichten. Nun folgten mehrere Umbauten des Rathauses, unter anderem erhielt es im Jahr 1610 die doppelläufige Treppe. Im 20. Jahrhundert wurde es auch als Schule genutzt, heute sitzen hier die Stadtverwaltung und die Verwaltungsgemeinschaft.
Die Architektur ist von der Renaissance geprägt. Das Rathaus hat drei Stockwerke und läuft in einem Steilsatteldach aus. Über der spitzbogigen Toreinfahrt liegt eine doppelläufige Freitreppe. Ein Fachwerkerker bekrönt das Gebäude. Rückwärtig befindet sich ein Treppenturm. Ein großer Umbau im Jahr 1972 veränderte das Haus und passte es den Erfordernissen der Verwaltung an. Im Inneren finden sich mehrere Ölgemälde. Vor allem Amtsporträts der Würzburger Fürstbischöfe sind hier zu finden.
Ein Fronhof des Fürstbischofs von Würzburg, wo die Bürger der Stadt ihre Abgaben zahlten, existierte in Volkach bereits im 15. Jahrhundert. Im 16. Jahrhundert erwarb der Bischof ein Grundstück im unteren Bereich der Hauptstraße. Hier entstand der Verwaltungsmittelpunkt des Amtes Volkach. Der heutige Hof entstand durch den Amtmann Valentin Echter von Mespelbrunn nach 1605. Nach der Auflösung des Hochstifts zog hier das Landgericht Volkach ein. Zuletzt saß hier das Volkacher Amtsgericht, heute besteht in den Räumlichkeiten ein Hotel.
Das Amtshaus präsentiert sich als typischer Vertreter der Echtergotik. Es ist zweigeschossig und weist neun mal drei Fensterachsen auf. Ein Satteldach bekrönt das Gebäude. Die Volutengiebel enden in Muschelscheiben und sind mit Kugeln verziert. Auf der Rückseite tritt ein angebauter runder Treppenturm hervor. Die Fenster weisen doppelte Rahmungen auf. Das Amtszimmer im ersten Stock trägt eine Holzkassettendecke mit gestreckten Rauten und Oktogonformen.

#### Stadtbefestigung

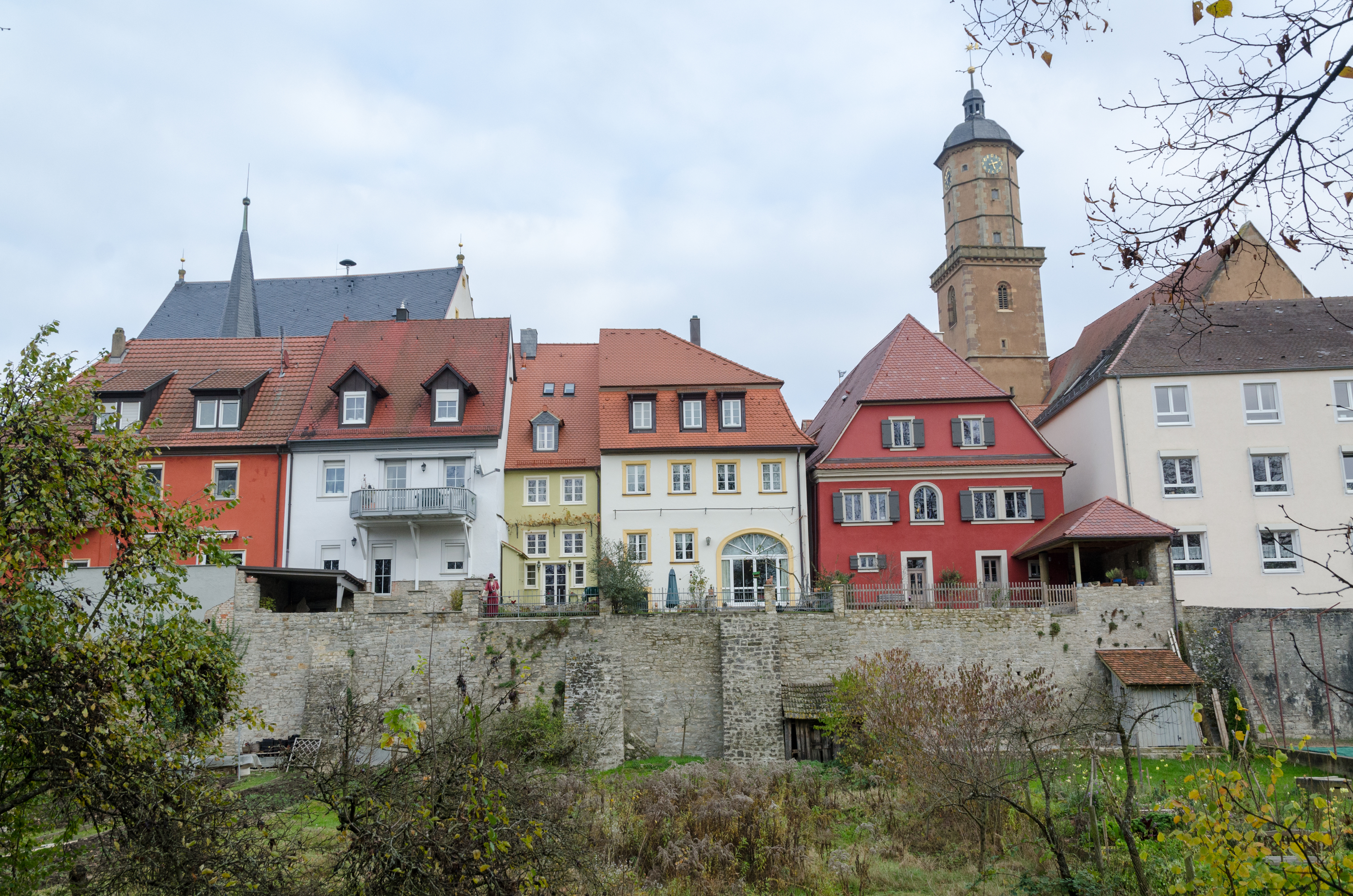
Ein Abschnitt der Stadtmauer im Westen der Altstadt

Die Befestigung der Stadt Volkach orientierte sich vor allem am Verlauf des Volkachbaches. Die Mauern entstanden in einiger Entfernung zum Main und die beiden Tore (Zweitorestadt) wurden parallel zum Fluss ausgerichtet. Hierdurch blieb die Stadt vor Hochwassern geschützt. Nach der Stadtwerdung im 13. Jahrhundert schützte zunächst eine Ringmauer aus Holz und Erde die Stadt, ehe man im 14. Jahrhundert eine erste Steinmauer zu errichten begann. Sie bestand aus einem Graben, einem Zwinger und einer doppelten Ringmauer.
Im Zuge der Gegenreformation forcierten die Würzburger Fürstbischöfe als Stadtherren im 16. Jahrhundert eine Erneuerung. Hier tat sich insbesondere Julius Echter von Mespelbrunn hervor. 1597 entstand das sogenannte Obere oder Sommeracher Tor neu, bereits 1580 waren die Vorwerke des Unteren oder Gaibacher Tores neu aufgeführt worden. Die Befestigung war allerdings bereits mit ihrer Errichtung wirkungslos gegenüber den neuen Geschützen geworden und konnte die Stadt während des Dreißigjährigen Krieges nicht schützen. → siehe auch: Oberes Tor (Volkach), Unteres Tor (Volkach)
Im 19. Jahrhundert wurden Teile der Befestigung abgerissen, um der wachsenden Stadt Platz zu bieten, wobei auch die Beseitigung der Türme diskutiert wurde. Schließlich fand man einen Kompromiss: Im ehemaligen Graben hatte man bereits seit dem 18. Jahrhundert Gärten angelegt, die Türme blieben bestehen, verloren allerdings ihre Vorwerke. Reste der ehemaligen Stadtbefestigung haben sich insbesondere im Westen der Stadt erhalten. Der Turm des Unteren Tores schließt mit einer Welschen Haube ab, während am Oberen Tor eine Inschrift von Bischof Julius angebracht wurde. → siehe auch: Zeilitzheimer Tor

#### Schelfenhaus

Das Schelfenhaus auf einer Darstellung von 1913

Das sogenannte Schelfenhaus ist ein reich verziertes, barockes Stadtpalais in der Volkacher Altstadt. Das Haus erhielt seinen Namen von seinem Erbauer, dem Weinhändler und Oberbürgermeister Johann Georg Adam Schelf. Zwischen 1719 und 1721 entstand der heutige Bau. Zwar ist der Baumeister des Schelfenhauses nicht bekannt, allerdings sind die Einflüsse des Baumeisters Joseph Greissing erkennbar. Zunächst als Wohnhaus genutzt und mehrfach erweitert, ging das Schelfenhaus 1950 an die Stadt Volkach über, die hier mehrere öffentliche Institutionen unterbrachte.
Das Haus besteht aus dem zweiflügeligen, barocken Wohnhaus im Süden und Westen mit dem sogenannten Hauptbau an der Südseite und dem angebauten Stutzflügel im Westen. Besonders bemerkenswert ist die reich gegliederte Fassade in Richtung der sogenannten Schelfengasse im Süden des Baus. Die östliche Toreinfahrt setzt sich aus einer Arkade und einem Rahmenfeld zusammen und wird aus zwei Vierkantsäulen auf ausladenden Prellsteinen gebildet. Das Hauptportal mit seiner Rokoko-Gestaltung wird von einem Allianzwappen bekrönt.
Das Gebäude ist innen mit reichen Stuckdecken ausgestattet. Auch die Deckengemälde haben kunsthistorischen Wert. Insbesondere der erste Stock des Hauses mit dem Bildersaal, dem Weißen Saal und dem Professor-Rösser-Zimmer ist prachtvoll. Dargestellt sind Putti mit verschiedenen Vögeln und Verzierungen. Die Gemälde zeigen Szenen aus der antiken Mythologie und wurden wohl von reisenden italienischen Stuckateuren geschaffen. Im Ofensaal steht ein Kachelofen von 1711 mit Figuren und Reliefs.

#### Weitere bemerkenswerte Privathäuser und Höfe

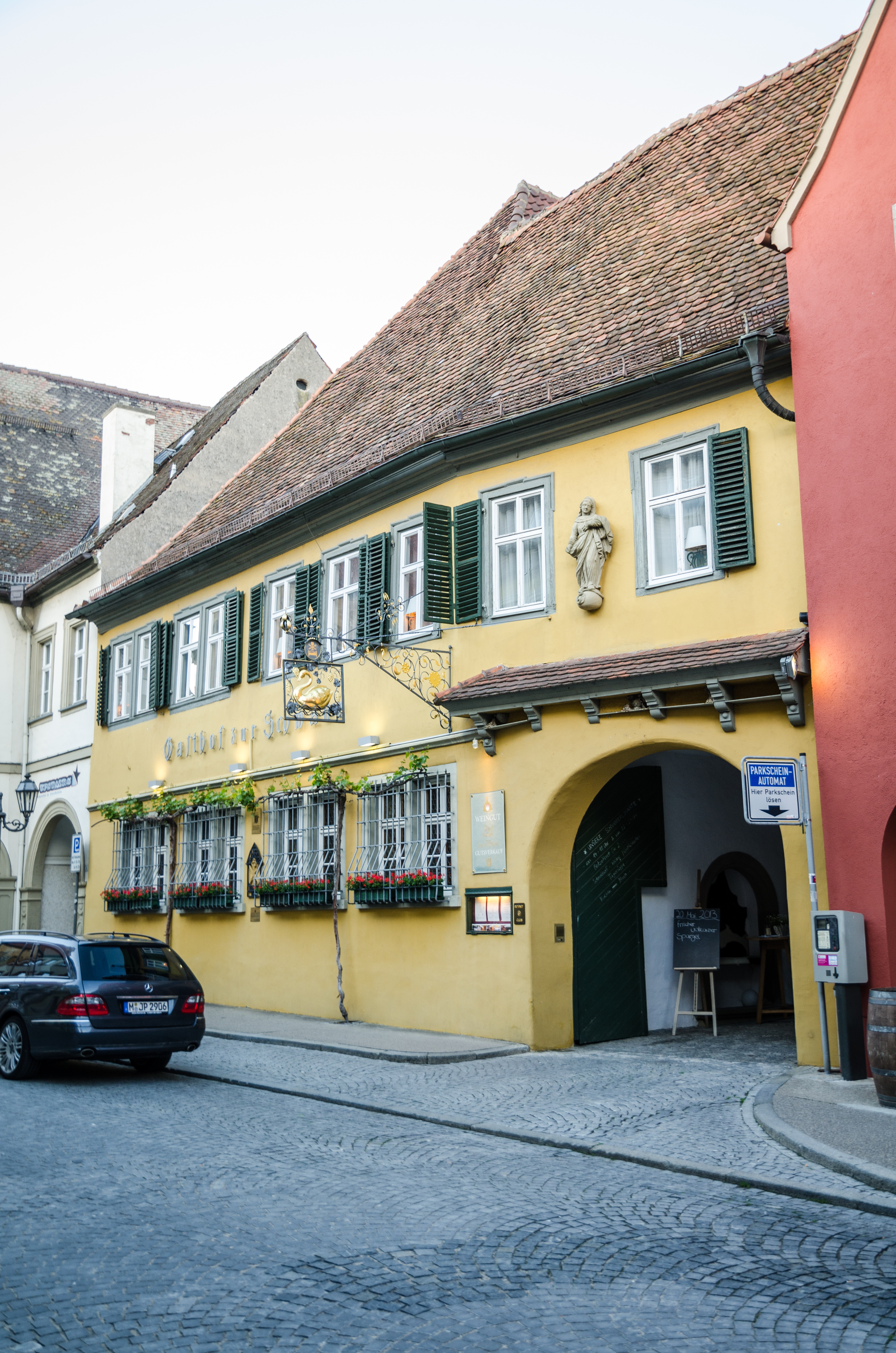
Der Gasthof Zur Schwane in der Hauptstraße

In der Volkacher Altstadt und den beiden Vorstädten sind Häuser aus nahezu allen Jahrhunderten seit dem Mittelalter zu finden. Sie sind heute zumeist im Besitz von Privatpersonen und werden als Geschäfts-, Gast- oder Wohnhäuser genutzt. Ältestes dieser Baulichkeiten ist das sogenannte Gasthaus Zur Schwane in der Hauptstraße 12. Es wird seit 1404 durchgängig als Gasthof geführt. Heute präsentiert sich der Gasthof, nach einem Umbau im 18. Jahrhundert, als zweigeschossiges Traufseithaus mit einem verputzten Fachwerkobergeschoss. → siehe auch: Gasthof Zur Schwane (Volkach)
Abseits der Repräsentationsbauten findet sich in der Kirchgasse 3 das Gebäude der ehemaligen Lateinschule. Bereits seit dem Jahr 1447 ist Unterricht in dem, auch räumlich eng an die Kirche angelehnten Gebäude nachgewiesen. Die Absolventen der Lateinschule qualifizierte der Abschluss, ein Studium aufzunehmen. Sie prägten jahrhundertelang die Stadt. Der heutige Bau wurde im 16. Jahrhundert errichtet und weist in seinem Obergeschoss Fachwerk auf. → siehe auch: Lateinschule (Volkach)
Eine weitere, wichtige gesellschaftliche Funktion erfüllte das Badhaus in der Badgasse 4, das erstmals 1504 im Salbuch des Niklas Brobst Erwähnung fand. Es präsentiert sich heute als schlichtes Krüppelwalmdachhaus mit einer Toreinfahrt im Erdgeschoss und zieht sich als langgestreckter Bau bis an die Stadtmauer, mit der es zusammenwuchs. Im Zuge einer Renovierung im Jahr 2010 wurden gotische Wandbemalungen und eine Saunaanlage freigelegt. Die Besitzer erhielten 2012 die Denkmalschutzmedaille des Freistaates Bayern. → siehe auch: Badhaus (Volkach)
Dem Marktplatz zugewandt ist die ehemalige Apotheke an der Hauptstraße 22, Ecke Spitalstraße. Hier siedelte sich nach dem Dreißigjährigen Krieg der Apotheker Bonifatius Sennfelder an. In den 1960er Jahren bestand wiederum eine Apotheke in dem Gebäude. Das markante Haus mit seinen drei Geschossen und dem Renaissance-Volutengiebel wurde ab 1965 über dem Keller neu erbaut. Allerdings existierte es bereits vor 1574, was ein Spolienstein mit dem Wappen des Fürstbischofs Julius Echter von Mespelbrunn in der Fassade beweist. → siehe auch: Hauptstraße 22 (Volkach)
Von der Renaissance geprägt ist auch der ehemalige Zehnthof in der Hauptstraße 14. Der heutige Bau entstand im Jahr 1545 und war zunächst als Hof konzipiert, in dem die Würzburger Fürstbischöfe bei ihren Besuchen in Volkach residierten. Später erhielt die Anlage eine mächtige Unterkellerung, weil hier die erste fürstbischöfliche Kellerei untergebracht wurde. Die Umnutzung zum Zehnthof erfolgte 1622. Mit dem 19. Jahrhundert wurde im Gebäude das königlich-bayerische Rentamt, später die Polizeistation angesiedelt. Sie wurde 1974 aufgelöst. → siehe auch: Zehnthof (Volkach)
Besonders eindrucksvoll ist das dreigeschossige Fachwerkhaus mit seinem Krüppelwalmdach am Marktplatz 5, Ecke Hauptstraße. Es überragt die umliegenden Gebäude und entstand im 16. Jahrhundert als Färberei. Hier, in der Nähe zum Rathaus, in dem die Tuche schließlich zum Verkauf angeboten wurden, färbte man Stoffe ein. Als im 19. Jahrhundert die Mainbrücke gebaut wurde, wandelte man das Haus in einen Gasthof um. Bis 1987 war der Bau verputzt. → siehe auch: Marktplatz 5 (Volkach)
Waren bisher alle Bauten in ihren Formen dem Spätmittelalter bzw. der Renaissance verhaftet, entstand in der Unteren Hauptstraße (Hausnummer 46) im Jahr 1692 der erste Barockbau der Stadt. Bauherr war das Würzburger Juliusspital, das die Hofanlage nach seiner Fertigstellung als Weingut nutzte. Es handelt sich um einen zweigeschossigen, traufständigen Mansarddachbau mit geohrten Fensterrahmungen und einer rundbogigen Toreinfahrt. Die Nutzung als Weingut wird bis heute fortgeführt. → siehe auch: Hauptstraße 46 (Volkach)
Die Barockisierung des Volkacher Stadtbildes wurde in der Oberen Hauptstraße, etwa zeitgleich mit dem Bau des Schelfenhauses, fortgeführt. Die neue Kellerei des Hochstifts Würzburg entstand in der Hauptstraße 5, Ecke Kellereigasse. Das zweigeschossige Haus wird durch seine reiche, plastische Barockgliederung geprägt. So besitzt es Gurtgesimse und geohrte Gewände mit diamantierten Schlusssteinen. Eine plastische Figur des Erzengels Michael mit dem Drachen ragt in Richtung Hauptstraße. → siehe auch: Fürstbischöfliche Amtskellerei (Volkach)
In unmittelbarer Nähe zum Schelfenhaus selbst errichtete man einen weiteren Barockbau. Das Haus besitzt drei Geschosse, was in diesem Teil der Altstadt selten ist. Es weist eine reiche Gliederung durch Eckpilaster und Gesimse auf. Hier bestand mit der sogenannten Schrüferbräu bis in die 1930er die einzige, überregional bekannte Brauerei Volkachs. Der Barock klingt in der Stadt mit dem Bau in der Hauptstraße 11 schließlich aus. Um 1730 erhielt dieses zweigeschossige Haus durch die Familie Degen Rokoko-Ornamente. → siehe auch: Gasthof Zur Blauen Traube (Volkach) und Hauptstraße 11 (Volkach)
Ein besonders bemerkenswerter Bau des Klassizismus entstand im Jahr 1812 in der Hauptstraße 20, Ecke Spitalstraße. Bereits im 16. Jahrhundert hatte Fürstbischof Julius Echter von Mespelbrunn ein Spital auf dem Grundstück eingerichtet. Beim Umbau zu einer Bank brachte man die typische Konsolengliederung des Klassizismus an. Aus dem Biedermeier entstammt dagegen der plastische Ausleger am Gasthof Zum Lamm am Oberen Markt 11. Das Haus selbst wurde bereits im 18. Jahrhundert errichtet. Außerhalb der Altstadt entstand im Jahr 1897 eine Feldkapelle am Weg nach Dimbach, die heute ebenfalls als Baudenkmal eingeordnet wird. → siehe auch: Hauptstraße 20 (Volkach), Gasthof Zum Lamm (Volkach) und Feldkapelle (Volkach)

#### Bildstöcke und Kleindenkmäler
Als katholisch geprägte Gemeinde haben sich in Volkach und seiner Gemarkung mehrere Bildstöcke oder Martern als Flurdenkmäler erhalten. Sie verweisen auf die Volksfrömmigkeit vergangener Jahrhunderte und wurden zur Ehre Gottes und als Wegzeichen gesetzt, oder hatten eine Mahnfunktion. Daneben befinden sich insbesondere in der Altstadt auch die typisch fränkischen Hausfiguren. Diese Kleindenkmäler wurden seit dem Mittelalter zu allen Zeiten geschaffen, ihr Bestand ist aber heute bedroht. Noch 1979 wurden in Volkach 48 Bildstöcke identifiziert, von denen viele nicht mehr bestehen.

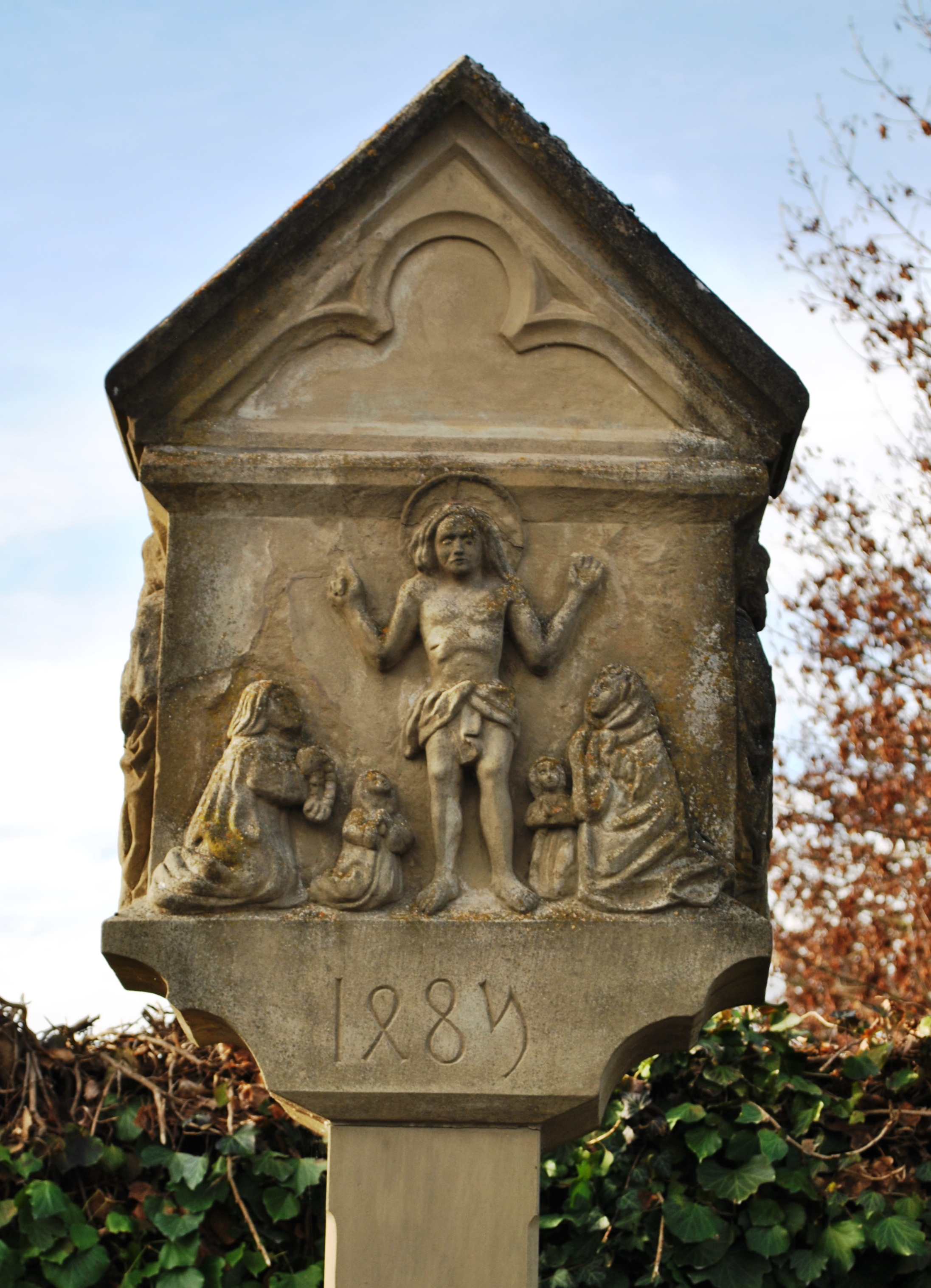
Der Bildstock von 1485 in der Schaubmühlstraße

Der älteste Bildstock der Gemeinde steht heute vor dem Gaibacher Tor in der Josef-Wächter-Straße. Er entstand bereits um die Mitte des 15. Jahrhunderts und zeigt in seinem etwa 2 m hohen Aufsatz die Kreuzigung. Auf der Rückseite ist der heilige Michael als Seelenwäger zu sehen. Der Bildstock war, ähnlich wie der ältere Kreuzweg am Kirchbergweg, eine Station für die Pilger zur Kirche Maria im Weingarten. Im 20. Jahrhundert versetzte man den Bildstock an die heutige Stelle, zuvor war er bereits mit einer offenen Kapelle umgeben worden. → siehe auch: Kreuzigungsbildstock (Volkach, um 1460)
Nur unwesentlich jünger ist eine Marter in der Schaubmühlstraße außerhalb der Altstadt. Sie ist mit der Jahreszahl 1485 bezeichnet und stellt auf ihrer Rückseite wiederum die Kreuzigung Jesu dar. Der Aufsatz des Stocks ist mit ca. 2,85 m noch höher. Auf den Schmalseiten sind die Heiligen Petrus und Paulus zu erkennen, während auf der Vorderseite die Figur des auferstandenen Christus umgeben von mehreren knienden Stiftern zu sehen ist. Der Stock schließt mit einem gotischen Dreipass ab.
Außerhalb der Volkacher Kernstadt steht ein sogenannter Kreuzstein an der Hallburgkippe. Er war ursprünglich neben dem ältesten Bildstock der Stadt halb in der Erde vergraben und verwies auf eine abgeleistete Sühne. Laut einem Stadtgerichtsurteil aus dem Jahr 1498 erhielt ein Mörder die Auflage, für sein Opfer ein solches Steinkreuz aufzurichten. Im Zuge von Straßenbauarbeiten im Jahr 1968 versetzte man den Kreuzstein an den Weg zur Hallburg, wo er von einem Sockel ummauert wurde.
Ein weiterer, bemerkenswerter Bildstock findet sich im Unteren Haidweg am Rande der bebauten Fläche. Wieder ist die Kreuzigung dargestellt, an den Schmalseiten ebenfalls zwei Figuren von Heiligen angebracht. Auf der Rückseite erklärt aber der Stifter in einer Inschrift die Gründe für die Aufstellung des Stockes. „H. Jörg Behm gewessner des Raths ahlhir“ ließ 1644 testamentarisch den Stock für „Gott und der H. Jungfr: Maria zu Sondern Ehrn“ errichten. → siehe auch: Kreuzigungsbildstock (Volkach, 1644)
Die Errichtung der sogenannten Blutsmarter an der Straßengabelung Dr.-Eugen-Schön-Straße und Prof.-Jäcklein-Straße in der Oberen Vorstadt hat andere Gründe. Seit 1646 wallten die Volkacher nach Burgwindheim, weil sie während der Pestepidemien des Dreißigjährigen Krieges ein Versprechen gegeben hatten. Seit dem 18. Jahrhundert bildet die Marter den Ausgangspunkt dieser Wallfahrt. Der Prozessionsaltar mit seinen weinlaubumrankten Säulen zeigt das Blutwunder von Walldürn. → siehe auch: Blutsmarter (Volkach)
Während des Barock veränderten sich im 18. Jahrhundert die Formen des Bildstocks und variierten nun stärker. Zu diesem Zeitpunkt erlebten auch die Hausfiguren eine neue Blüte. Sie zeigten neben der heiligen Maria als Muttergottes oder Himmelskönigin in Volkach nun auch den Drachentöter Michael oder den heiligen Josef. 1720 erhielt auch der Brunnen vor dem Rathaus die heute noch erhaltene Marienfigur aufgesetzt. Vor der Volkacher Bartholomäuskirche entstand ein großes Kruzifix als lebensgroße Darstellung des Gekreuzigten. → siehe auch: Marktbrunnen (Volkach)
Eine fränkische Besonderheit, die sich in und um Volkach häufig erhalten hat, sind die sogenannten Kreuzschlepper. Sie kamen ebenfalls erstmals im 18. Jahrhundert auf. Dargestellt ist Jesus unter dem Kreuz, zumeist auf einer Säule thronend. Inschriften mahnen die Vorübergehenden zur Erinnerung. Etwa zeitgleich etablierte sich auch der Brauch, eine neuerrichtete Brücke mit einer Johannes-Nepomukstatue mit Beffchen und Kreuz zu verzieren. → siehe auch: Kreuzschlepper (Volkach) und Brückenfiguren (Volkach)

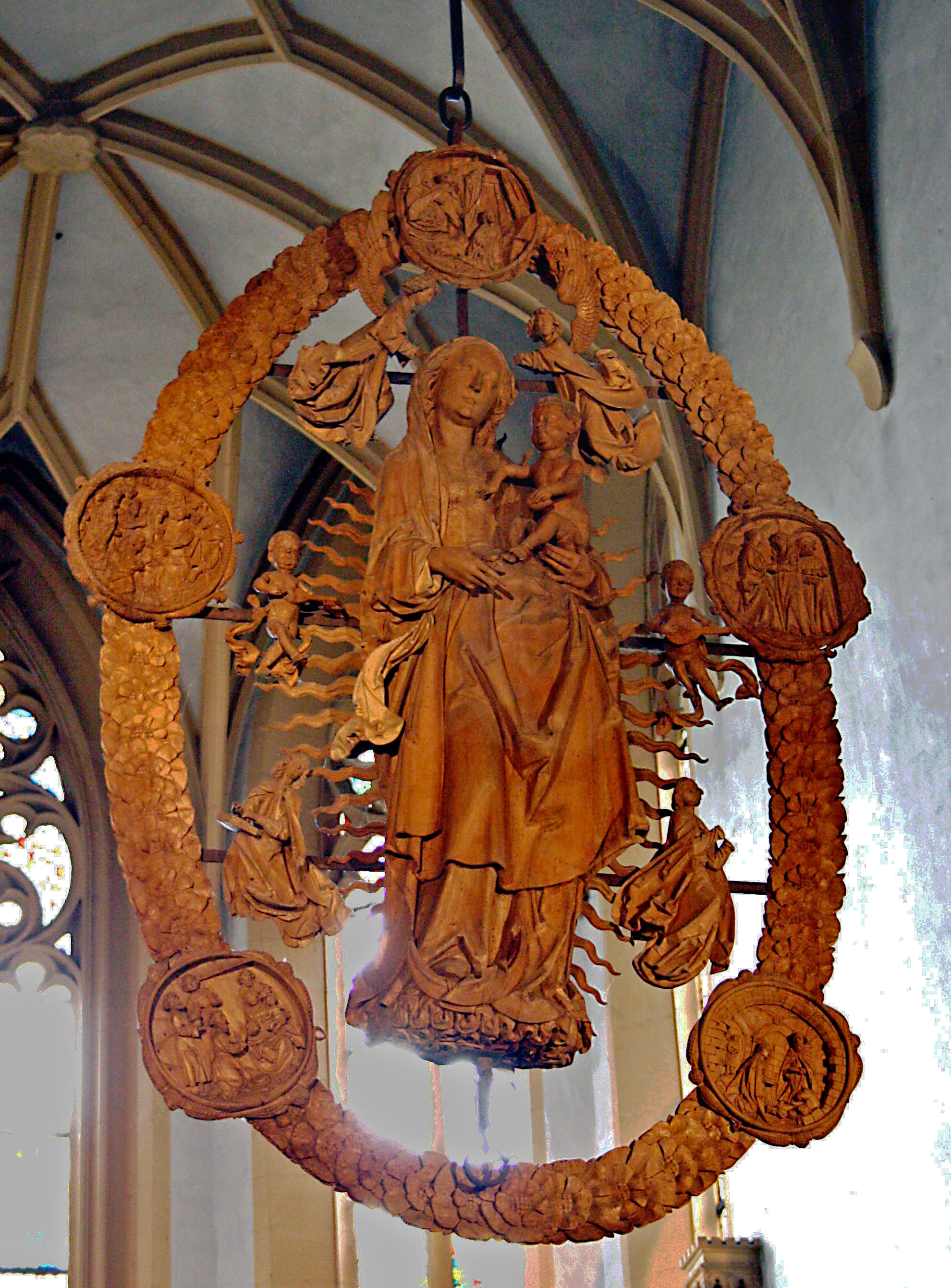
Die Riemenschneider-Madonna in der Kirchberg-Kirche
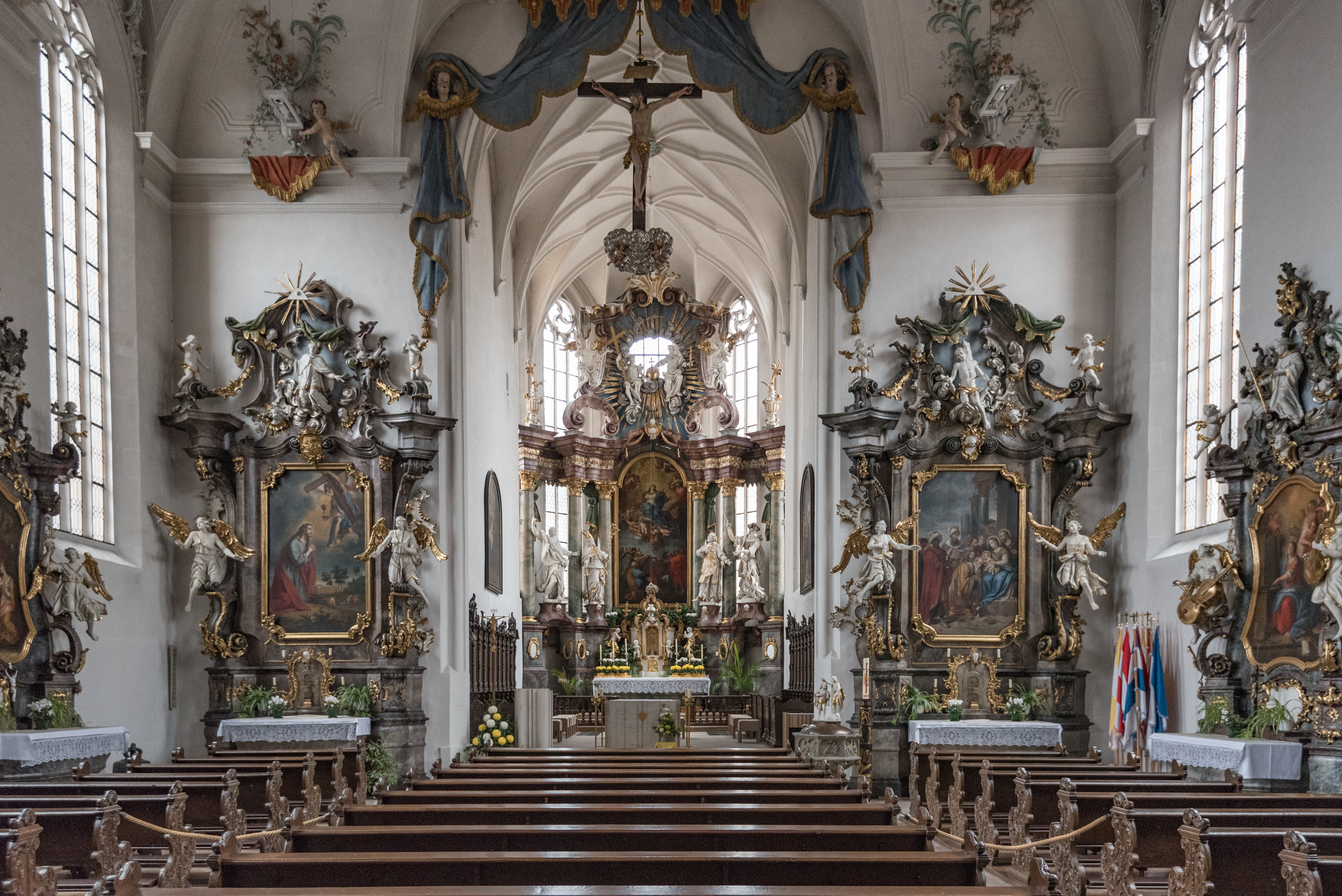
Das Innere der Bartholomäuskirche mit den Altären
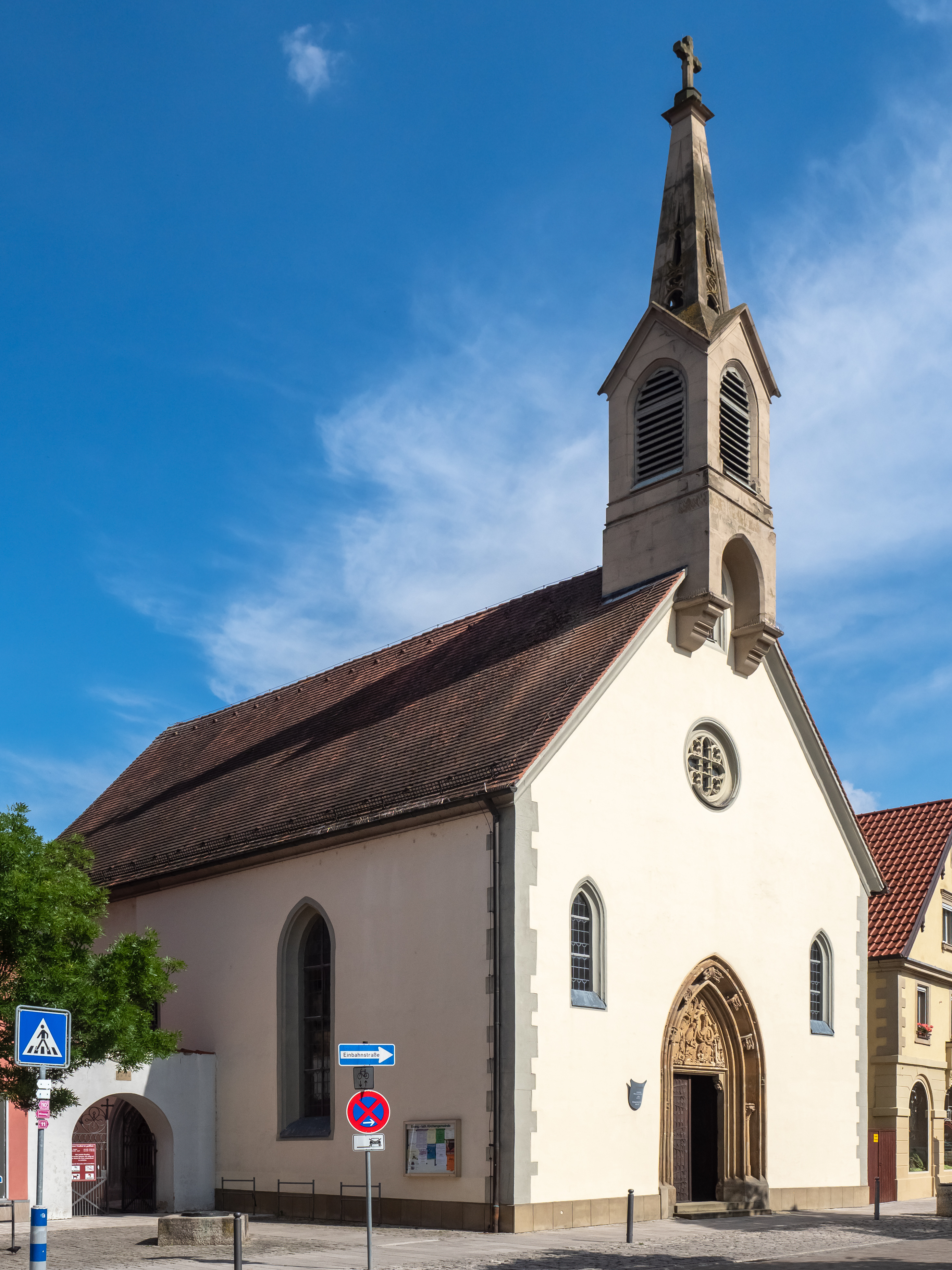
Das Äußere der Michaelskirche am Oberen Markt
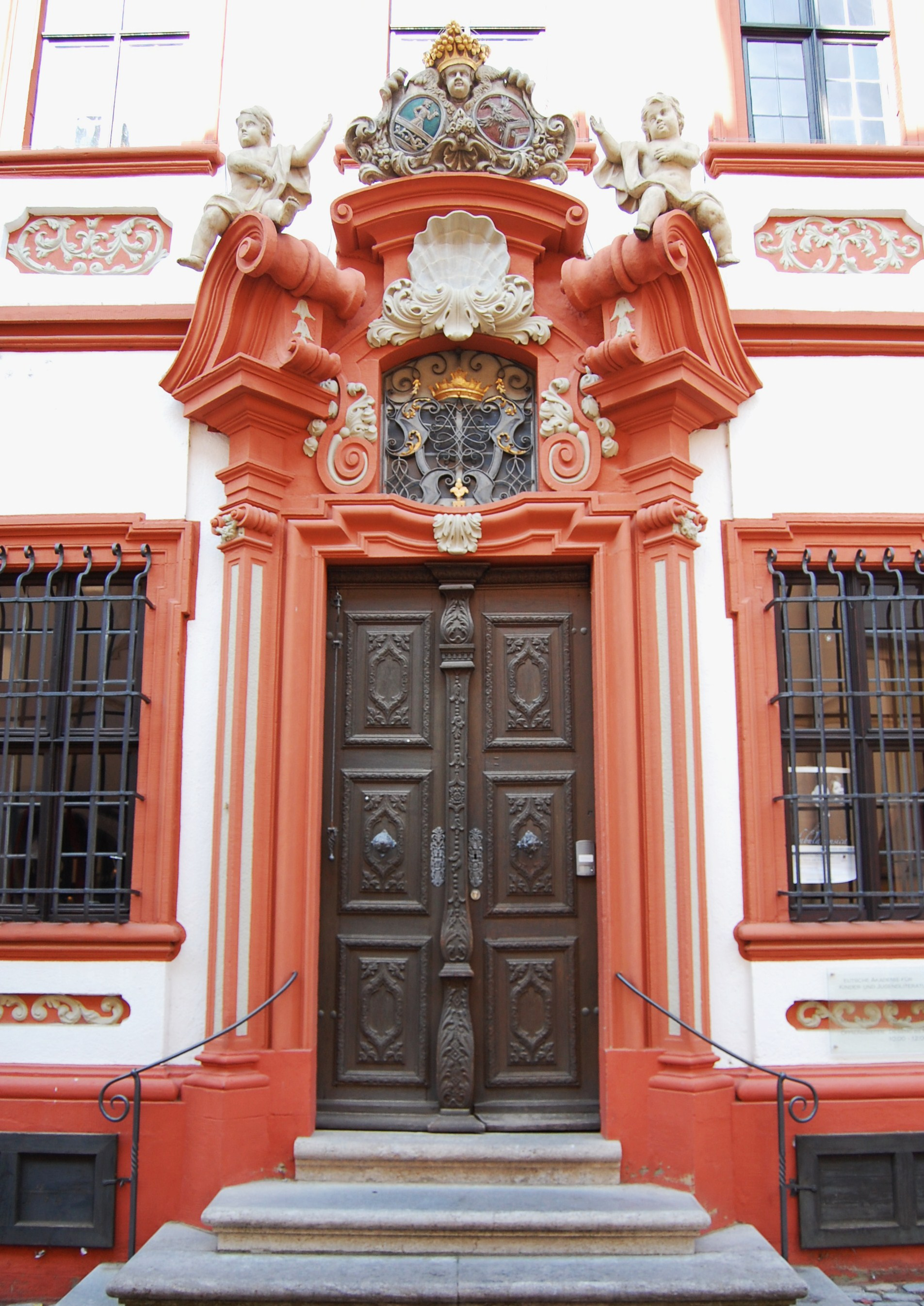
Das Portal des Schelfenhauses
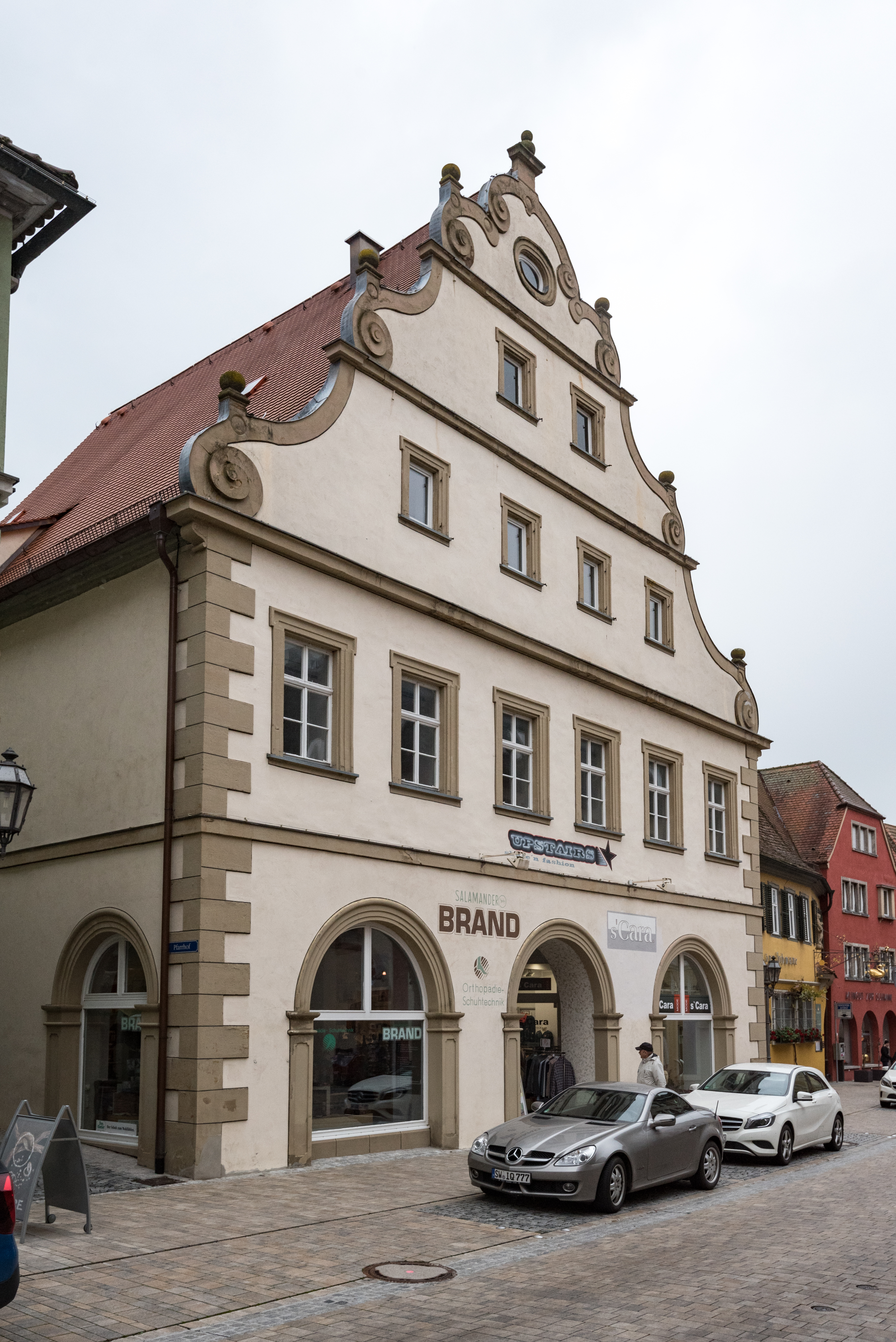
Der ehemalige Zehnthof an der Hauptstraße 14
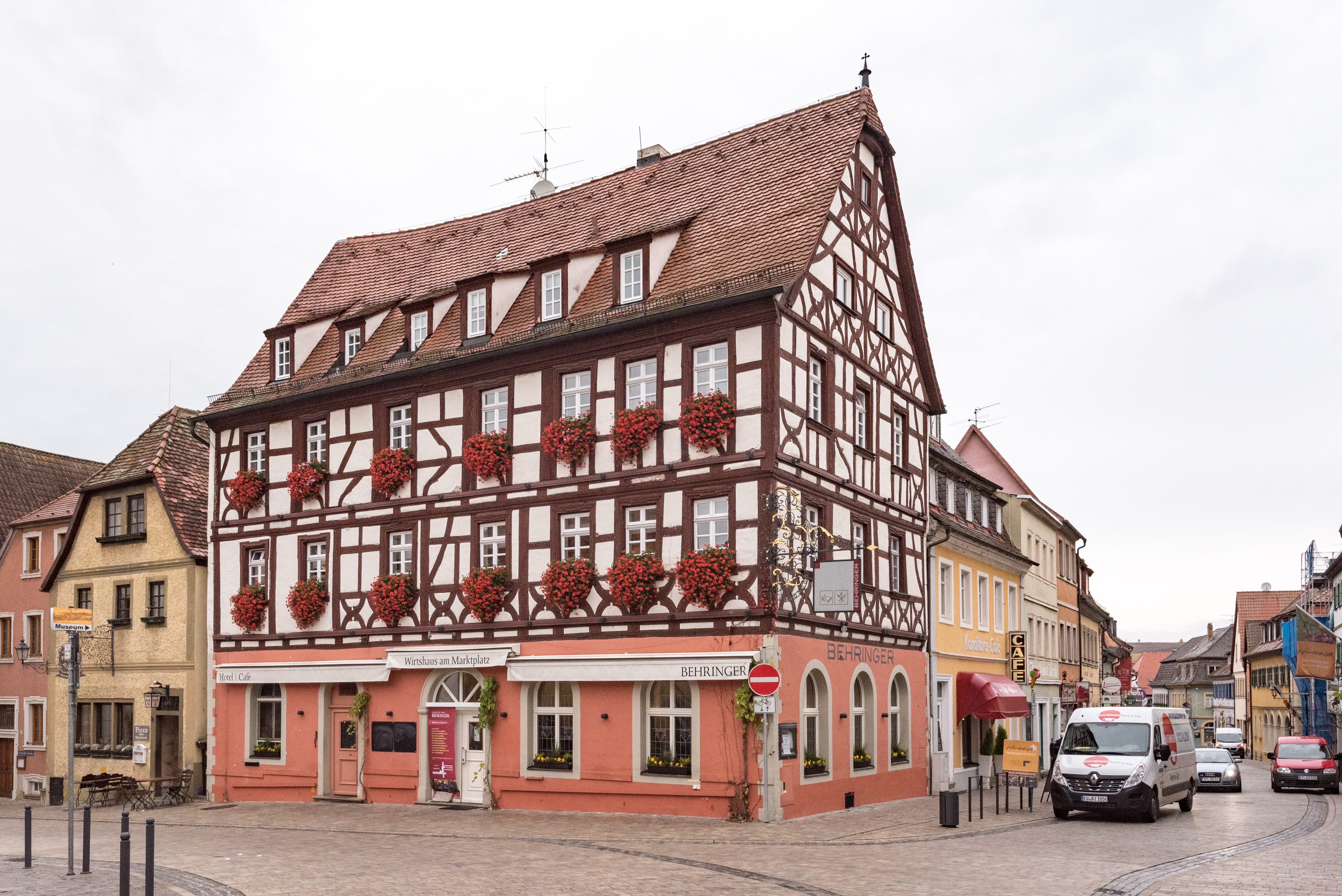
Das Fachwerkhaus am Marktplatz 5
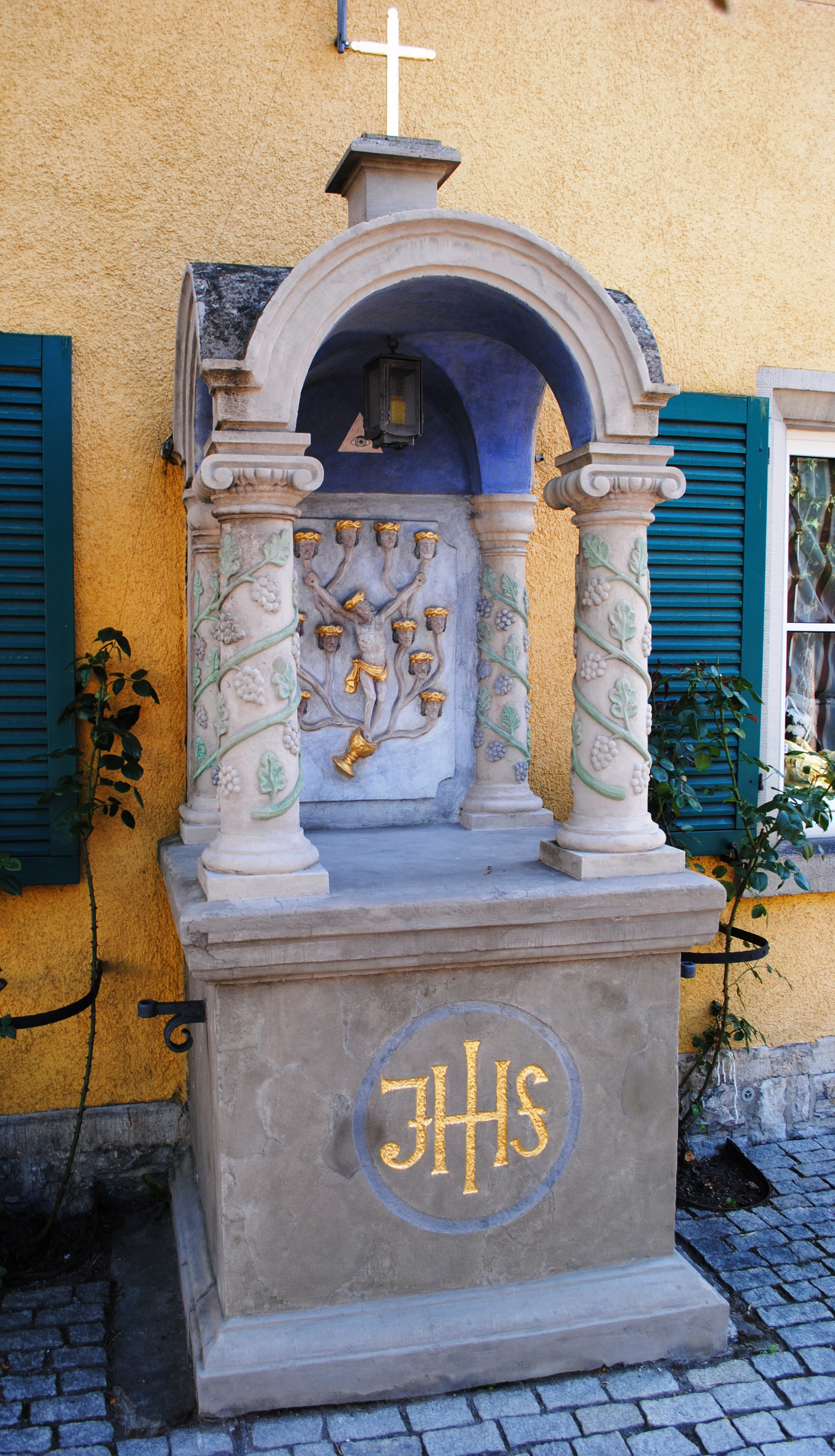
Die sogenannte Blutsmarter in der Oberen Vorstadt

### Burg Hallburg

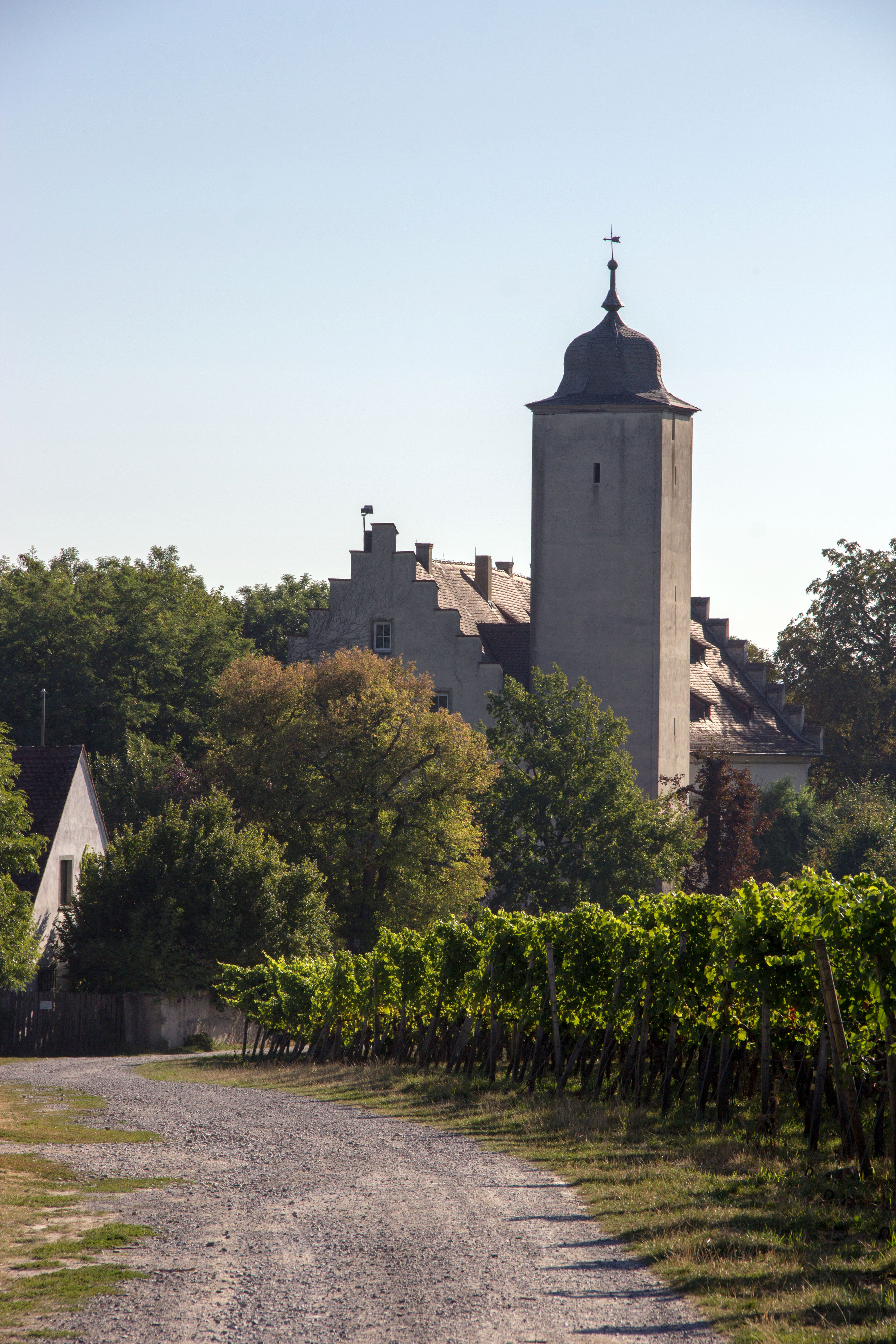
Burg Hallburg inmitten der Weinberge

Die Burgruine Hallburg befindet sich im Südwesten von Volkach auf dem Gebiet des gleichnamigen Ortsteils. Die Geschichte der Burg ist eng mit der von Volkach selbst verbunden. So besaßen die Grafen zu Castell bis ins 13. Jahrhundert die Vogtei über Burg Hallburg und die Siedlung an ihrem Fuße. Die Hallburg war als Zollburg auch für die Würzburger Fürstbischöfe interessant, die sie im Jahr 1230 von den Grafen erhielten. Allerdings übergab Würzburg die Anlage den Grafen als Stiftslehen zurück.
Die Casteller setzten in den folgenden Jahrhunderten Dienstmannen auf der Burg ein. Gleichzeitig entstand ein fürstbischöfliches Amt mit Sitz auf der Hallburg. Im Jahr 1365 gelangte Stefan Zollner von Hallburg in den Besitz der Burg. Seine Familie hatte in den Jahrhunderten zuvor häufig den Amtmann auf der Hallburg gestellt. Nun blieben die Zollner bis ins 17. Jahrhundert im Besitz der Burg, verloren sie allerdings, weil sie die Güter unrentabel bewirtschafteten.
Nachdem die Grafen von Stadion eine Zeit lang auf der Burg saßen, erwarben nach der Säkularisation die Grafen von Schönborn die Anlage. Zu Beginn des 20. Jahrhunderts zog die Burg als Künstlerkolonie in den Sommermonaten mehrere überregional bekannte Musiker an die Mainschleife. Noch heute ist die Anlage im Besitz der Grafen von Schönborn, die hier ein Restaurant betreiben. Die Hallburg ist von Weinbergen umgeben (Hallburger Schlossberg), die ebenfalls den Grafen gehören.
Die Hallburg machte mehrere Zerstörungen und anschließende Aufbauphasen durch. Dabei nahm das bebaute Areal an Größe ab. Die Burg war wohl früher doppelt so groß wie heute. Aus dem 13. Jahrhundert sind die Reste eines Rundturms erhalten. Der lange Wohnbereich aus dem 16. Jahrhundert, im Grundriss leicht geknickt, ist mit Treppengiebeln versehen. Umgeben sind die erhaltenen Überreste von einem ovalen Bering. Im Inneren besteht seit dem 15. Jahrhundert die Pankratiuskapelle.

### Mühlen
In Volkach bestanden zeitweise drei Mühlen am Volkachbach, die die Getreideversorgung der Bevölkerung sicherstellten. Mit der Schaubmühle ist auch die älteste, durchgängig betriebene Wassermühle im Landkreis Kitzingen in Volkach zu finden. Bereits im 14. Jahrhundert ist die heutige Schaubmühle als Obere Mühle urkundlich nachweisbar. Die Bezeichnung setzt eine Untere Mühle voraus, die weiter bachabwärts zu finden war. Die jüngste Mühle datiert auf die letzten Jahrzehnte des 16. Jahrhunderts.
Anders als in den angrenzenden Arealen veränderte sich um Volkach die Mühlenzahl nun nicht mehr. Eine Spezialisierung der einzelnen Betriebe in Loh-, Papier- oder Ölmühlen fand nicht statt. Lediglich in der Herrenmühle wurde ein Schneidgang eingebaut, sodass fortan auch Baumstämme hier geschnitten werden konnten. Das Mühlensterben setzte verhältnismäßig spät ein. 1960 gab man die Brückenmühle in der Unteren Vorstadt auf, erst zu Beginn des 21. Jahrhunderts folgte die Herrenmühle. Der Mühlenbetrieb der Schaubmühle wird heute durch einen Mühlenladen ergänzt.
| Name         | Nutzung                    | Zustand                       | Eckdaten |
| ------------ | -------------------------- | ----------------------------- | --- |
| Herrenmühle  | Getreide- und Schneidmühle | weitgehend erhalten, erneuert | Erbaut in den Jahren 1588 bis 1591, im 18. Jahrhundert an privat agierende Müller verkauft, Stilllegung zu Beginn des 21. Jahrhunderts                       |
| Schaubmühle  | Getreidemühle              | in Betrieb, erneuert          | Ersterwähnung 1375, Eidablegung der Müller vor dem Bürgermeister, 1825 in private Hände, in Betrieb, in den Räumlichkeiten ist ein Mühlenladen untergebracht |
| Brückenmühle | Getreidemühle              | weitgehend erhalten, erneuert | Indirekt 1375 ersterwähnt, direkte Nennung 1429, Stilllegung in den 1960er Jahren                                                                            |

### Volkacher Salbuch
Das bedeutsamste Schriftstück der Volkacher Geschichte ist das Volkacher Salbuch. Es befindet sich heute im Museum Barockscheune und ist damit der Öffentlichkeit zugänglich gemacht. Erstellt wurde der aus 527 Papierblättern bestehende Band vom Volkacher Stadtschreiber Niklas Brobst von Effelt und seinem Sohn Sebastian um das Jahr 1504. Brobst wollte die Verfassung der damals von mehreren Stadtherren dominierten Gemeinde aufzeichnen und zugleich Rechtssicherheit für die Bürger garantieren.
Hierzu legte er das Werk als „offenes Stadtbuch“ an, wodurch nicht nur Informationen wie Abgaben und Zinstermine darin erschienen, sondern auch auf Privilegien, Rechte und Ordnungen eingegangen wurde. Besonders eindrucksvoll sind die 127 farbigen Federzeichnungen aus der Hand Brobsts oder eines Malers. Sie sollen den Leseunkundigen die Abläufe eines Rechtsprozesses vor dem Volkacher Halsgericht ebenso deutlich machen, wie die für die Stadt wichtigen Ämter erklären.
In den ersten zwei Dritteln des Buches beschäftigte sich Brobst überwiegend mit den Rechten der Volkacher Pfarrei und ging auf die Zinstermine und die Besitzungen der Stadt ein. Mit dem Beginn des strafrechtlichen Teiles werden die Bilder häufiger, hier wird der Vorgang eines spätmittelalterlichen Strafprozesses dargestellt. Im letzten Teil enthält das Salbuch die Stadtämter und das Verwaltungsrecht. Die Darstellungen des Salbuchs sind häufig in wissenschaftlichen Werken über das Spätmittelalter abgebildet.

### Kloster St. Maria
Der südwestliche und älteste Teil der Volkacher Altstadt wird heute in Teilen von einem Kloster der Dillinger Franziskanerinnen eingenommen. Die Gemeinschaft hat ihren Ursprung im Mangel an Lehrkräften für die weibliche Bevölkerung auf dem Land. Nach einer Stiftung erreichten am 19. Oktober 1856 drei Franziskanerinnen aus Dillingen an der Donau und Mödingen die Stadt und begannen sogleich mit der Unterrichtung an der örtlichen Stadtschule.
Mit dem 18. November 1858 erwarben die Franziskanerinnen das Haus des ehemaligen königlich-bayerischen Forstamtes direkt neben der Pfarrkirche und etablierten hier die Keimzelle ihres Klosters. Durch Ankauf weiterer Grundstücke in den folgenden Jahren erweiterten die Nonnen das Gelände. Um das Kloster entstand später eine Mädchenrealschule mit angeschlossenem Hort. Heute ist das Kloster eine Filiale der Dillinger Franziskanerinnen in der Provinz Bamberg.

### Mainschleifenbahn

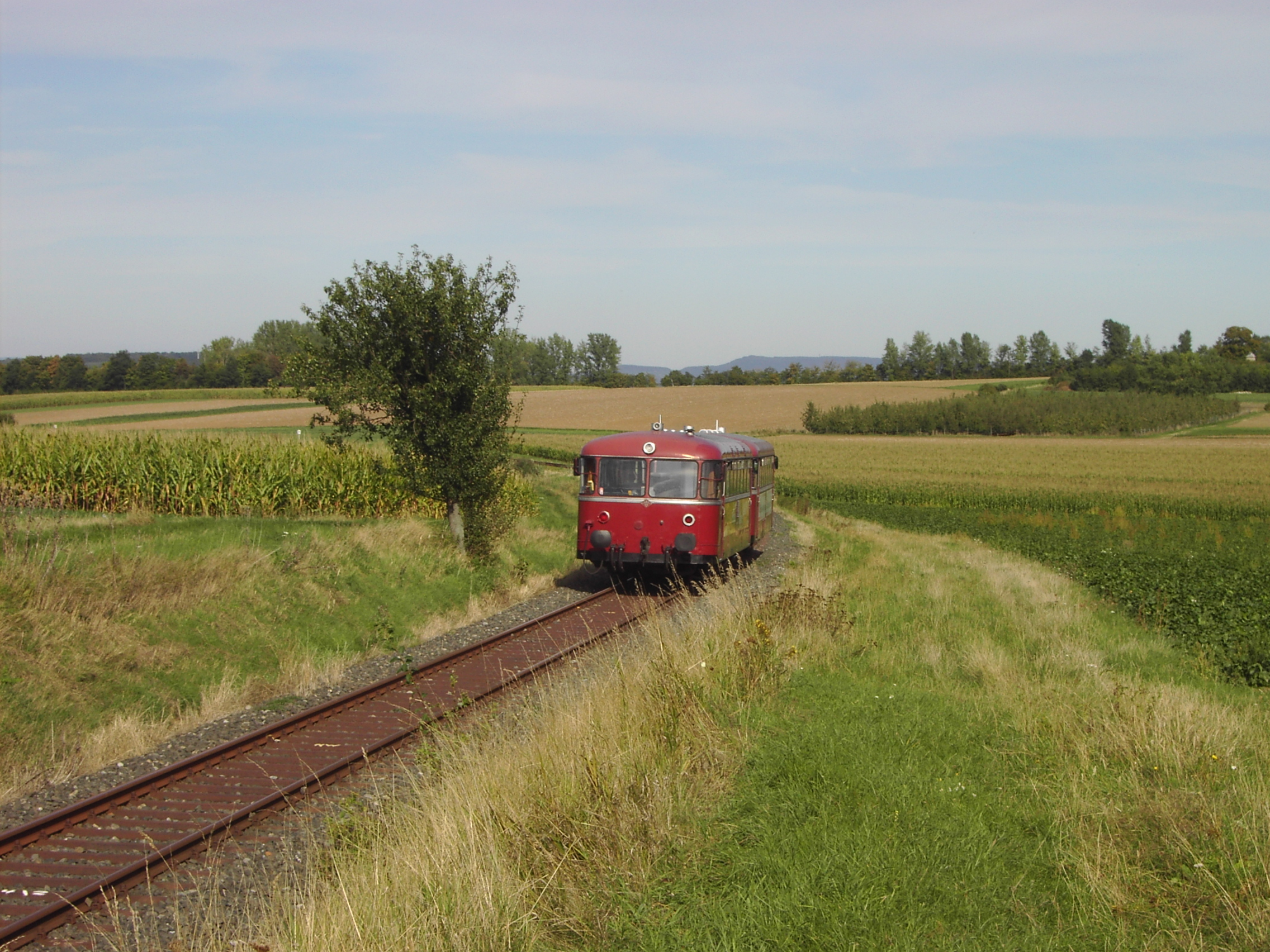
Der Schienenbus der Mainschleifenbahn

Durch die sogenannte Mainschleifenbahn war Volkach über 80 Jahre mit der Stadt Würzburg verbunden. Heute wird eine Reaktivierung der Bahn für den regulären Verkehr diskutiert. Die bayerische Nebenbahn entstand zu Beginn des 20. Jahrhunderts. Nachdem im Jahr 1907 mit dem Bau begonnen worden war, konnte am 14. Februar 1909 Eröffnung gefeiert werden. Die Bahn überquerte damals noch die Volkacher Mainbrücke und endete am Bahnhof in Volkach.
Nachdem 1991 der letzte Güterzug die Strecke passiert hatte, wurde sie stillgelegt. Eine Interessengemeinschaft sorgte dafür, dass im Jahr 2003 die Mainschleifenbahn für den Ausflugs- und Sonderverkehr wiedereröffnet wurde. Seitdem verkehrt die Bahn an Wochenenden und Feiertagen zwischen Astheim und Seligenstadt bei Würzburg. Den Endhaltepunkt bildet heute die Station Astheim (Volkach), die Stadt selbst wird gar nicht mehr von der Bahn erreicht.
Als Fahrzeug dient der Bahn ein Schienenbus, der aus einem Triebwagen und einem Steuerwagen mit Fahrradabteil besteht. Die Strecke ist auf ihrer gesamten Länge eingleisig und nicht elektrifiziert. Entlang der Strecke 16 Bahnübergänge existieren, von denen nur 4 technisch gesichert sind. Weitere Haltepunkte der Mainschleifenbahn sind Seligenstadt, Prosselsheim, Eisenheim und Astheim.

### Museum Barockscheune

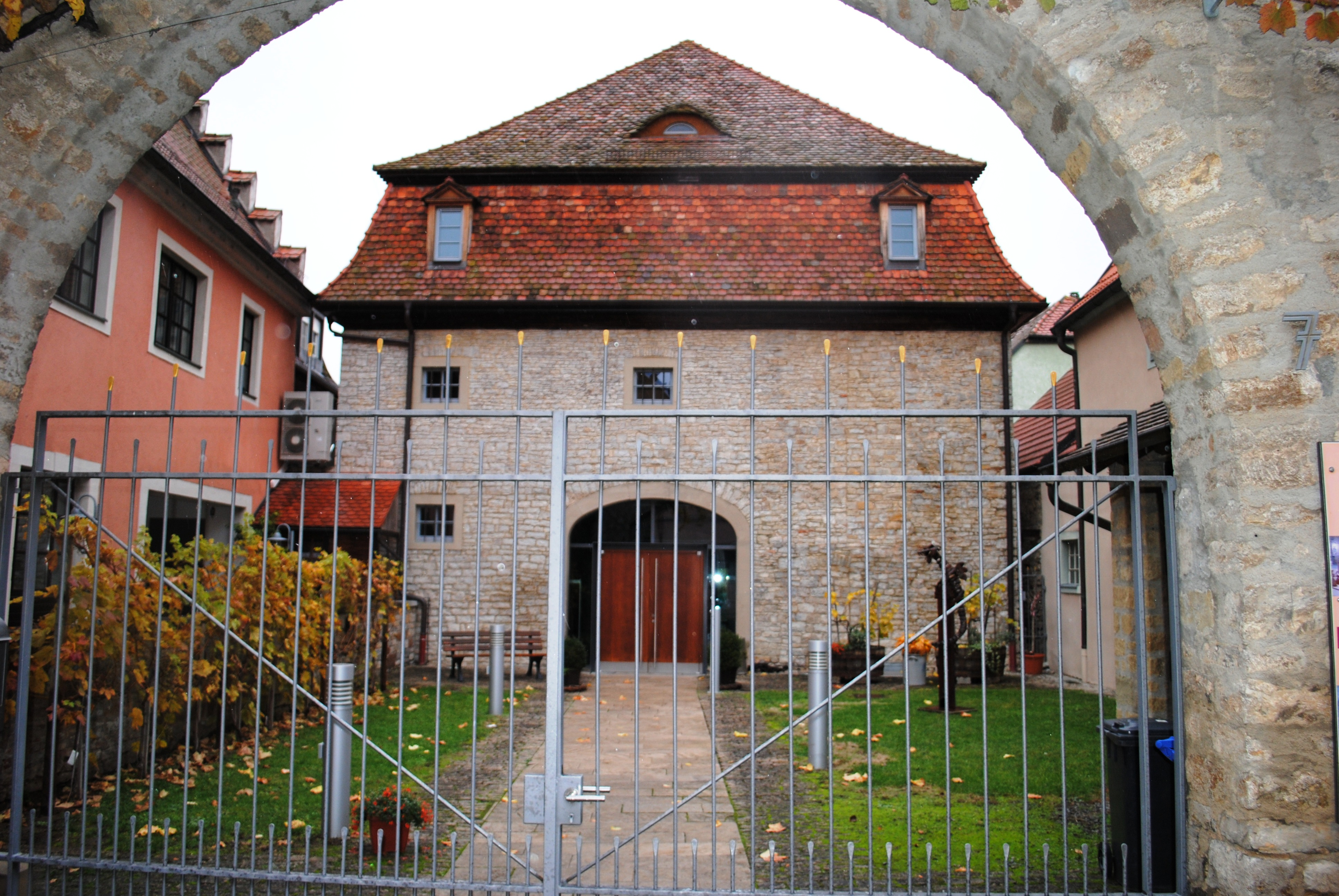
Die Barockscheune in Volkach

Seit dem Jahr 2003 besitzt die Stadt Volkach ein eigenes Stadtmuseum. Es wurde in der sogenannten Barockscheune in der Weinstraße 7 untergebracht. Das Gebäude ist ein Baudenkmal, es wurde zunächst seit seiner Erbauung 1714 als Scheune genutzt und später in ein Feuerwehrhaus umgewandelt. Der zugehörige Hof wurde im Zuge der Umwidmung zum Museum abgetragen, sodass die Scheune heute zurückversetzt steht.
Das Ausstellungskonzept sieht eine dreigeschossige Dauerausstellung (in den Obergeschossen und dem Keller) vor. Im ersten Geschoss wird die Geschichte der Stadt selbst, ihre Chronologie, ihre Herrscher und ihre Bürger betrachtet. Im Mittelpunkt steht hierbei ein großes, hölzernes Stadtmodell und das Original des Volkacher Salbuchs. Das zweite Obergeschoss nimmt die Region der Mainschleife als Grundlage: Der Fluss bildete jahrhundertelang ebenso die Grundlage des Zusammenlebens, wie der Weinbau. Eine große Bocksbeutelsammlung ergänzt die Ausstellung.
Vier Sammlungen bilden den Grundbestand des Volkacher Museums. So wurde ins Untergeschoss eine originale Büttnerstube transloziert. Daneben fand die Sammlung der Stadt Volkach hier Aufstellung. Ergänzt wird sie durch die Bodenfunde des Fahrer Pfarrers Georg Wehner und einer großen Sammlung fränkischer Trachten. Im Erdgeschoss ist Platz für Sonderausstellungen und anderen Veranstaltungen. Sechs interaktive Stationen wurden für Kinderführungen aufgestellt, die Führung übernimmt die Figur des Stadtschreibers Niklas Brobst.

### Wälder, Grün- und Freizeitanlagen

#### Wälder und Grünanlagen
Die Gemarkung von Volkach ist nur von wenigen Grünflächen geprägt. Stattdessen überwiegen Felder und andere landwirtschaftlich genutzte Areale. Lediglich im Osten erstreckt sich der Stadtforst mit den Waldabteilungen Tännig, Brand, Straßenschlag und der sogenannte Hartwald. Der Wald zieht sich bis in die Gemarkungen von Obervolkach und Rimbach und ist Teil des ausgedehnten Flugsandgebietes mit Dünenbildung an der Mainschleife. Im Tännig wurde ein Trimm-Dich-Pfad, der sogenannte Vita-Parcours Erlachhof angelegt. Eine weitere Waldfläche südwestlich der Kernstadt, der Wald an der Hallburg, ist als Naturschutzgebiet ausgewiesen.
Die Weinberge um die Stadt mit ihren am Berghang verlaufenden Wegen sind beliebte Wanderwege und wurden nach der Flurbereinigung in den 1970er Jahren mit modernen Skulpturen regionaler Künstler aufgewertet und verziert. In der Stadt selbst existiert als größte Grünfläche der Hindenburgpark (auch Allee genannt), der nach dem Reichspräsidenten und Ehrenbürger benannt wurde. Er nimmt den größten Teil der Westseite der Altstadt ein und wird vom Volkachbach begrenzt. Ein weiterer, unbenannter Stadtpark findet sich im Nordosten oberhalb der Straße In den Gräben.

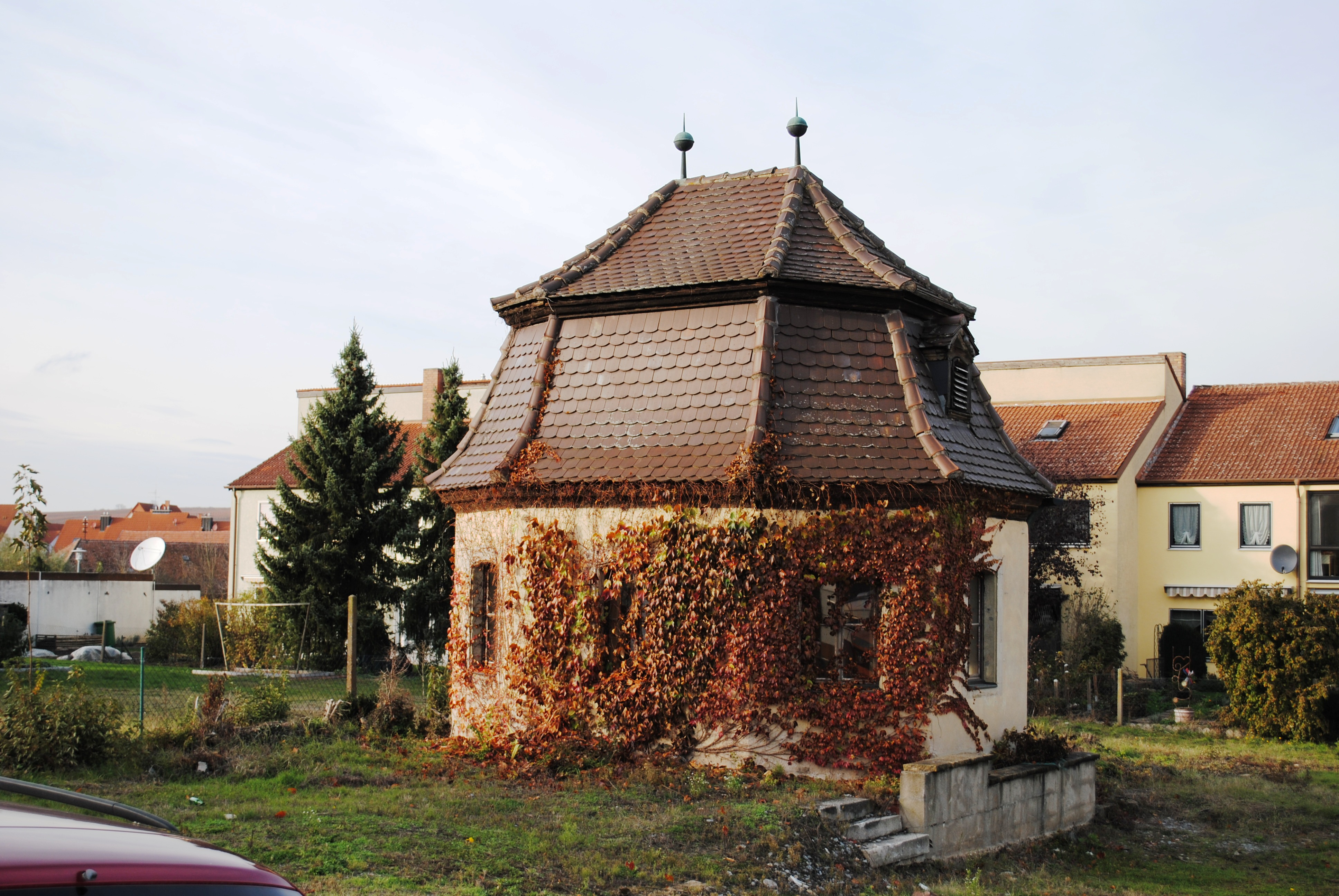
Das Gartenhäuschen in der Engertstraße (2012)

Eine Besonderheit des Landkreises Kitzingen bilden die erhaltenen Grabengärten. Im Zuge der langsamen Auflösung der Befestigungen um die mittelalterlichen Mainstädte, verpachtete die Gemeinde die trockengelegten Gräben an Privatpersonen. Hier wurde Gemüse für den Eigenbedarf angebaut, es entstanden Blumengürtel um die Stadt. In Volkach hat sich diese Gartenform westlich und nordwestlich der Altstadt weitgehend erhalten. Die Gärten sind in privaten Händen und können zumeist nicht betreten werden.
Im Osten der Altstadt war auf dem Urkataster vom Beginn des 19. Jahrhunderts eine parkähnliche Fläche zu erkennen, die um ein barockes Gartenhaus gruppiert war. Wahrscheinlich legten reiche Weinhändler im 18. Jahrhundert die Anlage an, die allerdings dem Häuserbau in den folgenden Zeiten weichen musste. Zwei Gartenhäuser des 18. Jahrhunderts haben sich in der Engertstraße und an der Obervolkacher Straße erhalten und zeugen noch von dieser Gartenkultur.
Weitere, öffentliche Grünanlagen mit meist kleinerer Fläche bildeten sich in den Neubaugebieten der Stadt. Häufig wurden die Grünflächen um einen Spielplatz angelegt. Eine solch kleine Anlage findet sich in der Professor-Jäcklein-Straße und Am Sambühl. Eine Ausnahme bildet der Julius-Echter-Platz, weil er mit seinem Kastanienbestand eine größere Fläche einnimmt. Am Rande der bebauten Fläche nahe dem Baugebiet Sonnenstraße befindet sich der unbenannte Stadtsee, der von einer großen Grünfläche mit Rundweg umgeben ist.

#### Freizeitanlagen
Die Freizeitanlagen für die Ausübung diverser Sportarten verteilen sich über das gesamte Stadtgebiet. Eine Verdichtung findet lediglich entlang der Fahrer Straße statt. Hier befindet sich, nahe der Unteren Vorstadt und des Hindenburgparks das Volkacher Freibad mit zwei Becken und einer großen Liegewiese. Das Schwimmbad ist zwischen Mai und September bei guter Witterung durchgehend geöffnet. Die angekündigte Schließung des Freibades im Mai 2019 führte zu großen Protesten der Bevölkerung. Das Volkacher Hallenbad mit lediglich einem Becken liegt auf dem Gelände der Verbandsschule in der Jahnstraße.
An das Freibad in der Fahrer Straße schließen sich mehrere Tennisplätze des örtlichen Vereins an. Daneben liegen, in Sichtweite zur Kirche Maria im Weingarten, die Anlagen des VfL Volkach. Hier können die meisten Rasensportarten ausgeübt werden (siehe auch Sportvereine). Weitere Freizeitanlagen sind um die Mainschleifenhalle an der Obervolkacher Straße angeordnet. Neben Sportveranstaltungen finden hier auch Saatgutfestivals und kleinere Messen statt.
Die Sporthalle der Verbandsschule in der Jahnstraße wird von den örtlichen Vereinen ebenso genutzt. Im Gewerbegebiet Im Seelein, südlich der alten Stadt, entstand in den 1970er Jahren eine Schießsportanlage, die heute der Schützenverein der Stadt in Betrieb hat. Mehrere Bolzplätze für das individuelle Fußballspiel verteilen sich insbesondere über die neuen Baugebiete. Der Volkacher Modellsportverein verwandelte ein Gelände in der Gemarkung nordwestlich der Wallfahrtskirche in ein Modellsportgelände.

### Regelmäßige Veranstaltungen

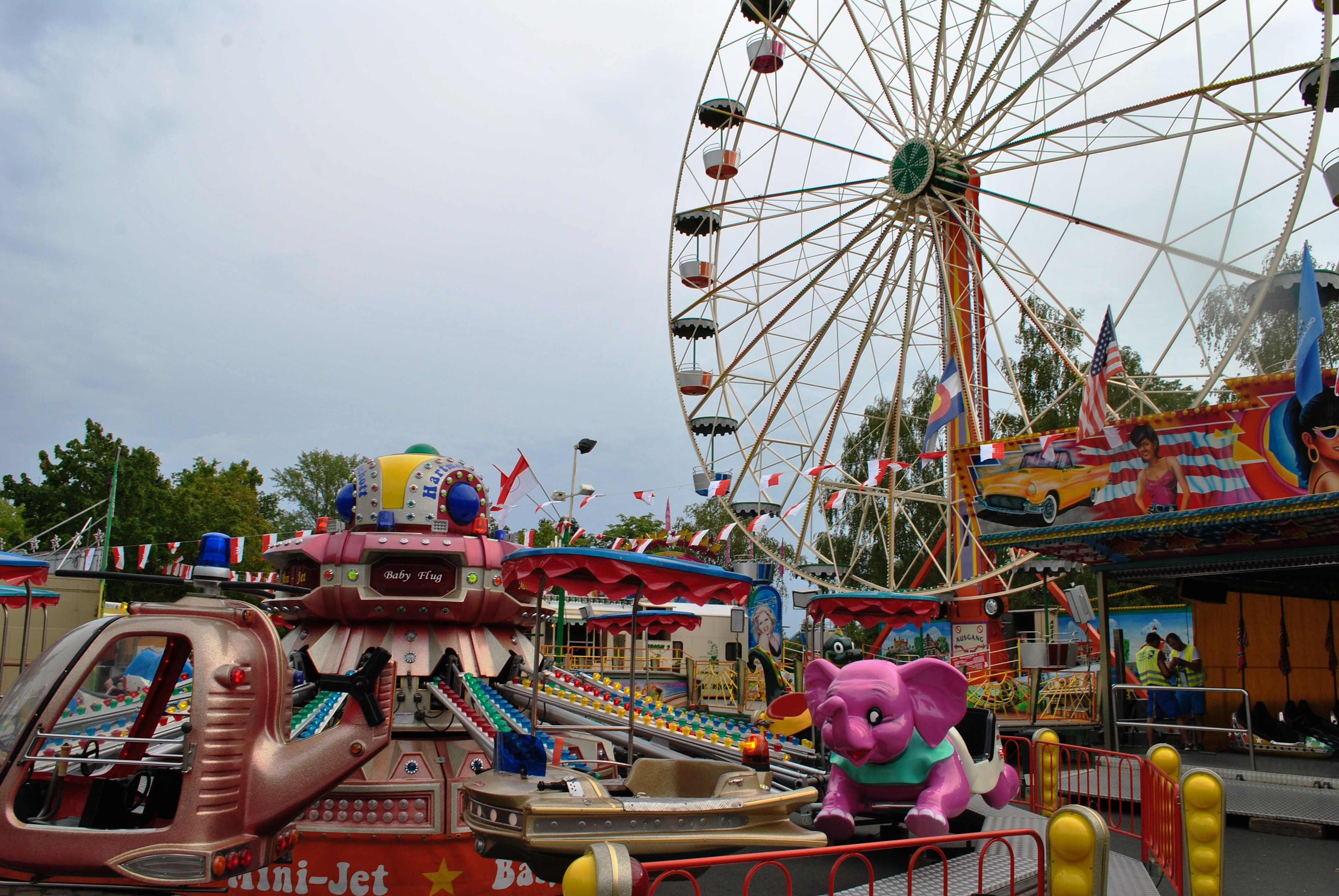
Der Vergnügungspark nahe dem Volkacher Weinfest

Die mit Abstand älteste Veranstaltung, die in der Stadt einmal jährlich stattfindet, ist die Wallfahrt nach Burgwindheim. Zwischen 1611 und 1650 suchte die Pest die Stadt heim und dezimierte die Bevölkerung. Daraufhin schworen die Volkacher ein Pestgelöbnis und wallen seit dem Jahr 1646 einmal jährlich zur Heiligblutkapelle in Burgwindheim. Im 19. Jahrhundert war die Wallfahrt einige Jahre von den Behörden verboten worden; erst dem damaligen Stadtpfarrer Eugen Schön gelang es 1827, das Verbot aufzuheben. → siehe auch: Blutsmarter (Volkach)
Mehrere regelmäßige Veranstaltungen prägen den Jahresverlauf auch in Volkach, heute sind sie überwiegend touristisch geprägt. So wird einmal im Vierteljahr ein großer Flohmarkt im Hindenburgpark abgehalten, bei dem neben professionellen Händlern auch private Verkäufer vertreten sind. Gleichzeitig zieht sich entlang der Hauptstraße der sogenannte Frühlings-, Sommer- und Herbstmarkt, ein verkaufsoffenes Wochenende mit Ständen und kleineren musikalischen Veranstaltungen am Marktplatz.
Den Mittelpunkt des Volkacher Festkalenders bildet das sogenannte Fränkische Weinfest am zweiten Augustwochenende. Mit etwa 60.000 Besuchern während der fünf Veranstaltungstage ist es das größte Weinfest innerhalb des Weinbaugebiets Franken. Es findet seit dem Jahr 1949 im Hindenburgpark, zumeist Weinfestpark genannt, statt. Daneben besteht ein großer Vergnügungspark auf dem Parkplatz des Freibades. Typische Elemente des Weinfests sind der Einzug der Weinhoheiten der Mainschleife und das große Ratsherrenfeuerwerk.
Das Thema Wein prägt den Jahreslauf in der Stadt entscheidend mit. So werden immer wieder Hoffeste einzelner Gaststätten bzw. Winzerbetriebe veranstaltet. Die Stadt Volkach selbst richtet außerdem kleinere Weinmärkte auf dem Marktplatz aus. Größte dieser Feste sind der Volkacher Winterzauber und die Weihnachtsstraße, die einen Weihnachtsmarkt ersetzen. Ein Wikingerspektakel als Mittelaltermarkt findet außerdem seit einiger Zeit regelmäßig im Weinfestpark statt. In der Mainschleifenhalle werden Messen, unter anderem die Spirituosenmesse desta, ausgerichtet.

### Sagen

#### Pestsagen

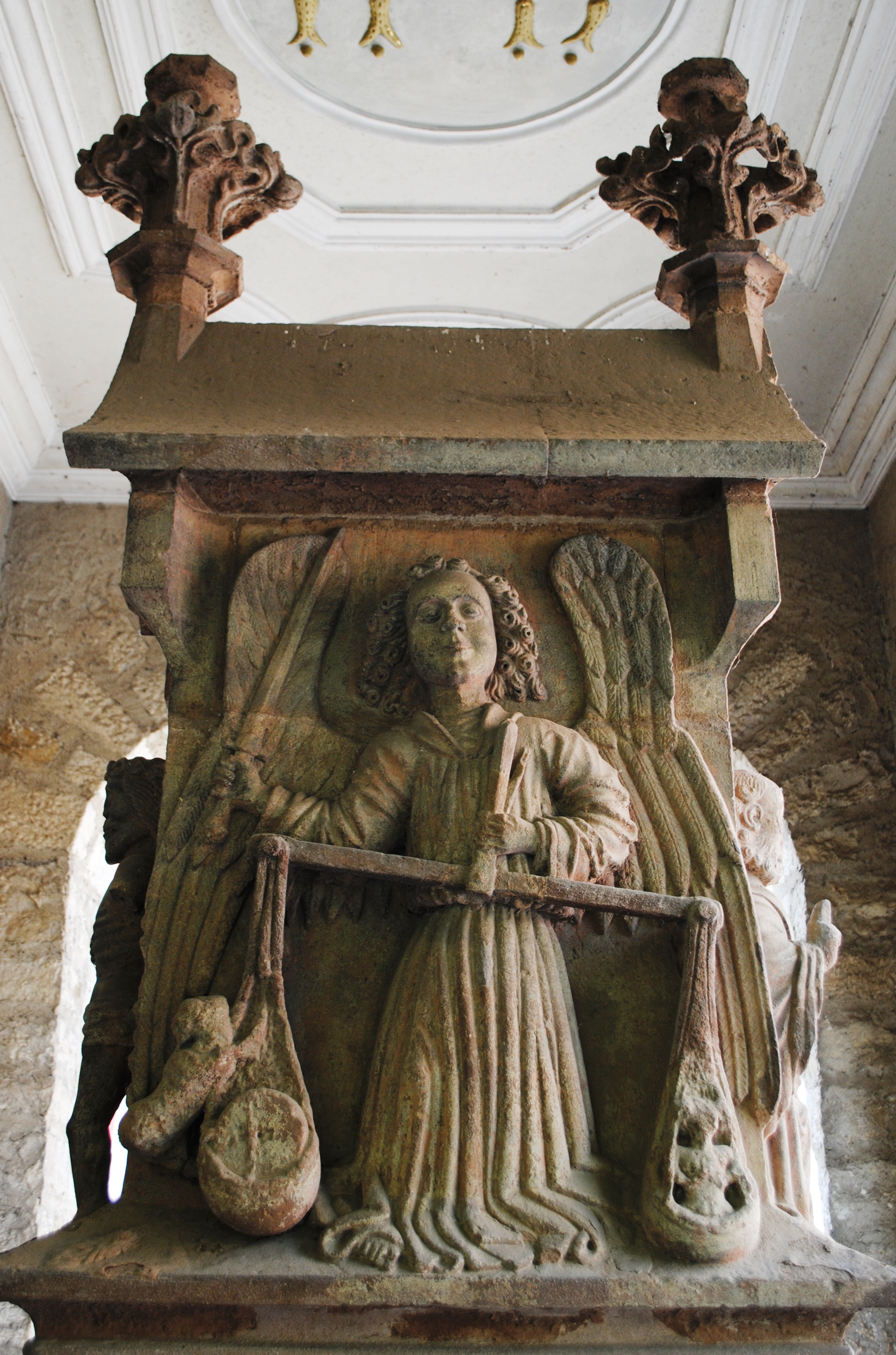
Am Bildstock vor dem Tor soll der Lindwurm gehaust haben

Die Sagen, die in Volkach erzählt werden, gehen alle auf die Stiftung der Wallfahrt nach Burgwindheim zurück, die 1646 zum ersten Mal abgehalten wurde. Das Lindwurm-Motiv ist hierbei ebenfalls auf die Pest zu beziehen, die die Stadt im Dreißigjährigen Krieg heimsuchte.
Die Volkacher Bevölkerung soll in alter Zeit einmal vom wahren Glauben abtrünnig geworden sein. Der Himmel schickte ihnen zur Strafe daraufhin die Pest in die Stadt, die die Bevölkerung dezimierte und großes Leid über Volkach brachte. Die abgefallenen Bürger erkannten daraufhin ihren Fehler und fanden zum Glauben zurück. Die Bürgerschaft begann eine Wallfahrt nach Burgwindheim abzuhalten und den Himmel um Gnade anzuflehen. Alle Volkacher kehrten gesund zurück.
Der Stadtgraben von Volkach, dort wo heute der alte Bildstock mit dem heiligen Georg steht, soll einst von einem Lindwurm bewohnt gewesen sein, der mit seinem giftigen Atem den Bewohnern schadete. Das Wasser wurde abgelassen und der Lindwurm verschwand aus der Stadt. Zum Dank für die Errettung der Stadt veranstaltete man daraufhin alle Jahre am Samstag nach Fronleichnam eine große Wallfahrt nach Burgwindheim. Eine andere Fassung der Sage geht von einem Schuster aus, der einen Speer mit dem giftigen Saft des Bilsenkrauts tränkte und den Drachen im Zweikampf tötete.

#### Der Hoi-Mann
Ähnlich wie in den umliegenden Orten Gaibach, Obervolkach und Rimbach existieren auch in Volkach Sagen über den sogenannten Hoi-Mann. Anders als in Gaibach, wo der Hoi-Mann ein böser Schlossverwalter gewesen sein soll, projizierte man in Volkach die Sage auf den Amtmann der Obrigkeit in der Stadt.
Einmal lebte in Volkach ein sehr strenger Amtmann, der unerbittlich zu den armen Leuten in der Stadt war. Er bedrängte eine verarmte Witwe, die ihre Steuern nicht bezahlen konnte. Die Frau flehte, aber der Amtmann blieb hart. So pfändete er schließlich sogar das Kinderbett, auf dem die kranke Tochter der Schuldnerin lag. Die Frau aber verfluchte den Amtmann. Der wurde schwer krank und verstarb nach einiger Zeit. Er ging aber nun als Geist im Amtsgebäude um. Ein Kapuziner bannte schließlich den Geist in den Haardt-Wald.
Im Haardt-Wald tauchte der Geist des Amtmannes in gewissen Nächten auf und brüllte so laut, dass man ihn bis nach Volkach hörte. Manchmal soll er auch auf einem Schimmel in den Wäldern gesehen worden sein. Andere berichteten von einem kopflosen Reiter, dem Hoi-Mann auf einer schwarzen Kutsche und einem dreibeinigen Hasen. Der Hase tat so, als könne er nicht mehr laufen und lockte so Jäger in den Wald, die sich dann verliefen.
Mehrere Volkacher Männer gingen eines Tages in den Haardt-Wald, weil sie Holz stehlen wollten. Als sie im Wald angekommen waren, zählten sie durch, weil sie vermuteten der Waldwärter hätte sich ihnen angeschlossen. Sie holten das Holz und wollten nach Volkach zurückkehren. Auf dem Weg aber wurde die Last immer schwerer und schwerer. Erst als sie die Blutsmarter am Oberen Tor erreicht hatten, fiel die Last ab. Die Männer hatten neben ihrem Diebesgut auch den Hoi-Mann getragen.

#### Der Bärenhof
In der ehemaligen Eiergasse, der heutigen Spitalstraße, stand der sogenannte Bärenhof. Hier soll ursprünglich ein großer, verwunschener Bär umgegangen sein, weshalb das Gebäude auch seinen Namen erhielt. Ein Volkacher Spenglermeister soll einst den Bärengeist herausgefordert haben und ging des Nachts in das Haus. Nach kurzer Zeit kehrte er voller Furcht zurück. Seine braunen Haare waren weiß geworden. Niemals erzählte er jemanden was er gesehen hatte.
In späterer Zeit verließ der Geist das Gebäude und erschien in der Nachbarschaft vielen Menschen. Nun hatte es eine Frauengestalt angenommen, die das „alte Fräle“ genannt wurde. Ein Priester schaffte es, den Geist aus dem Bärenhof zu erlösen. Er umhüllte sich mit einem weißen Tuch und redete mit dem Geist. Da gab ihm das „Fräle“ die Hand und war sofort erlöst. Auf dem weißen Tuch des Geistlichen waren aber fünf Brandmale zu finden, wo die Hand des Geistes gewesen ist.

#### Das Irrglöcklein
In der Dunkelheit ertönt in Volkach jeden Tag ein helles Glöckchen vom Kirchturm der Pfarrkirche. Es wurde von der Bevölkerung das Irrglöcklein genannt, weil es verirrte Wanderer den rechten Weg weisen konnte. Ein Ritterfräulein aus der ebenso sagenhaften Burg am Halbmeilensee, der Oeleburg, verirrte sich einst. Da hörte sie das Glöckchen aus der Ferne und fand den Weg zurück. Daraufhin soll sie das Abendläuten gestiftet haben. Im Winter wurde um 19 Uhr geläutet, im Sommer um 21 Uhr.

#### Der Kirchberg
Als die Schweden die Stadt Volkach im Dreißigjährigen Krieg besetzt hielten, wollte ein Offizier die Tür der Kirchbergkapelle mit einem Pferd einreiten. Die Hufeisen des Pferdes blieben aber an der Kapellentür hängen und er konnte sie nicht mehr lösen. Die Schweden waren von dieser Machtdemonstration Gottes so beeindruckt, dass sie die Kapelle fortan in Ruhe ließen. Noch heute sind die Hufeisen an der Kapellentür zu finden.
Eine weitere Sage rankt sich um den Kirchberg. Danach wollten wiederum die Schweden die Kapelle auf dem Berg plündern. Die Kapelle aber stand unter dem besonderen Schutz der Mutter Gottes. Als die Schweden den Berg erklimmen wollten, richteten sich die Weinbergspfähle der Umgebung gegen die Angreifer und bildeten einen unüberwindbaren Schutzwall. Zum Andenken an dieses Wunder sollen die Hufeisen an die Tür genagelt worden sein.
Außerdem soll die Stadt Volkach ursprünglich um die Kapelle gelegenen gewesen sein. Die Schweden aber zerstörten im Krieg die Stadt vollständig, sodass nur noch die Kirche stehen blieb. Die Mutter Gottes hatte das Gebäude geschützt, indem es die Kapelle in drei Sterne verwandelte. Als aber die Feinde abgezogen waren, erschien die Kirche wieder unversehrt an der alten Stelle. Die Stadt entstand mainabwärts wieder neu.

## Wirtschaft und Infrastruktur
Mit dem Februar 2018 wurde Volkach im bayerischen Regionalplan von einem Unter- zu einem Mittelzentrum aufgewertet. Neben der Grundversorgung für die Orte der Umgebung, finden sich in der Kernstadt Volkach auch Fachärzte, vielfältige Einkaufsmöglichkeiten, ein Krankenhaus, Notare, Rechtsanwälte, sowie Steuerberater, Schwimmbäder und weiterführende Schulen. Volkach bildet den Mittelpunkt des nördlichen Landkreises Kitzingen.

### Wirtschaft

#### Weinbau

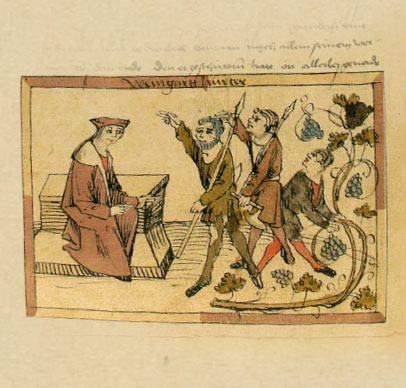
Die Weingarthüter, Volkacher Salbuch folio 418v

Volkach war bereits vor der Gebietsreform eine der größten weinbautreibenden Gemeinden in Franken. Zusammen mit den eingemeindeten Ortsteilen besitzt die Stadt heute die meisten Rebflächen im Weinanbaugebiet mit über 620 Hektar. Bereits in der Ersterwähnungsurkunde des Jahres 906 sind „vinetis campis“, also Weinberge genannt. Wahrscheinlich hatten bereits die Franken die Weinrebe aus Frankreich an die Mainschleife gebracht.
In den folgenden Jahrhunderten entwickelte sich Franken zu einem der größten zusammenhängenden Weinbaugebiete des Heiligen Römischen Reiches, auch weil die Klöster und geistlichen Grundherrschaften, um Volkach die Klöster Ebrach und Münsterschwarzach, sowie das Hochstift Würzburg, den Anbau förderten. Volkach stieg wohl auch wegen seines Weinbaus zur Stadt auf, außerdem benötigten die ebenfalls weinbautreibenden Orte der Umgebung einen zentralen Absatzmarkt. Am Volkacher Markt wurden auch die sogenannten Weingülten, Steuern, gesammelt.
Die städtische Organisation war ebenso vom Weinbau geprägt. So ernannte man Weingarthüter, die dem Bürgermeister einen Eid schwören mussten und für die Bewachung der Weinberge abgestellt wurden. Daneben beschäftigte die Stadt Zehntknechte, Weinschreier und Schröter. Die Etablierung des Volkacher Eichmaßes war wichtig, um mit immer den gleichen Weinmengen rechnen zu können. Die Bemühungen um gute Weinqualität trugen Früchte, in Mittelalter und Früher Neuzeit handelte man Volkacher Wein auch in Nürnberg und Leipzig.

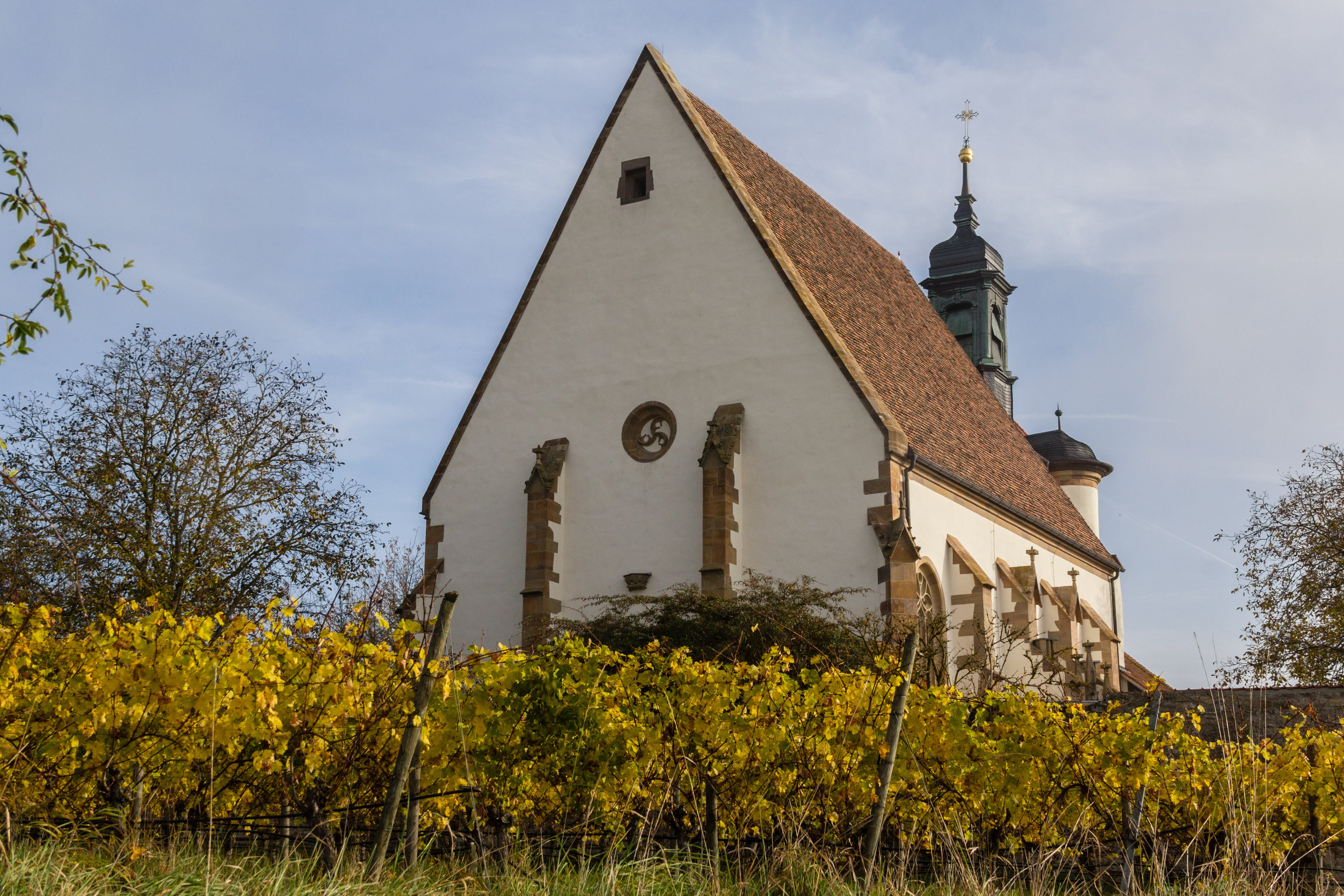
Die Weinlage Ratsherr um die Kirche Maria im Weingarten

Der Zusammenbruch des Weinmarktes zu Beginn des 19. Jahrhunderts hatte mehrere Gründe. Durch die Säkularisation wurden die Klöster und insbesondere das Hochstift Würzburg aufgelöst und die Geistlichkeit als Förderer und Abnehmer der Weine fiel weg. Zugleich trat das Bier durch die Anbindung an Bayern seinen Siegeszug an und die fränkischen Winzer mussten sich gleichzeitig mit der Konkurrenz von französischen Weinen befassen, weil 1803 die Importverbote aufgehoben wurden.
In der zweiten Hälfte des 19. Jahrhunderts vernichtete die Reblaus dann weite Teile der verbliebenen Weinflächen. In Volkach war man nach anfänglicher Verzweiflung inzwischen auf den Obstbau umgestiegen. Gleichzeitig förderte man den Tourismus an die Mainschleife. Erst nach dem Zweiten Weltkrieg konnte der Wein um Volkach wieder Fuß fassen. Neben verbesserten Düngemethoden, organisierten sich die Winzer ab 1954 in der Winzergenossenschaft „Mainschleife“. Durch die Flurbereinigung traten viele Winzer der Genossenschaft bei.
Nach dem Anschluss an die Gebietswinzergenossenschaft Repperndorf begann der Weinbau seine alte Stellung an der Mainschleife zurückzuerobern. Aus den Nebenerwerbs- wurden vielfach wieder Haupterwerbswinzer. Heute hat Volkach wieder eine ähnliche Stellung im Weinbau wie im 18. Jahrhundert. Die Hauptstraße wird von den vielen Vinotheken und Weingütern geprägt. Der Volkacher Wein wird seit dem Jahr 1971 unter dem Lagenamen „Ratsherr“ vermarktet.
In Volkach entstand im 21. Jahrhundert die Dependance eines Kellereiartikelherstellers. Mehrere Volkacher Winzer sind ausgezeichnet, allerdings ist die Auszeichnungsdichte wesentlich niedriger als im benachbarten Escherndorf. Das Weingut Zur Schwane aus dem gleichnamigen Gasthof in der Altstadt wurde ebenso vom Verband Deutscher Prädikatsweingüter (VDP) ausgezeichnet, wie das Weingut Graf von Schönborn auf der Hallburg. Das Weingut Max Müller I wurde 2021 Mitglied des VDP.
| Weinlage           | Größe 1830 | Größe 1887 | Größe 1940 | Größe 1976 | Himmelsrichtung  | Hangneigung | Hauptrebsorten                         | Großlage            |
| ------------------ | ---------- | ---------- | ---------- | ---------- | ---------------- | ----------- | -------------------------------------- | ------------------- |
| Volkacher Ratsherr | 233 ha     | 150 ha     | 43 ha      | 120 ha     | Süden, Südwesten | 10–50 %     | Müller-Thurgau, Silvaner, Kerner u. a. | Volkacher Kirchberg |

#### Tourismus
Heute bildet der Kulturtourismus einen der wirtschaftlichen Grundpfeiler der Gemeinden an der Mainschleife. Hierzu trägt die Kulturlandschaft mit den Weinbergen und dem Main ebenso bei, wie die historische Volkacher Altstadt. Historisch begann die Erschließung der Mainschleife als Fremdenverkehrsziel bereits im 19. Jahrhundert. Damals besuchte die bayerische Kronprinzessin Therese das sogenannte Schwefelbad Wipfeld und die Vogelsburg mit ihrer Aussicht über die Mainschleife.
| Franz Klühspies   | 1893–1899 |
| N. Berninger      | 1899–1909 |
| Josef Wächter     | 1909–1935 |
| N. Kleinlein      | 1935–1950 |
| Hermann Buschmann | 1950–1976 |
| Rolf Landauer     | 1976–1979 |
| Waldemar Sperling | 1979–2005 |
| Marco Maiberger   | seit 2005 |

Seit den 1820er Jahren forcierte die Regierung des Untermainkreises die Errichtung sogenannter Verschönerungskommissionen, die vor allem die Hauptstraßen durch Alleebäume aufwerten sollten. In Volkach wurde die Kommission am 12. Oktober 1826 gegründet. Die Kommission trieb auch die Pflanzung von Obstbäumen voran, weil mehr und mehr Weinbergsflächen verödeten. Einen echten Verschönerungsverein erhielt die Stadt jedoch erst am 18. Januar 1893, die Gründungsversammlung fand im Gasthof Zum Löwen statt. Heute übernimmt der Verein unter dem Namen Marketingverein Tourismus und Gewerbe Volkacher Mainschleife die gesamte Organisation des Fremdenverkehrs in der Stadt.
Der Verein kümmerte sich neben den obligatorischen Obstbaumpflanzungen, die bald die sogenannten „Blütenzüge“ zur Obstblüte aus Würzburg an die Mainschleife trieben, auch um die Umwandlung der sogenannten Gänsewiese zum heutigen Weinfestplatz im Hindenburgpark, das Aufstellen von Parkbänken und Blumenschmuck an den Häusern. Die Tätigkeit des Vereins zeitigte Erfolge und die Stadt bemühte sich bald um die Erteilung von Konzessionen für den Ausschank von Wein und Kaffee.
Während in Volkach selbst noch der Ausflugstourismus aus Würzburg und Nürnberg überwog, zog die Hallburg seit den 1920er Jahren bereits Kulturtouristen an. Im Jahr 1927 besuchten über 5.000 Menschen die Kammermusikkonzerte auf der Burg, die von Professor Willy Lamping gefördert worden waren. 1935 wurde in Volkach erstmals ein Winzerfest abgehalten, während der nationalsozialistischen Diktatur trieben auch Sonnwendfeiern die Menschen an die Mainschleife.
Nach dem Zweiten Weltkrieg bildete das 1949 erstmals ausgerichtete Fränkische Weinfest einen neuen Anfang für den Tourismus an der Mainschleife. 1958 erhielt die Stadt ein Heimatmuseum im Schelfenhaus. Mit der Einrichtung der sogenannten Bocksbeutelseminare im Jahr 1971 zog man nun echte Kulturtouristen nach Volkach. 1972 war die Stadt als erste Gemeinde Frankens auf der Internationalen Tourismusbörse in West-Berlin vertreten. Am 27. Januar 1976 wurde Volkach vom Freistaat Bayern zum staatlich anerkannten Erholungsort ernannt.
Mit den Eingemeindungen der Ortsteile stieg die Stadt selbst zum Mittelpunkt der (nicht offiziellen) Tourismusregion Mainschleife auf. In Volkach finden heute ganzjährig Veranstaltungen für Touristen statt, die zumeist einen Bezug zum Wein haben. Die Stadt besitzt eine Tourist-Information im historischen Rathaus. Sie wird durch die Dachorganisation „Die gastlichen Fünf“ vermarktet, unter der sich die Städte Dettelbach, Gerolzhofen, Iphofen, Kitzingen und Volkach zusammengeschlossen haben. Sie sind Teil der Tourismusregion Fränkisches Weinland.

#### Obstbau
Heute wird Volkach nicht mehr sehr stark vom Obstbau geprägt. Stattdessen haben der Weinbau und insbesondere der Tourismus den Anbau von Obst abgelöst. Allerdings bestand bis zum Ende des 20. Jahrhunderts Bayerns größter Wirtschaftsraum für Obst- und Gartenbauerzeugnisse an der Mainschleife. Die kurze Blüte des Obstbaus begann erst im 19. Jahrhundert, zuvor hatten keine planmäßig angebauten Obstbestände um die Stadt Bestand.
| Jahr | Bestand      |
| 1878 | 10.383 Bäume |
| 1913 | 27.331 Bäume |

Der Niedergang des Weinbaus in der ersten Hälfte des 19. Jahrhunderts war begleitet von Maßnahmen der bayerischen Regierung, die Gemeinden an der Mainschleife auf neue, wirtschaftliche Füße zu stellen. Obstbaumpflanzungen wurden ebenso verordnet, wie die Anlage von Industrie- oder Baumschulen. Begleitet wurden die Bemühungen von den Gründungen sogenannter Verschönerungskommissionen. Die erste Sitzung eines solchen Vereins in Volkach erfolgte am 12. Oktober 1826. Die Stadt beschäftigte ab 1827 sogar einen städtischen Obstbaumpfleger.
Im Jahr 1861 legte die Stadt eine Baumschule an und förderte damit die Professionalisierung der Obstbaumzucht. Bis zum Ende des Jahrhunderts etablierten sich die Obstexporte neben dem Wein als wirklicher Wirtschaftsfaktor um Volkach. Insbesondere Zwetschgen, Äpfel und Birnen wurden angebaut. Der Bau der Mainschleifenbahn wurde auch vorangetrieben, um die Ausfuhren weiter zu erhöhen. Umgekehrt zog die Bahn mit den sogenannten „Blütenzügen“ während der Baumblüte Ausflugsgäste an.
Mit der Gründung des Großmarktes Volkach an Ostern 1929 zementierte man die Stellung Volkachs als Obstbaugemeinde. Der Großmarkt expandierte schnell, sodass 1935 eine Außenstelle in Haßfurt errichtet werden konnte. Nach dem Zweiten Weltkrieg brach ein Teil der Ausfuhrmärkte durch die deutsche Teilung weg, sie konnten allerdings schnell ersetzt werden. 1956 wurde der Volkacher Großmarkt von 69 Sammelstellen beliefert, die Genossenschaft hatte über 700 Mitglieder. In den 1980er Jahren war die Gegend um Volkach zur zweitgrößten Anbaufläche von Zwetschgen innerhalb der Bundesrepublik aufgestiegen. Das Wiedererstarken des Weinbaus beendete die Blüte des Obstbaus bis zum Ende des 20. Jahrhunderts dann abrupt. Der Großmarkt wurde aufgegeben.

#### Einzelhandel und Dienstleistungen

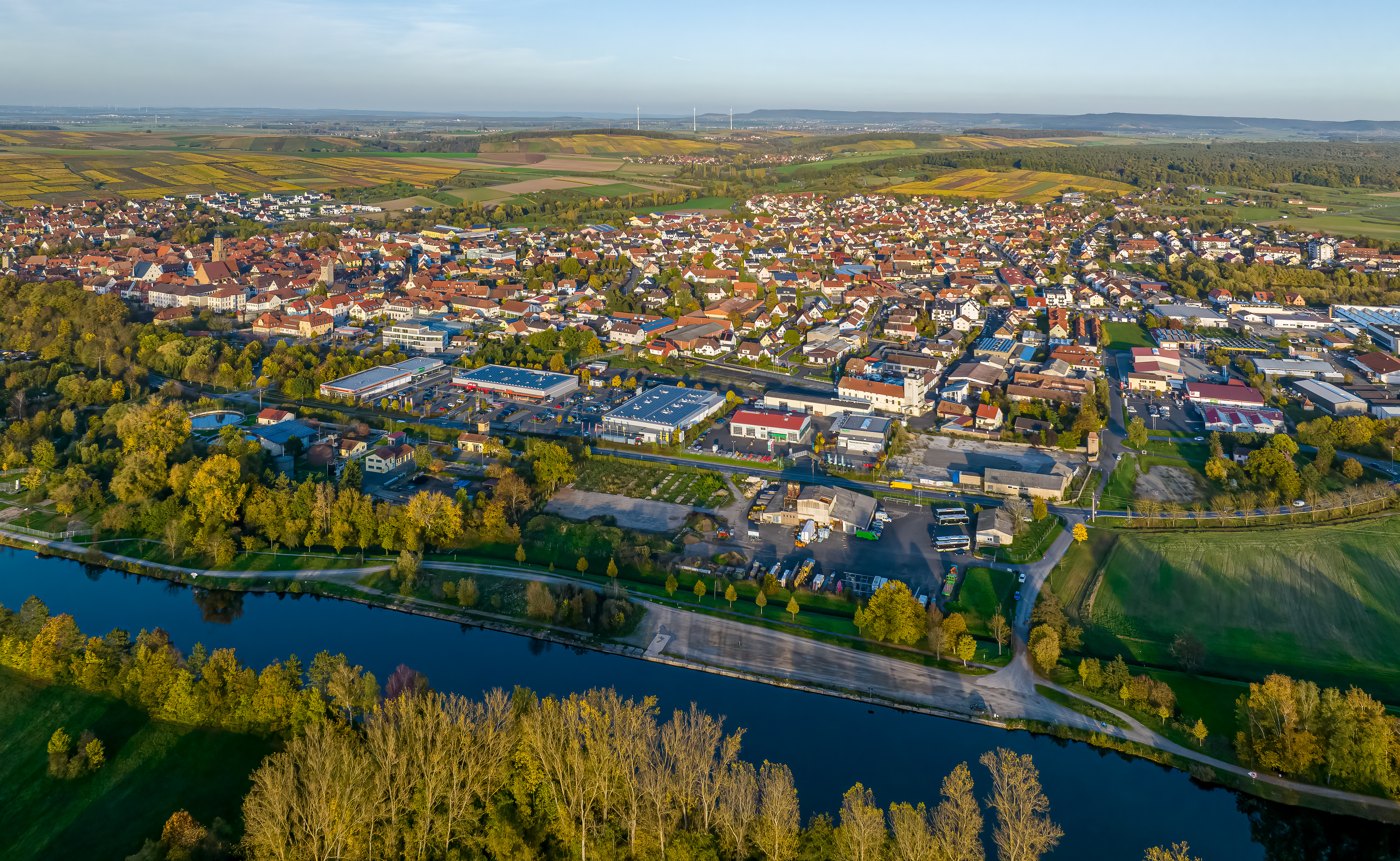
Luftbild von Volkach mit dem Einkaufspark im Vordergrund

Volkach ist das Dienstleistungs- und Einzelhandelszentrum des nördlichen Landkreises Kitzingen, was durch die Aufwertung zum Mittelzentrum im Jahr 2018 neuerlich bestätigt wurde. In beiden Sektoren existieren in der Stadt etwa 75 Betriebe (2012/2013), wovon ca. 80 % dem Einzelhandel und nur ungefähr 9 % dem Dienstleistungssektor zuzurechnen sind. Die Geschäftsleute sind im Gewerbeverband Volkacher Mainschleife organisiert.
Die kleinteilige Struktur wird deutlich, weil die meisten Betriebe lediglich eine Ladenfläche bis 100 m² aufweisen und nur bis zu fünf Beschäftigte einstellen. Lediglich die großen Einzelhändler, wie Supermarktketten und Discounter, haben mehr Angestellte. Die Märkte verteilen sich dezentral über die Stadt, wobei mit der Altstadt, der Oberen Vorstadt und dem sogenannten Einkaufspark drei Zentren existieren. Die Einheimischen kaufen allerdings überwiegend in den Supermärkten und dem Einkaufspark ein.
Volkach weist aber im Gegensatz zu den benachbarten Mittelzentren Gerolzhofen und Kitzingen einen geringeren Einzelhandelsumsatz und eine niedrigere Zentralitätskennziffer auf. Hier soll insbesondere ein verstärktes Stadtmarketing, das vermehrt Kunden in die Stadt lockt, Abhilfe schaffen. Außerdem wird über eine stärkere Vereinheitlichung der Ladenöffnungszeiten und eine Verbesserung der Barrierefreiheit bei einzelnen Geschäften nachgedacht.
Eine Besonderheit der Volkacher Innenstadt stellen die vielen Winzer und Vinotheken dar sowie die Andenkenläden mit Tourismusprodukten von der Mainschleife. Sie sind dem Umstand geschuldet, dass die Stadt vor allem für den Weinbau bekannt ist. Viele Weinbaubetriebe, die ihren Sitz nicht in der Innenstadt haben, sind heute mit einer Vinothek oder Heckenwirtschaft vertreten. Daneben existieren mehrere alteingesessene Gastronomiebetriebe mit teilweise langer Tradition.
Die Volkacher Kernstadt besitzt außerdem Filialen mehrerer Bankhäuser. Zwar wurde die Dependance der Castell-Bank im Jahr 2019 geschlossen, dennoch bestehen in der Stadt Niederlassungen der Sparkasse Mainfranken Würzburg und der Hypovereinsbank. Die Raiffeisenbank Volkacher Mainschleife – Wiesentheid hat sogar ihren Sitz in Volkach. Die Bank hat ein großes Einzugsgebiet, das Orte in den Landkreisen Kitzingen, Schweinfurt und Würzburg umfasst. 2017 wies sie eine Bilanzsumme von 382 Millionen Euro aus.

#### Weitere Wirtschaftszweige
Die Industrialisierung begann in Volkach erst in den 1930er Jahren und blieb auf einige wenige Firmen beschränkt. Im Jahr 1937 meldete August Messler Patent auf die sogenannte Basaltsteinwolle zur Isolierung an, kurze Zeit später gründete er in Volkach die „Erste Deutsche Basaltwolle KG“. Messler eröffnete Lizenzwerke in Wilhelmshaven, Italien, Spanien, Schweden und Südamerika und beschäftigte bald über 100 Mitarbeiter in Volkach. Das Unternehmen, von Augusts Witwe Agnes Messler in MEVO (Messler Volkach) umbenannt, verlegte 1986 seinen Sitz nach Bergrheinfeld und wurde um das Jahr 2000 aufgelöst.
In der Nachkriegszeit entstand in der Volkacher Industriestraße die „OSON Glaswarenfabrik und Export - Oskar Sontag KG“ als Ausgründung der JSO (Ida Sontag, Frankfurt am Main). Zunächst stellte die Firma alle möglichen Spezialprodukte aus Glas her, ab 1950 spezialisierte man sich auf Fieberthermometer und pharmazeutische Verpackungsgläser. Zu Spitzenzeiten waren über 300 Mitarbeiter beschäftigt. Man exportierte insbesondere nach Asien, weshalb der Werbespruch „OSON Produkte tragen den Namen Volkach in alle Welt“ kreiert wurde. Nach dem Ende des Kalten Krieges verlagerte man die Produktion vermehrt nach Osteuropa, sodass die OSON im Jahr 2000 schließen musste.
In den 1960er Jahren errichtete die „Deutsche Star Kugelfischer GmbH“ einen Zulieferbetrieb für die Automobilindustrie an der Dimbacher Straße. Später wurde das Werk vom Schweinfurter Unternehmen FAG Kugelfischer übernommen. Heute produziert Bosch Rexroth hier Kugelgewindetriebe, Präzisionsstahlwellen, Planetengewindetriebe, Wellen und Toleranzringe. Alle drei Unternehmen prägten die Volkacher Nachkriegszeit und verringerten in diesen Jahren die Arbeitslosigkeit an der Mainschleife.

### Verkehr
Nach der Einstellung des regulären Personenverkehrs der Mainschleifenbahn, ist Volkach heute, mit Ausnahme der sogenannten Mainschleifen-Route auf dem Main, lediglich über die Straße erreichbar. Die Volkacher Altstadt wird von Stichstraßen erschlossen, die zumeist nach Ortsteilen benannt wurden und bis ins Umland weitergeführt werden. Daneben wird der größte Teil der Kernstadt von einem Ring von Staatsstraßen umgeben. Volkach ist Zentrum des Linienbusverkehrs im nördlichen Landkreis Kitzingen. Außerdem wird die Stadt von mehreren überregionalen Fahrradwegen, Ferienstraßen und Wallfahrtswegen durchzogen.

#### Straßenverkehr

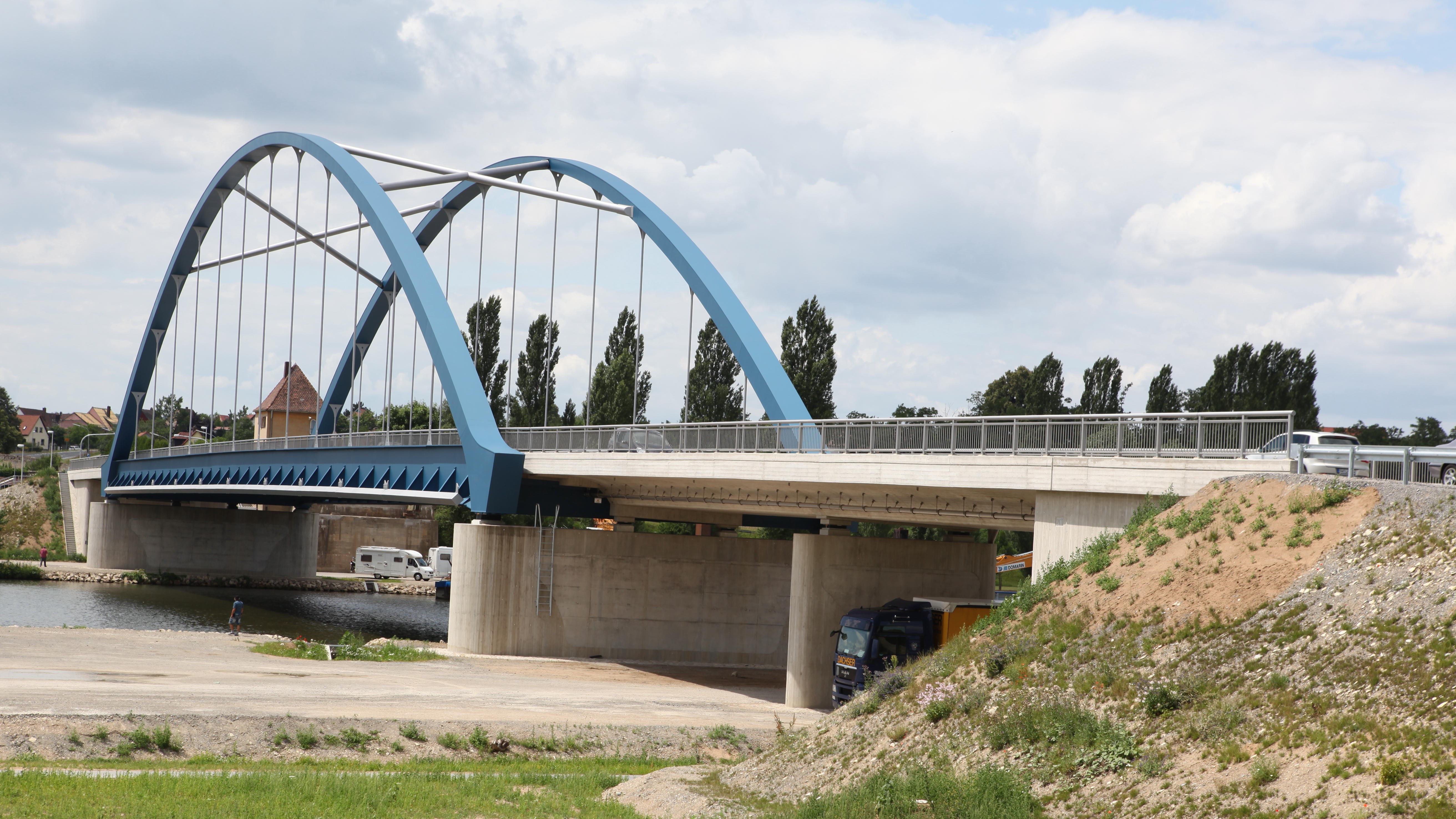
Die Mainbrücke von 2011/2012

Von Gaibach kommend führt die Staatsstraße 2271 von Norden her über die nördlichen Siedlungsbereiche im Westen an der Volkacher Altstadt entlang. Sie endet am Rande der Altstadt in einem großen Kreisverkehr und wird auf dem Stadtgebiet Gaibacher Straße genannt. In der Oberen Vorstadt endet die von Osten geführte Obervolkacher Straße, die an der Mainschleifenhalle vorbeiläuft. Sie geht am östlichen Rand der Bebauung in die Staatsstraße 2274 in Richtung Obervolkach über. Eine geplante Umgehungsstraße, die hier ihren Ausgang nehmen und über Gaibach bis Kolitzheim geführt werden soll, war geplant, wurde aber von einer Bürgerinitiative schließlich verhindert.
Die Staatsstraße 2274 bildet auch den nördlichen Teil des Umgehungsringes und endet an der Kreuzung in Richtung Eichfeld. Hier wendet sich die Staatsstraße 2260 von Eichfeld kommend nach links und bildet den zweiten Teil des Umgehungsringes. Weitergeführt wird sie durch die Volkacher Siedlungsgebiete im Südosten als Eichfelder Straße. Die Staatsstraße 2260 umklammert, als Dieselstraße, das Industriegebiet Im Seelein und bildet den südlichen Abschluss des Kreisverkehrs im Westen der Altstadt.
Der Kreisverkehr vermittelt nicht nur zwischen den Staatsstraßen 2271 und 2260, sondern führt im Westen mit der Mainbrücke auch über den Fluss in Richtung Astheim. Die Mainbrücke wurde bereits im Jahr 1892 eingeweiht, zuvor waren Volkach und Astheim durch einen Fährbetrieb verbunden, der in Händen der Gemeinde Astheim lag. Nach der Sprengung der Brücke durch die Wehrmacht 1945 begann man schnell mit dem Wiederaufbau, wobei die Übergangslösung, eine Behelfsbrücke, bis 2011 Bestand hatte.
Eine weitere wichtige Straße in der Volkacher Gemarkung ist die Staatsstraße 2271, die südlich der bebauten Fläche in Richtung Schwarzach am Main verläuft. Sie erschließt die Stadt für den Fernverkehr. Hier zweigt auch die Kreisstraße KT 29 in Richtung Hallburg und der sogenannten Weininsel ab, sie verläuft über eine Brücke über den Mainkanal. Daneben verbindet die Kreisstraße KT 10, südlich der bebauten Fläche, Volkach mit Dimbach. In nordwestliche Richtung verläuft dagegen die Kreisstraße KT 34 in Richtung Fahr.
Volkach liegt im Einzugsbereich des Omnibusverkehrs Franken. Insgesamt sind auf dem Stadtgebiet mit der Eichfelder Straße, Gaibacher Straße, Obervolkacher Straße, Grundschule, Mainfrankenkaserne und Volkach-Bahnhof sechs Bushaltestellen zu finden. Sie werden von insgesamt vier Buslinien angefahren, die die Stadt mit allen größeren Orten der Umgebung verbinden. Es sind dies die Buslinien 8105 (Würzburg Hbf-Kürnach-Volkach), 8110 (Kitzingen-Dettelbach/Schwarzach-Volkach), 8287 (Volkach-Wiesentheid) und 8290 (Krautheim-Volkach-Münsterschwarzach).
Die Stadt ist außerdem Ausgangspunkt des touristischen Mainschleifenshuttles, das zwischen Mai und Oktober die Orte an der Mainschleife miteinander verbindet und insbesondere von Weinfestbesuchern genutzt wird. Seit dem Jahr 2018 wurde das Angebot auch auf einige Gemeinden im Steigerwald ausgeweitet. Beide Linien verkehren ab Volkach-Bahnhof. Die Ortsteile und die Orte der Verwaltungsgemeinschaft sind mit Volkach durch einen Bürgerbus verbunden.

#### Schiffsverkehr

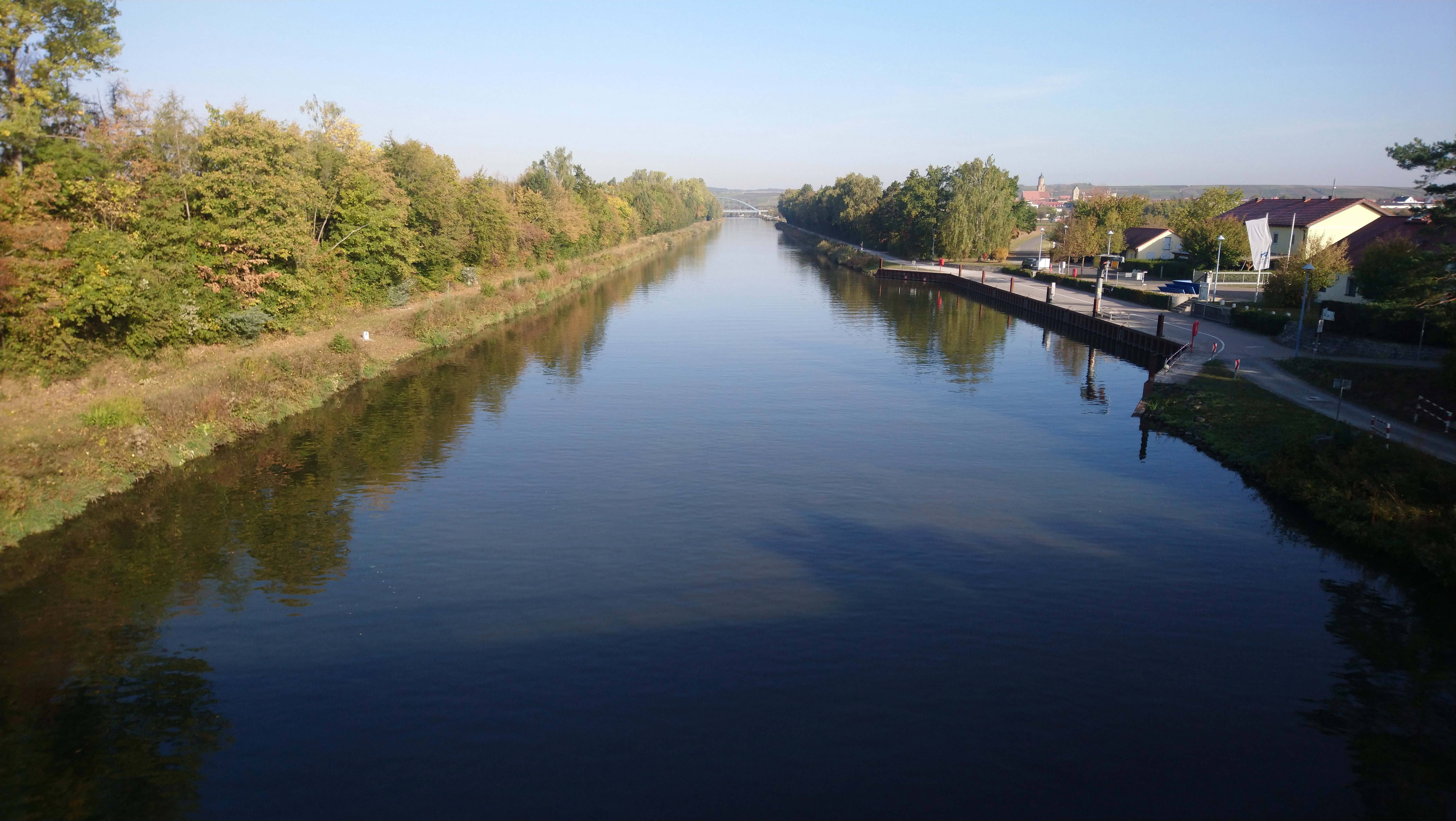
Der Mainkanal bei Volkach

Mit der Lage am Main war Volkach lange Zeit in Richtung des Flusses ausgerichtet. Die Stadtwerdung im 13. Jahrhundert zementierte aber die Ausrichtung nach Süden (Kitzingen) bzw. Norden (Schweinfurt), sodass die Altstadt heute mainparallel auf einer hochwasserfreien Terrasse liegt. Während des Mittelalters und der Frühen Neuzeit hatten die Astheimer auf der gegenüberliegenden Mainseite das Recht, den Fluss zu nutzen. Erst mit dem Bau der Mainbrücke 1892 und später der Mainschleifenbahn 1909 rückte der Main wieder zum Wirtschaftsfaktor auf.
Die Volkacher Mainschleife mit ihren engen Flusswindungen stellte allerdings im 20. Jahrhundert ein Problem für den Ausbau des Maines zur Großschifffahrtsstraße dar. Deshalb plante man zunächst einen Schifffahrtstunnel durch den Vogelsberg bzw. Escherndorfer Berg zu graben. In der Nachkriegszeit wurden die Planungen verändert. Zwischen 1950 und 1957 errichtete man einen Mainkanal zwischen der Stadt Volkach und Gerlachshausen. Fortan lag Volkach an der Großschifffahrtsstraße Main.
Volkach besitzt einen Hafen bei Flusskilometer 305,5 L, der allerdings seit Beginn des 21. Jahrhunderts außer Betrieb ist. Die Stadt ist Heimathafen mehrerer Schiffe, unter anderem der „Morgenstern“ aus dem Jahr 1979. Die touristische Erschließung des Maines erfolgte in den 1990er Jahren. Seit 1993 verkehrt das Ausflugsschiff „MS Undine“ auf der sogenannten Main-Route zwischen Volkach und Wipfeld, fährt die Sehenswürdigkeiten entlang des Flusses an. Später entstand ein Campingplatz und ein Kanuverleih am Fluss.
Für das Jahr 2019 ist die Inbetriebnahme eines Kreuzfahrtschiff-Anlegers geplant. Das Projekt soll den Tourismus in der Stadt weiter fördern. Die Anlegestelle soll außerdem der Ausgangspunkt für die weitere Erschließung des Mainufers sein. Ein großer Hotelbau am Flussufer wurde durch einen Bürgerentscheid im Jahr 2018 verhindert. Weitere Pläne sehen die Errichtung einer Uferpromenade und den Erhalt einer Grünzone zwischen Fluss und Stadt vor.

#### Ferienstraßen, Radwege etc.

Logo Main-Radweg

Mehrere sogenannte Ferien- bzw. Touristikstraßen und Radwege verlaufen durch Volkach. Sie dienten ursprünglich der fremdenverkehrstechnischen Erschließung von Gebieten und stehen zumeist unter einem Motto.
- Bocksbeutelstraße – Die Bocksbeutelstraße entstand nach dem Zweiten Weltkrieg und läuft heute die wichtigsten Orte des Weinanbaugebietes Franken an. Volkach liegt im östlichen Teil der Straße und ist über Dettelbach-Wiesentheid-Gerolzhofen (St 2274) von Osten und Schweinfurt-Vogelsburg (St 2260) von Westen zu erreichen. Die Stadt wurde insbesondere wegen der geschlossenen Altstadt aufgenommen.
- Fränkischer Marienweg – Der Fränkische Marienweg wurde vom Würzburger Pfarrer Josef Treutlein als Fernwanderweg zu besonderen Orten der Marienverehrung in Unterfranken seit 2002 etabliert. Volkach liegt an der Route 3 in Richtung Steigerwald, angelaufen wird die Wallfahrtskirche Maria im Weingarten oberhalb der Stadt.[100]
- Main-Radweg – Der Main-Radweg durchquert als Radfernweg die Stadt. Von ihm zweigen in und um Volkach mehrere regionale Radwege ab. Die Strecke zieht sich von Süden (entlang des Altmains von Nordheim) bzw. Norden (in Richtung Fahr) kommend den Main entlang. Für durchreisende Radfahrer steht in der Stadt eine Fahrradwerkstatt und eine Fahrradvermietung für herkömmliche Räder und E-Bikes zur Verfügung.[101]

### Bildung
Die Gemeinde Volkach kann als Bildungszentrum gelten. Hier sind die meisten weiterführenden Schultypen zu finden. In der Stadt selbst sind, neben einem städtischen Kindergarten, dagegen nur eine Grundschule, eine Mittelschule (zusammen in den Räumlichkeiten einer Verbandschule untergebracht) und eine Mädchenrealschule angesiedelt. Daneben bestehen mit der Musikschule und einer Volkshochschule Bildungseinrichtungen für das außerschulische, lebenslange Lernen.

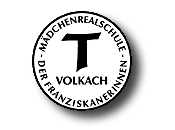
Das Logo der Mädchenrealschule Volkach

Historisch konnte in Volkach seit dem 15. Jahrhundert akademischer Nachwuchs in der sogenannten Lateinschule ausgebildet werden. Die auch räumlich eng an die Pfarrkirche St. Bartholomäus angelehnte Einrichtung wurde erstmals 1447 erwähnt und ermöglichte ihren Absolventen entweder einen Beruf in der Verwaltung zu ergreifen oder ein Studium zu beginnen. Die ehemalige Lateinschule bestand bis 1847. Zusätzlich unterhielt die Stadt während des Mittelalters und der Frühen Neuzeit eine deutsche Schule im Rathaus, die grundlegendere Bildung vermittelte.
Für die Unterrichtung der weiblichen Bevölkerung holte man im Jahr 1856 Dillinger Franziskanerinnen an die Mainschleife. Diese Klosterschule wurde 1897 ministeriell genehmigt und besteht bis heute als Mädchenrealschule im Westen der Volkacher Altstadt. Die deutsche Schule im Rathaus entwickelte sich in der Folgezeit zu einer Grundschule. Nach dem Zweiten Weltkrieg geriet diese Schulform allerdings an ihre Grenzen, weil im Rathaus großer Platzmangel bestand.
So begann man mit einem Neubau, der 1951 östlich der Altstadt in der Verlängerung der Spitalstraße fertiggestellt wurde. Seit den 1960er Jahren forcierte der bayerische Staat die Errichtung sogenannter Verbandschulen. Volkach wurde Sitz einer solchen Schule, neben der auch eine Hauptschule angesiedelt wurde. Sie besteht bis heute. Für die gymnasiale Schulbildung besteht seit 1949 das Franken-Landschulheim im heutigen Volkacher Ortsteil Gaibach. Vielbesucht ist auch das Steigerwald-Landschulheim in Wiesentheid und die Münsterschwarzacher Klosterschule.

### Vereine und Verbände

#### Nothilfeorganisationen

Logo des BRK

Die mit Abstand älteste Nothilfeorganisation in Volkach ist die Freiwillige Feuerwehr der Stadt. Sie besteht seit der Mitte des 19. Jahrhunderts und wird heute auch von einem Feuerwehrverein getragen. Die Feuerwehr hatte seit ihrer Gründung verschiedene Standorte im Stadtgebiet, zunächst innerhalb der Stadtmauer, später am Volkachbach in der Nähe des Zeilitzheimer Tores. Am Ende des 20. Jahrhunderts wurde die ehemalige Großmarkthalle südlich der Altstadt zum Feuerwehrhaus umgebaut.
Die Volkacher Feuerwehr ist eine sogenannte Stützpunktwehr und als solche auch für Einsätze auf der Bundesautobahn 3 zuständig. Außerdem erhalten Stützpunktwehren zusätzliche Ausrüstung für besondere Einsätze. Aktuell unterhält die Feuerwehr Volkach folgende Fahrzeuge: Einen Ford Transit als Mehrzweckfahrzeug, ein Tanklöschfahrzeug 3000 (2013), ein Löschgruppenfahrzeug 16/12 (1995), ein Tragkraftspritzenfahrzeug (1987), eine Teleskoprettungsbühne (2007), sowie zwei Gerätewägen. Amtierender Kommandant ist Fred Mahler.
Neben der Feuerwehr besteht in Volkach eine Bereitschaft des Bayerischen Roten Kreuzes (BRK). Bereits 1870 gründete sich eine Frauenbereitschaft in der Stadt, sie wurde im Jahr 1926 durch die Sanitätskolonne Volkach verstärkt. Seit 1975 besteht eine hauptamtliche Bereitschaft in der Stadt. Im Jahr 1998 wurde das Rotkreuzhaus in der Gaibacher Straße bezogen. Außerdem existiert in Volkach wegen der Nähe zum Main eine Wasserwacht, die ebenfalls Teil des BRK ist.

#### Sportvereine
Größter Sportverein in Volkach ist der Verein für Leibesübungen (VfL) mit seiner großen Fußballabteilung. Er wurde am 31. Juli 1927 als 1. FC Volkach gegründet. 1938 wurde der Verein aufgelöst und gründete sich als VfL im Jahr 1948 erneut. Nun wurde die Fußballabteilung um eine Handballsektion und eine Boxstaffel verstärkt. Noch 1948 erweiterte man den VfL um eine Tischtennisabteilung. Im Jahr 1962 konnte das Vereinsheim an der Fahrer Straße eingeweiht werden, hier hatte bereits seit dem Bestehen eine Aschenbahn bestanden.

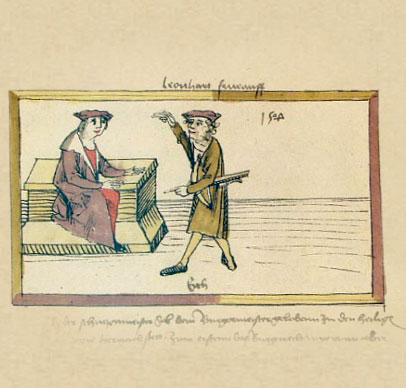
Der Schützenmeister schwört den Eid, Volkacher Salbuch, folio 446r

Mit der Gründung einer Damenabteilung der Gymnastik öffnete sich der VfL 1972 für beide Geschlechter. Zwei Jahre später entsteht die Volleyballabteilung. Im Jahr 1992 trat die A-Nationalmannschaft der Vereinigten Arabischen Emirate gegen eine erweiterte Auswahl des VfL an. Mit dem Aufstieg der Fußballmannschaft in die Bezirksliga, in der sich das Team drei Jahre halten konnte, wurde der Verein 1995 belohnt. 2014 stiegen die Volleyballer in die Bayernliga Nord auf, in der sie bis 2019 antraten und seit 2024 wieder spielen. 2015 wurde eine Damenvolleyballmannschaft gegründet, die derzeit in der Bezirksliga spielt. Die erste Mannschaft der Fußballer spielt heute in der Kreisliga.
Wesentlich jünger ist die Handballspielgemeinschaft (HSG), die sich 1995 aus dem VfL ausgründete. Sie bietet heute den Volkacher Handballern eine eigene Plattform. Sowohl die erste Männer- als auch die erste Frauenmannschaft des Vereins tritt in der aktuellen Saison in der Bezirksoberliga an. Neben den beiden großen Vereinen existieren in der Stadt ein Musikverein, der sich bereits 1867 gründete, ein Jugendblasorchester, ein Sportangelverein, ein Tanzsportclub, ein Tauchsportclub und ein Tennis-Club.
Ältester Verein der Stadt ist allerdings die Königlich Privilegierte Schützengesellschaft von 1440. Damals wurde erstmals eine Sebastianibruderschaft als Zusammenschluss aller Schützen der Stadt erwähnt. Am 1. Februar 1844 erhielt die Schützengesellschaft eine neue Ordnung, die sich auf die bayerische Schützenordnung von 1796 berief. Fortan konnte sie sich auch königlich „privilegiert“ nennen. Heute wird mit Pistole und Luftgewehr geschossen. Seit 1992 besteht außerdem eine große Bogenschießabteilung.

#### Weitere Vereine und Verbände
Wichtige Ergänzungen im gesellschaftlichen Leben der Stadt sind die jeweiligen Ortsverbände der Parteien. So existieren in der Stadt ein großer CSU-Ortsverband, ein Ortsverband der FDP, ein SPD-Ortsverein, eine Organisation der Freien Wählergemeinschaft und die sogenannte Bürgerliste Volkach. Weitere, wichtige Vereine sind die Arbeiterwohlfahrt, der Sozialverband VdK, der Bund Naturschutz, der Heimatverein Volkacher Mainschleife und der Weinbauverein Volkach.
Des Weiteren bestehen folgende Vereine: Astronomieclub Volkach, Caritas-Sozialstation St. Laurentius, Eine-Welt-Gruppe, Fanclub FC Bayern, Förderverein Mainschleifenbahn, Gewerbeverband Volkacher Mainschleife, Hospiz Regionalgruppe Volkach/Gerolzhofen, Karnevals-Gesellschaft Volkach, Katholischer Frauenbund, Kolpingfamilie, Modellbaufreunde, Obst- und Gartenbauverein, Theaterring Mainfranken-Theater, Reservistenverband, Verein der Wanderfreunde, Verein für ambulante Krankenpflege, der Fremdenverkehrsverein und die Vogelfreunde.

### Fachklinikum Mainschleife

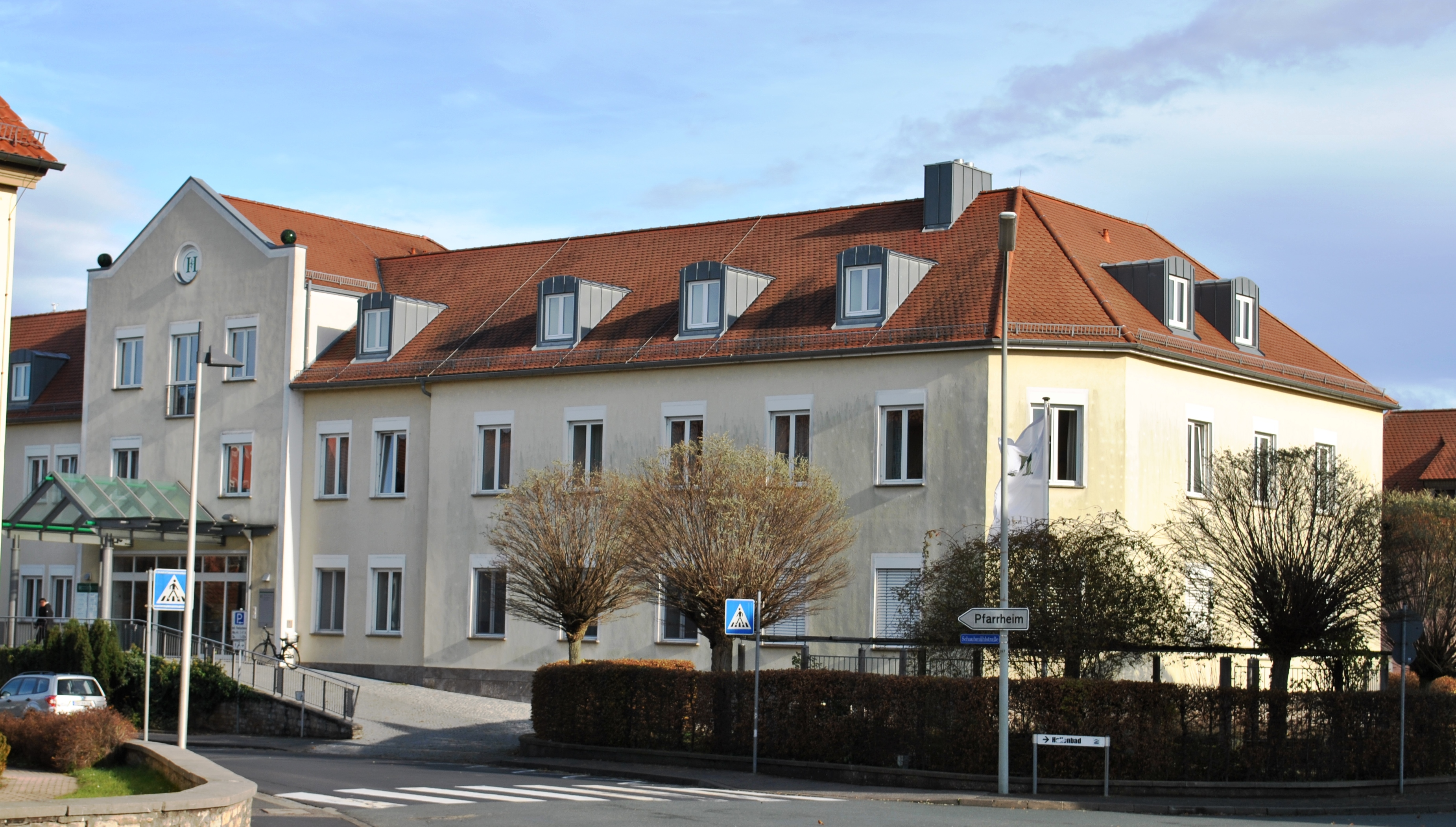
Fachklinikum Mainschleife in der Schaubmühlstraße

An der Schaubmühlstraße östlich der Altstadt besteht das Fachklinikum Mainschleife. Das Krankenhaus leistet die medizinische Grundversorgung der örtlichen Bevölkerung und ist im bayerischen Krankenhausplan enthalten. Bereits während des Mittelalters war die Stadt Standort eines Seelhauses und eines Siechenhauses für die Krankenbetreuung. Im Jahr 1607 gründete Fürstbischof Julius Echter von Mespelbrunn ein weiteres Spital in der Stadt.
Professionalisiert wurde die Krankenversorgung erst mit der Errichtung eines Distriktskrankenhauses im Jahr 1857. Erst 1895 wurde ein Haus an der heutigen Stelle etabliert. Die zunächst als Belegkrankenhaus vorgesehene Anstalt besaß 1914 bereits 27 Betten. Nach dem Zweiten Weltkrieg zog die Würzburger Universitätspoliklinik kurzzeitig in das Volkacher Haus, da Würzburg selbst weitgehend zerstört war. In der Folgezeit wandelte man die Volkacher Klinik in ein Anstaltskrankenhaus mit festangestellten Ärzten um.
Im Jahr 1992 stand der Bestand des Volkacher Krankenhauses, nun ein Kreiskrankenhaus im Landkreis Kitzingen, auf der Kippe. Erst eine Unterschriftenaktion der Bevölkerung rettete es. Allerdings wurde es im Jahr 1993 privatisiert. 2021 folgte mit einem erneuten Eigentümerwechsel die Umbenennung in Fachklinikum Mainschleife. In der Volkacher Klinik ist man heute auf die Chirurgie spezialisiert. Für die Sportchirurgie etablierte man in den Räumlichkeiten des Krankenhauses zusätzlich ein Medizinisches Versorgungszentrum (MVZ) mit Fachärzten.

### Deutsche Akademie für Kinder- und Jugendliteratur, Märchen-Stiftung
Die Stadt ist heute Sitz zweier bedeutender Institutionen für Literatur und Sprache. So wurde im Jahr 1976 die Deutsche Akademie für Kinder- und Jugendliteratur im Volkacher Schelfenhaus gegründet. Die Akademie soll die Kinder- und Jugendliteratur und ihre Autoren fördern und verleiht hierzu den Großen Preis der Akademie, sowie den sogenannten Volkacher Taler und den Korbinian – Paul-Maar-Preis für junge Talente. Unter den Preisträgern des Großen Preises waren Michael Ende, Gudrun Pausewang und Rafik Schami.
Im Jahr 1985 gründete der niedersächsische Reiseunternehmer Walter Kahn in Frankfurt am Main die sogenannte Märchen-Stiftung. Sie dient der Erforschung und Erhaltung des überlieferten europäischen Märchen- und Sagengutes. Die Stiftung veranstaltet Ringvorlesungen und bringt Veröffentlichungen zum Thema heraus. Heute unterhält sie in Volkach eine Geschäftsstelle. Der mit 5.000 Euro dotierte Europäische Märchenpreis und der Lutz-Röhrich-Preis werden ebenfalls von der Stiftung verliehen.

### Mainfranken-Kaserne

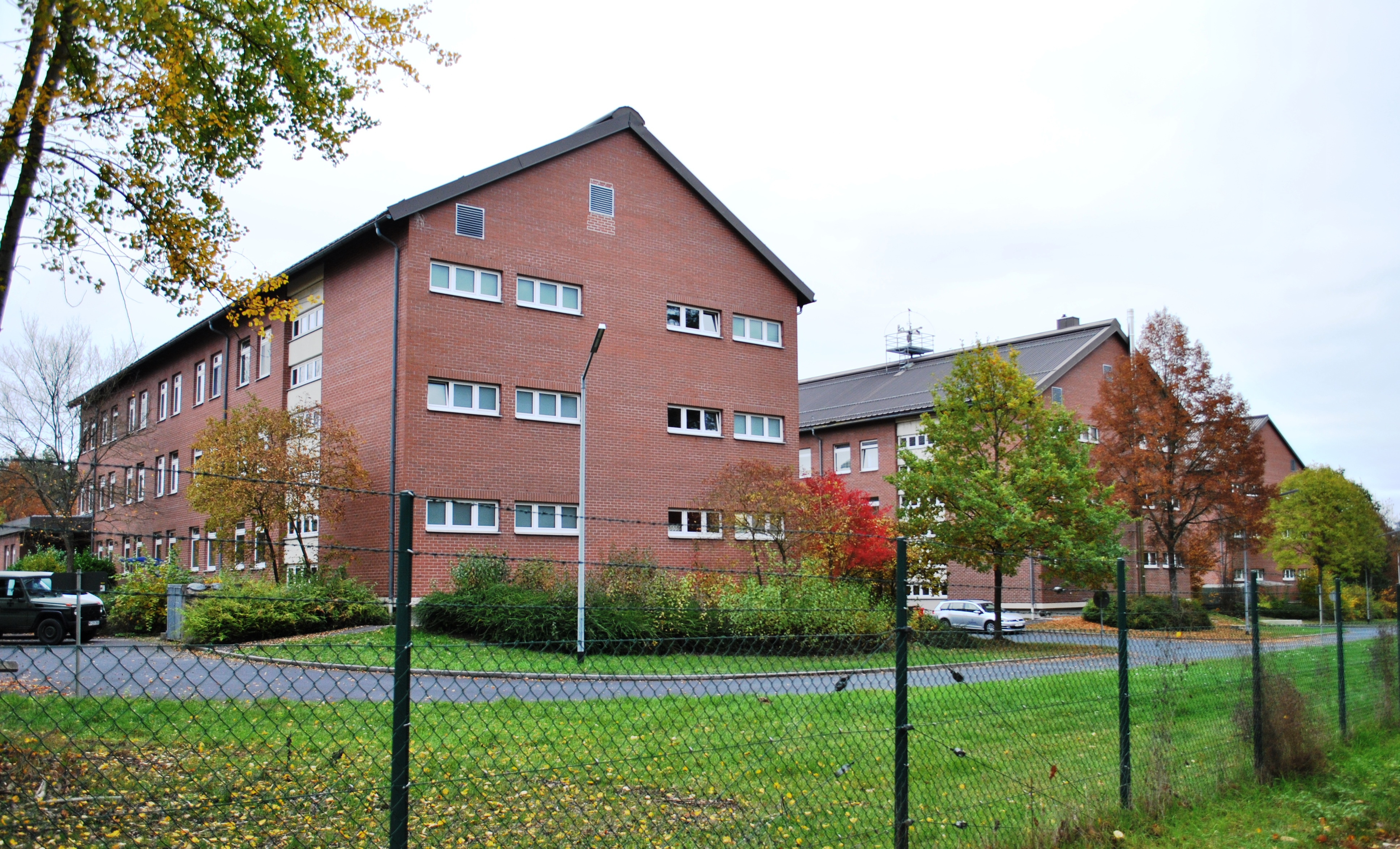
Die Mainfranken-Kaserne nahe Volkach

Volkach ist seit den 1980er Jahren Bundeswehrstandort. Der Stadtrat erteilte bereits im Jahr 1958 die Erlaubnis, eine Kaserne zu errichten; allerdings begann man erst im Jahr 1984 mit der Errichtung eines Militärstandortes. Zwischen 1984 und 1986 entstand die Mainfranken-Kaserne als letzter Neubau für die Bundeswehr deutschlandweit. Am 8. November 1986 nahm der damalige Bundesverteidigungsminister Manfred Wörner die Namensvergabe der neuen Kaserne vor. Die Baulichkeiten entstanden südöstlich der Kernstadt.
Da die Kaserne zunächst für Pioniertruppen ausgelegt war, entstand zwischen Volkach-Astheim und Nordheim auch der Truppenübungsplatz Volkach-Nordheim an einem Teil des sogenannten Altmains im Landschaftsschutzgebiet. Die geplante Errichtung führte zu großen Protesten der Winzer vor allem aus Nordheim am Main. Schließlich hielt man beim Bau hohe Umweltschutzmaßnahmen ein. Inzwischen (2018) wurde der Truppenübungsplatz aufgelöst, lediglich ein kleinerer Standortübungsplatz nahe der Kaserne besteht.
Die Mainfranken-Kaserne wurde zunächst von einem Instandsetzungs- und einem Pionierbataillon bezogen. Nachdem die Soldaten in den 1990er Jahren vor allem als Katastrophenhelfer für Überschwemmungen eingesetzt wurden, machte sich mit dem Beitritt der DDR zur Bundesrepublik eine Neuausrichtung bemerkbar. Fortan nahmen die Volkacher Einheiten auch an Auslandseinsätzen teil. Seit 2011 besteht in Volkach das Logistikbataillon 467, das Teil der Streitkräftebasis und des Sanitätsdienstes ist.

## Persönlichkeiten

### Söhne und Töchter des Ortes
Die Stadt Volkach brachte im Laufe der Jahrhunderte eine Vielzahl berühmter Männer und Frauen hervor, die durch ihr Wirken auch heute noch eine gewisse Bekanntheit genießen. Im Mittelalter hatte vor allem der Adel die Möglichkeit aufzusteigen. Auf der nahe bei Volkach gelegenen Hallburg saßen die Zollner von der Hallburg, deren Familienmitglieder in den Klöstern der Umgebung zu teilweise hohen Ämtern aufstiegen. Aus einer bürgerlichen Familie stammte dagegen Heinrich von Volkach (um 1310–1359), der Weihbischof in Regensburg wurde.
Eine Blütezeit erlebte Volkach im Spätmittelalter und der beginnenden Frühen Neuzeit. Um 1447 war eine Lateinschule im Ort gegründet worden, sodass die Stadt nun ihren akademischen Nachwuchs selbst erziehen konnte. Die Absolventen studierten teilweise später und gelangten zu Anstellungen als hohe Beamte, oder erlangten weiterhin in den fränkischen Klöstern kirchliche Posten. Andreas Presson (1637–1701) war als Übersetzer und Dichter tätig. Er stieg im Dienste der Familie Schönborn zu einem Diplomaten auf.
Der Aufschwung des Weinbaus im 18. Jahrhundert war für viele bisher ackerbürgerliche Familien ein Segen. Ihnen gelang es in zweiter Generation, der Vater war durch den Weinbau zu einigem Reichtum gekommen, selbst Akademiker hervorzubringen. Zu nennen ist hier insbesondere die Familie Schelf-Balbus. Während sich die erste Generation damit begnügte, repräsentative Baulichkeiten in Volkach selbst zu errichten, wurden Johann Wilderich Balbus als Ambrosius (1704–1794) und Johann Albert als Christophorus (1706–1766) zu einflussreichen Äbten gewählt.
Zwar ging das 19. Jahrhundert mit einem Verlust der zentralörtlichen Bedeutung einher, allerdings differenzierten sich die Aufstiegsmöglichkeiten der Gesamtbevölkerung durch das Ende des Feudalismus und den einsetzenden Frühkonstitutionalismus stark. Aus Volkach kamen nun Abgeordnete wie Andreas Schellhorn (1761–1845), Künstler wie Peter Geist (1816–1867), oder Erfinder wie Geists Bruder Sebastian (1817–1908). Im 20. Jahrhundert ging die Zahl der in Volkach Geborenen zurück. Aus Volkach stammen mehrere fränkische Mundartdichter, darunter Elisabeth Scheuring (1897–1971) und Gerd Bräutigam (1937–2007). Aufgrund des Weinbaus brachte die Stadt mehrere Weinhoheiten wie die Deutsche Weinkönigin 2008/2009 Marlies Dumbsky (* 1985) hervor.

### Mit Volkach verbunden

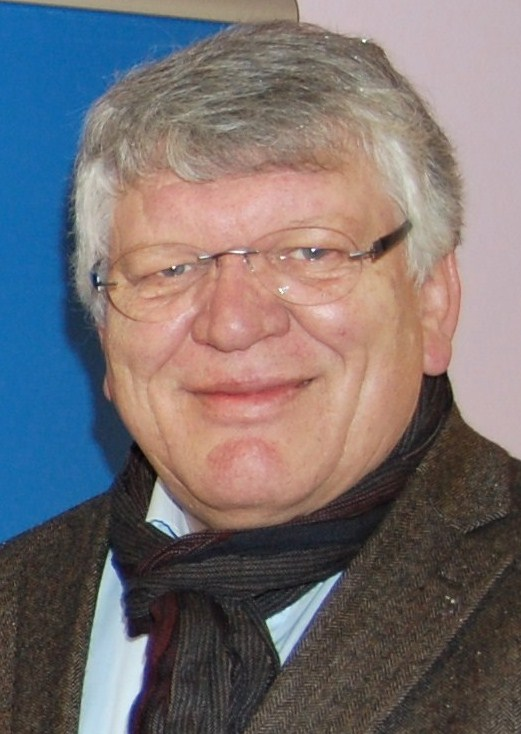
Der ehemalige Bundestagsabgeordnete Frank Hofmann

Eine Vielzahl bedeutender Persönlichkeiten sind mit Volkach verbunden, weil sie entweder die Stadt besonders förderten oder hier aufwuchsen. In der Frühzeit der Siedlung sind hier insbesondere die Orts- bzw. Stadtherren zu nennen. So taten sich viele Mitglieder der Familie Castell hervor, Volkach im 13. Jahrhundert zur Stadt zu machen. Hermann I. zu Castell († 1289) und sein Bruder Heinrich II. zu Castell († um 1307) teilten die Herrschaft über die Siedlung dann untereinander auf und leiteten so den Einflussverlust des Grafengeschlechts ein.
Nutznießer dieser Situation waren vor allem die Fürstbischöfe von Würzburg. Sie erwarben die Stadt Stück für Stück und förderten sie weiter. So tat sich Rudolf II. von Scherenberg (um 1401–1495) als besonderer Gönner der Pfarrei Volkach hervor und trat auch in die Marienbruderschaft auf dem Kirchberg bei. Sein Nachfolger Lorenz von Bibra (1459–1519) tat es ihm gleich. Die Zuwendung der Bischöfe gipfelte in der Unterstützung durch Julius Echter von Mespelbrunn (1545–1617), der neben Bautätigkeit in Volkach auch seinen Bruder Valentin (1550–1624) zum Volkacher Amtmann machte.
Im 19. Jahrhundert blieb die Förderung durch die Bischöfe aus, weil das geistliche Territorium des Hochstifts Würzburg aufgelöst wurde. Stattdessen stifteten nun bürgerliche Gönner ihre Vermögen der Stadt. So konnte mithilfe des Volkacher USA-Auswanderers Charles Engert (1853–1911) der Kindergarten erbaut werden. Im 19. und 20. Jahrhundert machten sich auch Politiker um die Stadt verdient. Frank Hofmann (* 1949) war SPD-Bundestagsabgeordneter und hatte sein Wahlkreisbüro in der Stadt.

### Ehrenbürger
Insgesamt zeichnete die Stadt Volkach zwischen 1819 und 1978 (Eingemeindung des letzten Ortsteils) insgesamt 22 Personen, ausschließlich Männer, mit der Ehrenbürgerwürde aus. Die Persönlichkeiten hatten sich in besonderen Maße um die Stadt verdient gemacht. Vor allem Honoratioren und Geistliche wurden mit der Würde bedacht, daneben haben Politiker die Ehrenbürgerwürde der Stadt besonders häufig erhalten. Der Bürgermeister Friedrich Russ erhielt als 23. die Auszeichnung 1990, weil er sich um die Eingemeindungen verdient gemacht hatte. Aufgelistet wurden die Geehrten nach dem Datum ihrer Verleihung, bei unklarem Datum zählt das Sterbedatum der Person.
| - Wilhelm Joseph Behr (1775–1851), Verleihung 1819, Politiker - Eugen Schön (1770–1842), Verleihung unklar, Pfarrer und Historiker - Michael Anton Barazzi (1818–1876), Verleihung unklar, Stadtpfarrer - Franz Christoph von Rothmund (1801–1891), Verleihung 1873, Gerichtsarzt - Georg Josef Scheurich (1825–1886), Verleihung unklar, Stadtpfarrer - Kaspar Mainzinger (1832–1890), Verleihung 1888, Stadtschreiber - Johann Georg Friedrich (1817–1892), Verleihung 1890, Geistlicher Rat - Gregor Schmitt (1832–1908), Verleihung 1892, Medizinalrat - Friedrich von Luxburg (1829–1905), Verleihung 1893, Regierungspräsident - Anton Jäcklein (1834–1919), Verleihung 1893, Gymnasialprofessor und Historiker - Andreas Josef Leibold (1828–1909), Verleihung 1894, Posthalter |  | - Peter Braun (1866–1936), Verleihung 1925, Stadtpfarrer - Franz Klühspies (1860–1928), Verleihung 1925, Oberlehrer - Karl Friedrich Lippert (1863–1936), Verleihung 1928, Stadtinspektor - Josef Wächter (1870–1947), Verleihung 1931, Bürgermeister - Paul von Hindenburg (1847–1934), Verleihung 1933, Reichspräsident - Hans Georg Haupt (1865–1938), Verleihung 1935, Fabrikant und Stifter - Johann Erbig (1870–1950), Verleihung 1948, Stadtrat und Privatier - Richard Haupt (1897–1966), Verleihung 1958, Fabrikant und Stifter - Simon Himmel (1898–1979), Verleihung 1958, Stadtpfarrer - Georg Berz (1897–1973), Verleihung 1958, Bürgermeister - Henri Nannen (1913–1996), Verleihung 1962, Journalist |